# Exploration spatiale
Vous pouvez aider à l'améliorer ou bien discuter des problèmes sur sa page de discussion.
- Il n’est pas rédigé dans un style encyclopédique. (Marqué depuis décembre 2021)
- La pertinence de son contenu est remise en cause. Considérez-le avec précaution. (Marqué depuis décembre 2021)

Les premiers pas d'humains sur la Lune : Buzz Aldrin photographié par Neil Armstrong sur la surface lunaire le 20 juillet 1969 pour la mission Apollo 11.

- Il doit être recyclé. La réorganisation et la clarification du contenu sont nécessaires. (Marqué depuis décembre 2021)

L'exploration spatiale est l'ensemble des activités qui sont réalisées dans l'espace. Elles reposent sur des techniques spécifiques relevant de l'astronautique qui permettent la réalisation de lanceurs, de satellites, de sondes spatiales, d'équipements et d'instruments spécifiques. L'exploration de l'espace remplit des objectifs scientifiques, économiques, ou militaires. L'exploration scientifique comprend l'étude du système Terre (climat, atmosphère, magnétosphère, géodésie, océanographie…), l'étude in situ des corps célestes du Système solaire (Lune, Mars…), l'astronomie par l'utilisation de télescopes spatiaux étudiant les exoplanètes, les galaxies et le cosmos, ainsi que la réalisation d'expériences en apesanteur. L'aspect économique de l'espace prend une importance croissante et désormais prépondérante grâce notamment à des applications dans le domaine des télécommunications, de la navigation, de l'imagerie, de l'observation de la Terre, de la gestion des désastres, de la météorologie. Enfin, bien que les activités militaires en soient bannies, l'espace joue un rôle croissant au sein des forces militaires : reconnaissance optique ou radar, alerte avancée, écoute électronique et télécommunications. L'envoi d'humains dans l'espace, qui répond essentiellement à des finalités de prestige, est sauf exception (programmes Apollo et Artemis à destination de la Lune) cantonné à l'orbite terrestre basse. Cette activité comprend principalement l'occupation de stations spatiales par des équipages sur des durées pouvant atteindre un an, dans le but de réaliser des expériences scientifiques en apesanteur. D'un point de vue budgétaire, elle constitue un volet important des programmes spatiaux des principales puissances spatiales.
L'exploration spatiale débute grâce au développement à compter des années 1930 de fusées capables de lancer une charge utile avec une vitesse suffisante pour la placer en orbite terrestre. La réalisation de ce type de fusée requiert la mise au point de moteurs-fusées capables de s'affranchir de l'atmosphère en fournissant une forte poussée, de systèmes de contrôle d'attitude et d'automates prenant en charge le guidage et le pilotage. Le premier précurseur des lanceurs, le missile balistique missile V2 de l'armée allemande, dépasse pour la première fois le 20 juin 1944 l'altitude de cent kilomètres qui marque de manière symbolique la frontière entre l'atmosphère terrestre et l'espace. Après la Seconde Guerre mondiale, les deux principales puissances militaires, les États-Unis et l'Union soviétique (URSS) s'appuient sur les réalisations allemandes pour développer d'abord des missiles balistiques intercontinentaux puis les premiers lanceurs. Le satellite Spoutnik 1, développé par l'URSS, est le premier engin spatial placé en orbite (4 octobre 1957).
La réalisation des premières missions spatiales est motivée par le prestige dans le contexte de la guerre froide, qui oppose l'URSS et les États-Unis. Mais très rapidement les premières applications scientifiques, commerciales et militaires se développent. Des progrès dans le domaine de la propulsion spatiale permettent de faire passer la masse de la charge utile lancée en orbite à une vingtaine de tonnes à la fin des années 1960 (de manière éphémère, 130 tonnes pour le lanceur géant Saturn V). Le premier survol de la planète Mars est réalisé en 1964, celui de Vénus en 1962 et celui des planètes externes (Jupiter et suivantes) dans les années 1970. Les observations effectuées débouchent sur des découvertes majeures concernant les caractéristiques et l'histoire du Système solaire. L'exploration spatiale est marquée à ses débuts par la première mission d'exploration humaine à la surface de la Lune (Apollo 11 en 1969), les missions Viking à la surface de Mars, le programme Venera d'étude de Vénus ainsi que le survol des planètes externes par les sondes Voyager.
Les États-Unis, à travers leur agence spatiale civile, la NASA, jouent toujours au xxie siècle un rôle majeur dans le domaine de l'exploration spatiale, mais sont rejoints par des acteurs plus tardifs comme l'Agence spatiale européenne et celle du Japon, par des acteurs nouveaux comme celles de la Chine et de l'Inde, et par des acteurs privés de plus en plus nombreux. Les avancées technologiques portent désormais sur la miniaturisation, permise par les progrès de l'électronique et l'abaissement des coûts de lancement. Les projets d'exploration humaine du Système solaire marquent le pas face au développement des missions robotiques dont les capacités progressent rapidement : astromobiles (Mars Exploration Rover), mission de retour d'échantillons, drones…

## Histoire

### Précurseurs

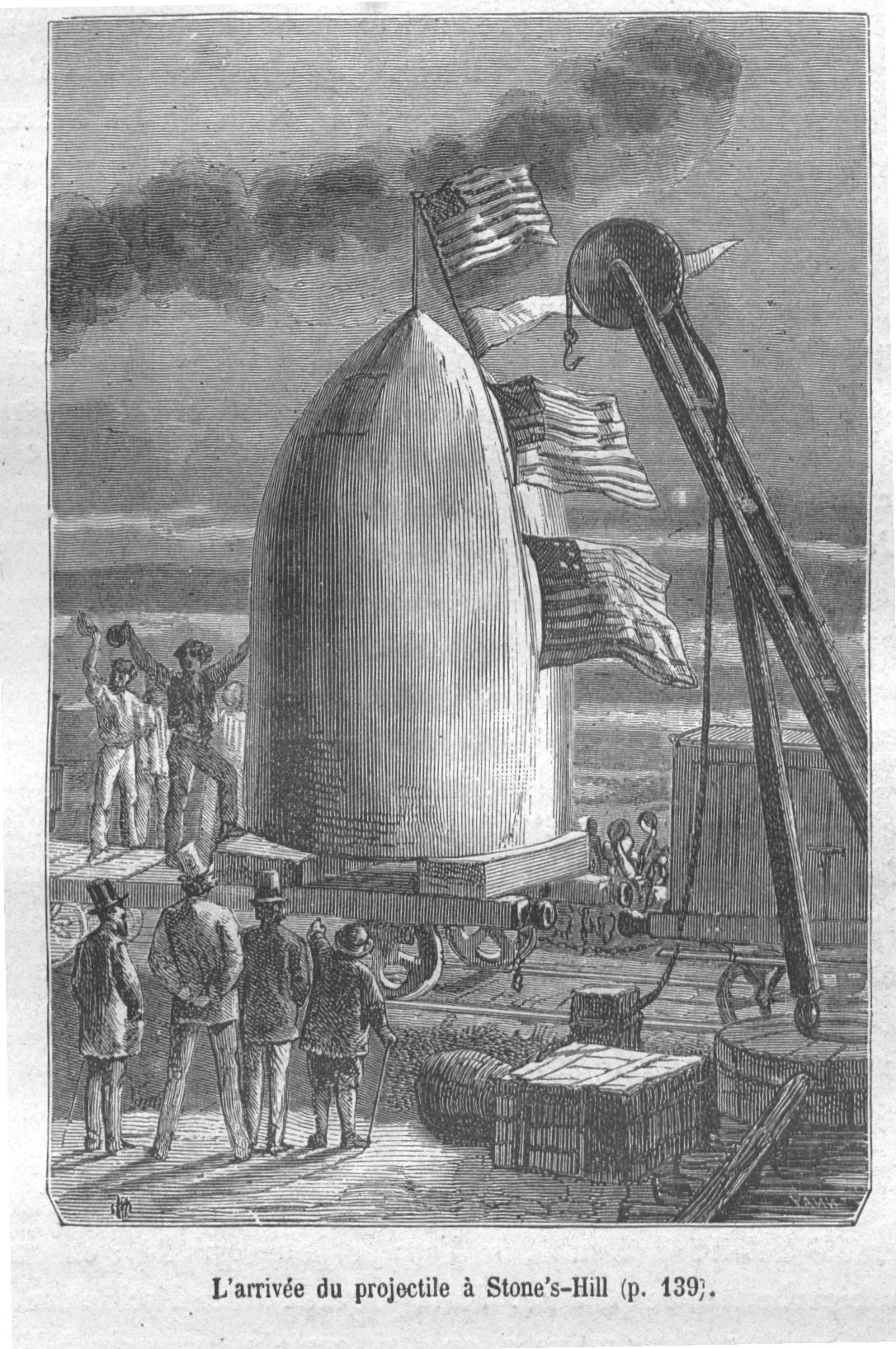
Illustration du vaisseau-obus décrit par Jules Verne.

Les rêves d'exploration de l'espace sont intimement liés à l'astronomie. En effet, l'observation et la compréhension du ciel furent primordiales pour les premières civilisations humaines dans un but utilitaire, pour l'agriculture ou l'établissement de calendriers, mais aussi dans un but philosophique. Pour rechercher les réponses à des questions sur notre provenance, sur la raison de notre existence, et sur notre place dans l'univers, l'étude des astres et du cosmos est nécessaire. Deux solutions sont accessibles à l'humanité, la première étant d'observer les astres depuis la Terre et de comprendre leur mouvement par le biais d'outils mathématiques : c'est l'astronomie.
La deuxième solution est d'aller voir sur place et d'étudier les astres de près ; c'est ce qui deviendra plus tard l'exploration spatiale. Dès l'Antiquité, on retrouve des récits imaginant la présence de civilisations extraterrestres vivant sur la Lune. En l'an 125, Lucien de Samosate écrit Une histoire vraie, dans laquelle il relate les aventures d'Ulysse, qui voyage vers la Lune où il assiste à une guerre entre les habitants de la Lune et du Soleil. L'ouvrage est cependant destiné à dépeindre la société de l'époque.
C'est dans la Chine médiévale que l'on retrouve les premières fusées, dont les premiers écrits remontent à 1232. Maitres de la poudre à canon, les armées chinoises utilisaient ces petits tubes comme missiles lors des batailles. On y retrouve également trois siècles plus tard la légende de Wan Hu qui tenta de rejoindre la Lune sur une chaise propulsée par 47 fusées à poudre. Plus tard, au XVIIe siècle, Savinien de Cyrano de Bergerac écrit des nouvelles dépeignant d'hypothétiques sociétés vivant sur la Lune et le Soleil. Là encore, l'objectif est de proposer un regard sur la société humaine.
Il faut attendre le XIXe siècle pour voir apparaître les premiers ouvrages plus techniques et anticipatifs. L'exemple le plus populaire est le roman De la Terre à la Lune où Jules Verne décrit le voyage spatial dans un vaisseau habité tiré comme un projectile par un grand canon de type Columbiad. L'auteur, par son approche scientifique, y décrit de manière inédite le phénomène d'impesanteur produit par l'inertie du vaisseau, phénomène qui sera vécu un siècle plus tard par Youri Gagarine en 1961. Le reste du siècle foisonne d'œuvres littéraires moins connues qui imaginent des enjeux et des techniques de voyage spatial qui deviendront réalité au siècle d'après.

### Pionniers
Au début du XXe siècle, les connaissances en physique sont suffisantes pour élaborer sérieusement des techniques de voyage spatial, grâce à la mécanique newtonienne, aux contributions récentes de Laplace en mécanique céleste et à la description mathématique du problème à N-corps. C'est ce que fait Constantin Tsiolkovski, un instituteur russe qui pose les bases théoriques des moteurs-fusées à réaction, de la mise en orbite, des fusées à étage, de la combustion d'ergols et des stations spatiales. Cependant il ne passera pas à la pratique. Ce sont d'autres pionniers comme Robert Goddard qui développeront les premières fusées à carburant liquide dans les années 1920. Ces engins pouvaient décoller à plusieurs mètres de haut. À cette époque, Tsiolkovski est tombé dans l'oubli, et Goddard est moqué dans son pays, les États-Unis.

Robert H. Goddard posant avec sa fusée à ergols liquides en 1926.

Les passionnés de technologie de l'époque se réunissent dans des sociétés astronautiques pour développer ces fusées, sur des financements privés grâce à des mécènes. Leur but est à terme d'atteindre l'espace, et leur fusées atteignent à l'époque plusieurs centaines de mètres d'altitude. En URSS, de telles sociétés se forment mais peinent à perdurer en raison des dissensions, de plus certains de leurs membres sont victimes des purges staliniennes, à l'image du jeune ingénieur Sergueï Korolev, qui est capturé et envoyé dans la prison de Boutyrka jusqu'en 1944.
C'est en Allemagne que se poursuivent les recherches sur la propulsion. La Verein für Raumschiffahrt est une société astronautique fondée par Johannes Winkler à laquelle adhèrent entre autres Hermann Oberth et Wernher von Braun, alors que ce dernier n'est qu'étudiant. Hermann Oberth, comme Goddard, est un pionnier de l'astronautique. Il développe dans les années 1920 des prototypes de fusée ainsi que des ouvrages théoriques sur le voyage spatial. Ses idées sont mieux reçues et vont jusqu'à être testées pour la propulsion des voitures. Cependant, l'arrivée du régime nazi au pouvoir en 1933 interdit toute recherche civile sur les fusées. Afin de poursuivre leurs travaux, les membres de la société astronautique rejoignent l'armée allemande.
C'est au sein de cette armée allemande que les plus gros progrès ont lieu. Cette dernière perçoit le potentiel militaire de ces technologies. Contrairement aux obus, qui sont propulsés momentanément par une explosion, un missile est un engin auto-propulsé. Ainsi, il peut devenir une arme d'une portée bien plus élevée que celle de l'artillerie alors utilisée à l'époque. L'Allemagne développe ainsi la gamme de missiles Aggregat dans l'objectif de bombarder ses ennemis sans envoyer d'aviation et sans nécessité de concevoir des canons d'artillerie démesurément grands. Le projet démarre par la conception de l'Aggregat 1 (A1) en 1933 par Wernher von Braun, fraîchement sorti de sa société astronautique. Les projets vont jusqu'à l'A12, une fusée orbitale pouvant livrer une ogive n'importe où sur la planète.
Les nazis vont en pratique jusqu'au modèle A4, l'autre nom du missile V2, qui devient le premier missile balistique opérationnel lors de son premier usage pour le combat, le 8 septembre 1944. Le 20 juin 1944, il devient également le premier objet à franchir la ligne de Kármán, située à 100 kilomètres d'altitude, devenant le premier engin spatial de l'histoire, même si cette limite conventionnelle n'existe pas encore à l'époque.

### Course à l'espace

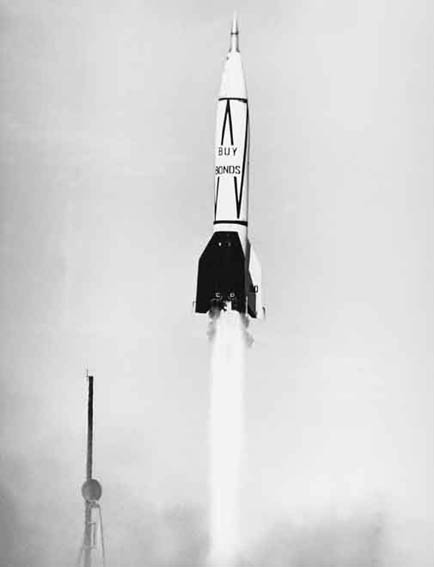
Tir de V2 américaine.

#### Récupération des V2
Après la fin de la Seconde Guerre mondiale, les troupes alliées découvrent les technologies allemandes, alors bien en avance sur leur temps, et parmi elles, les technologies du V2. Les grandes puissances veulent elles aussi à leur tour des missiles balistiques, alors que la guerre froide débute. Les alliés récupèrent tout ce qui est possible : documentation, technologie et ingénieurs allemands, et se lancent dans l'étude des V2 et le développement de missiles et de technologies de propulsion. Ainsi Wernher von Braun et Kurt Debus sont récupérés par l'armée américaine lors de l'opération Paperclip. L'URSS, de son côté, ne parvient à récupérer que des administrateurs allemands mais aucun ingénieur. Elle libère les anciens ingénieurs des sociétés astronautiques, dont Sergueï Korolev.
Les Américains délèguent la recherche aux différents corps d'armée et aux laboratoires de recherche comme le Jet Propulsion Laboratory. Sont développés les missiles Thor, Vanguard, Redstone ou Titan. Les chercheurs soviétiques reproduisent à leur manière la V2 et la renomment R-1 (pour Roquette 1, en russe : Ракета-1). La R-1 évolue avec le temps grâce à Korolev jusqu'au modèle R-7, premier missile soviétique capable d'envoyer une charge utile en orbite, qui envoie Spoutnik 1 en 1957. Le développement astronautique s'articulera pendant des années autour de la confrontation de la Guerre Froide.

#### Année géophysique internationale

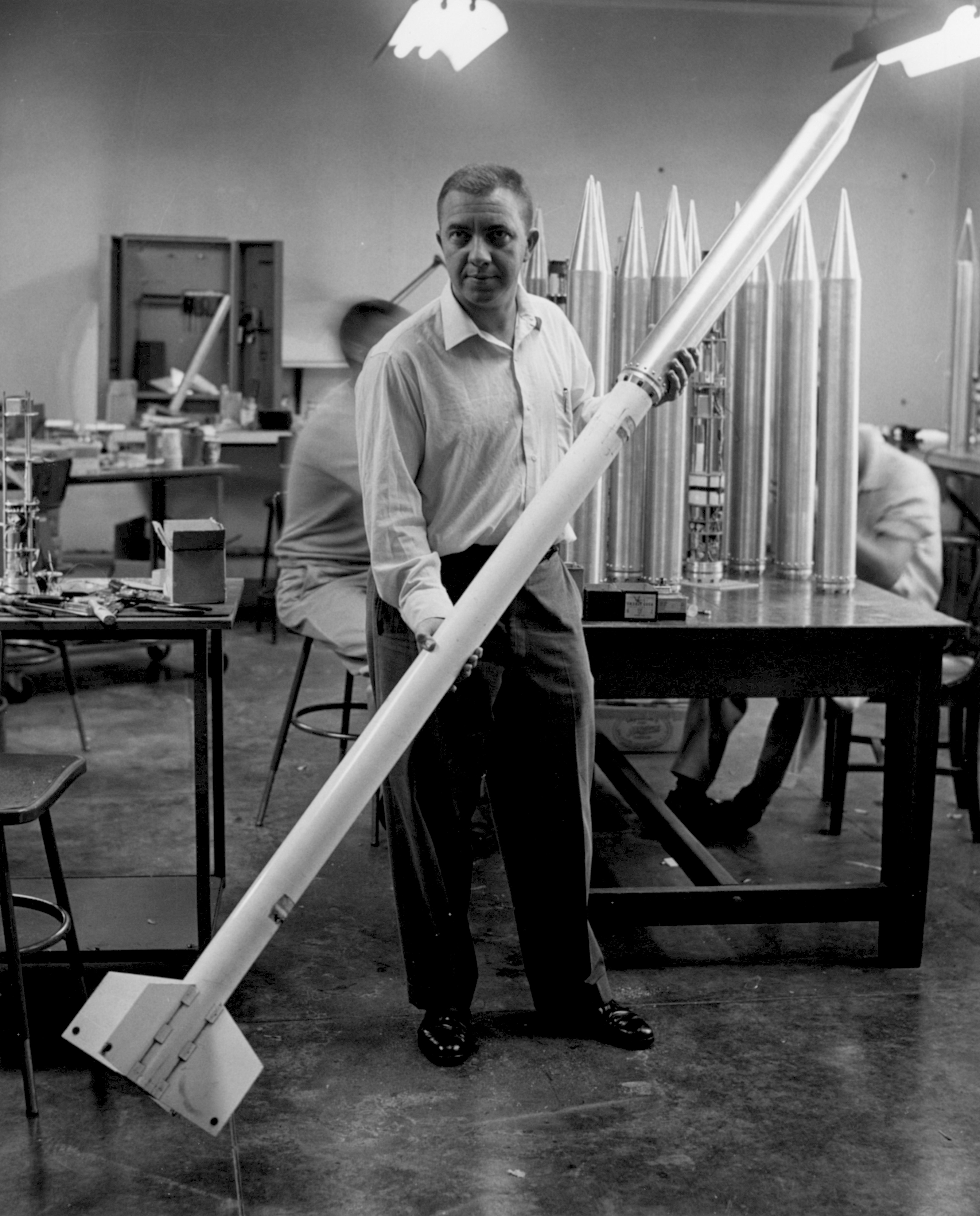
Van Allen tient une fusée-sonde Rockoon utilisée pour étudier la haute atmosphère.

Si, au début des années 1950, les Soviétiques ne voient pas le potentiel scientifique de ces nouvelles technologies, les Américains utilisent, en parallèle du développement militaire, des V2 et des fusées Viking comme fusées-sondes pour la recherche en haute atmosphère, comme James Van Allen, chercheur en astrophysique spécialisé dans les rayons cosmiques, en remplaçant la charge explosive par du matériel de mesure. Conscient du potentiel scientifique de ces engins, Van Allen réunit quelques-uns de ses confrères pour proposer l'idée d'une année géophysique internationale (AGI). L'idée est de créer un événement, fondé sur le principe de l'année polaire internationale, où les pays participants coordonneraient leurs recherches sur les sciences de la Terre,. En 1952, le projet est déposé au Conseil international des unions scientifiques. L'AGI se déroule sur la période 1957-1958, durant un maximum d'activité solaire, et voit entre autres la création de bases scientifiques en Antarctique.
Les pays participants sont au nombre de 66, dont les États-Unis. Staline préfère focaliser la recherche soviétique sur les missiles ; cependant, à sa mort, les dirigeants reviennent sur sa décision et acceptent la participation. En 1955, les États-Unis annoncent publiquement l'envoi d'un satellite artificiel dans le cadre de l'AGI, grâce à leur projet Vanguard, motivés par les répercussions médiatiques que cela pourrait apporter. L'URSS réplique par la même annonce le lendemain.

#### Spoutnik

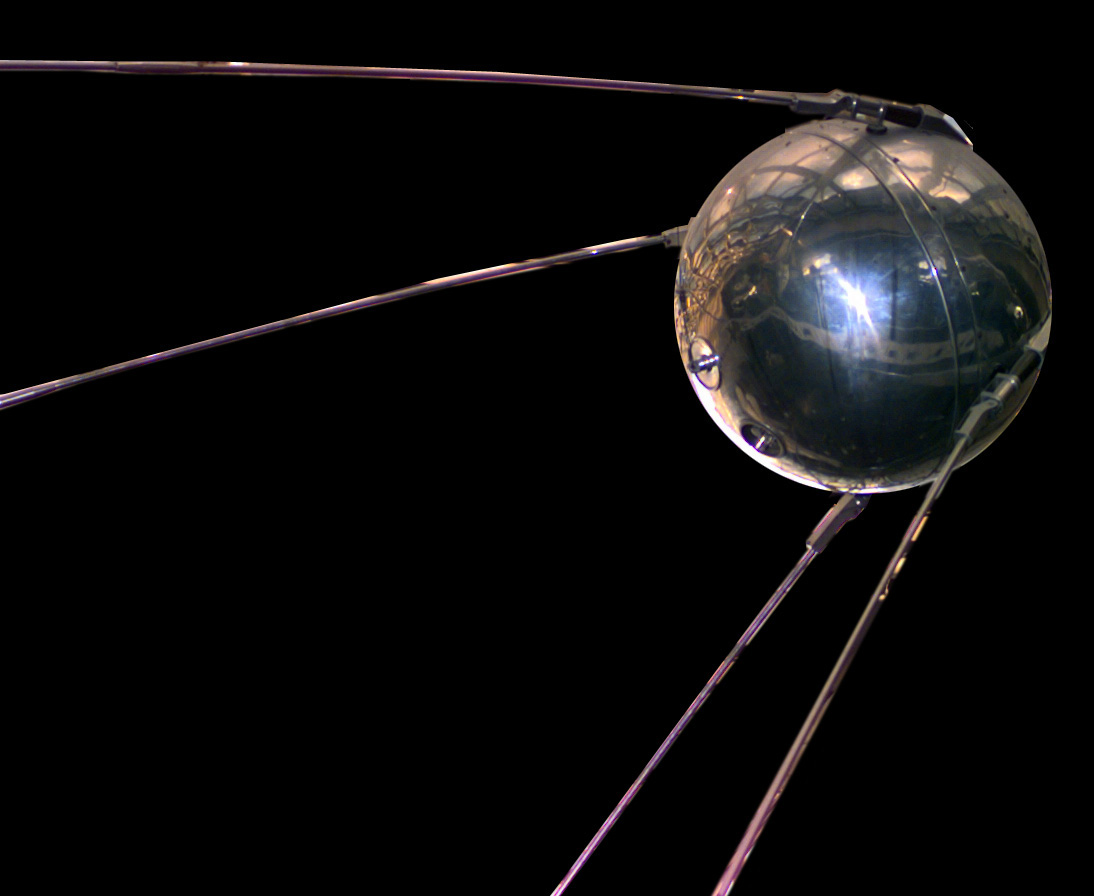
Spoutnik 1.

Côté soviétique, Korolev commence à travailler sur un premier concept de satellite, nommé Objet-D. Ce satellite de plus d'une tonne doit être capable de mesurer plusieurs propriétés physiques, comme les vents solaires, les radiations ou le champ magnétique. Mais le concept est trop ambitieux, il sera lancé plus tard sous le nom de Spoutnik 3. Le « satellite simple numéro 1 », ou PS-1 (pour Простейший Спутник-1), bien plus léger (83 kg), est conçu en remplacement. Nommé plus simplement Spoutnik 1, il servira de charge test pour le missile R-7. Il décolle le 4 octobre 1957 depuis ce qui deviendra le cosmodrome de Baïkonour, dans l'actuel Kazakhstan. Spoutnik 1 devient le premier satellite artificiel à orbiter autour de la planète. Khrouchtchev prend conscience de l'influence médiatique d'un tel succès et décide de retenter l'exploit un mois plus tard. Le 3 novembre 1957, la chienne Laïka devient le premier être vivant en orbite pour la mission Spoutnik 2 (à la suite de précédentes missions ayant envoyé des êtres vivants dans l'espace, en vol suborbital). Laïka meurt cependant sept heures après le décollage, sûrement de stress ou de chaleur. La course militaire à l'espace devient une course au soft power.

#### Explorer
Côté américain, le programme Vanguard essuie les échecs. Ce programme avait été choisi au détriment du projet Orbiter de l'US Army, car le président Eisenhower voulait un projet civil, financé en partie par la National Science Fundation. Cependant, le projet Orbiter, mené par Von Braun, est choisi en hâte après les deux réussites soviétiques de fin 1957 et après l'échec de la première tentative de mise en orbite de Vanguard TV3 en décembre 1957, ne pesant pourtant que 1,5 kg contre les 500 kg de Spoutnik 2. L'armée de terre modifie son missile Redstone pour l'envoi d'une charge scientifique, et conçoit le lanceur Jupiter-C renommé en Juno I. La charge utile conçue par William Pickering, nommée Explorer 1, vise le même objectif que Spoutnik 1 : mettre en évidence les ceintures de Van Allen. Le lancement réussi est confirmé le 1er février 1958. Néanmoins, il faudra attendre Explorer 3, plus tard la même année, pour réellement mettre en évidence les ceintures de radiation.

### Course à la Lune

#### Programme inhabité (1958-1961)
La course à l'espace devenue une course médiatique, l'URSS et les États-Unis lancent la course à la Lune dès 1958. L'objectif premier est d'envoyer une petite sonde vers le satellite naturel. L'enjeu n'est plus seulement d'atteindre une vitesse orbitale, mais de réussir la manœuvre de transfert entre l'orbite basse et l'altitude lunaire. L'armée américaine conçoit au printemps 1958 la sonde Able. Renommée Pioneer 0, elle explose au lancement le 17 août 1958.
Entre-temps, le gouvernement américain décide de centraliser la recherche et le développement des technologies spatiales civiles, dans un souci d'efficacité. La National Aeronautics and Space Administration (NASA) est mise en place le 29 juillet 1958 et assure dès sa création le lancement de Able II pour la mission Pioneer 1. Le lancement se passe bien, la sonde monte à 114 000 km d'altitude, mais ne parvient pas à atteindre la Lune. En parallèle, les Soviétiques conçoivent le programme Luna, qui comprend notamment la sonde Ye-1 qui doit s'écraser sur le sol sélène. Au cours de l'année 1958, les lancements et les échecs s’enchaînent des deux côtés.
Ye-1 est lancé avec succès vers la Lune le 2 janvier 1959 sous le nom de Luna 1. La sonde ne parvient pas à toucher la Lune, elle suit une trajectoire de survol à 7 000 kilomètres au-dessus du satellite, avant de quitter l'influence gravitationnelle terrestre vers une orbite héliocentrique. Luna 1 devient alors la première sonde interplanétaire de l'histoire.

#### Programme habité (1961-1969)
Les lancements scientifiques et militaires s’enchaînent dans les années suivantes. Les jalons symboliques continuent d'être franchis en premier par les Soviétiques, comme le premier objet à toucher le sol lunaire au cours de Luna 2, la première photo de la face cachée de la Lune par Luna 3 ou le retour sain et sauf des chiennes Strelka et Belka depuis l'orbite pour Spoutnik 5 (qui est une mission de préparation pour le vol humain).
L'ambition générale est de réaliser le rêve centenaire d'envoyer un être humain sur la Lune et elle commence par envoyer un humain en orbite. Pour cela, l'URSS développe le programme de vol habité Vostok, qui aboutira sur le vol de Youri Gagarine le 12 avril 1961 pour la mission Vostok 1.
John F. Kennedy, tout juste à la tête des États-Unis, annonce en retour le programme Apollo lors de son célèbre discours du 12 septembre 1962 à Houston : « We choose to go to the Moon ».

L'empreinte de Buzz Aldrin sur le sol lunaire lors d'Apollo 11.

La NASA a alors tout juste terminé de prendre en charge l'intégralité des recherches spatiales civiles du pays, lorsque l'armée de terre finit par céder ses recherches en 1960. Le programme lunaire habité américain est lancé, en passant par toutes les étapes intermédiaires : vol habité au cours du programme Mercury, vol en simultané et rendez-vous orbital (nécessaire pour l'envoi d'engins sur le sol lunaire) au cours du programme Gemini, puis le programme Apollo.
Au cours des années 1960, Soviétiques comme Américains multiplient les lancements scientifiques. La cible est la Lune, qui motive l'apparition des premières sondes capables d'atterrir sur le sol lunaire, ainsi que les autres planètes, qui suscitent la naissance des premiers programmes d'exploration planétaire. Les Soviétiques emboîtent le pas par leur propre programme lunaire habité, qui n'aboutira pas, en raison d'une mauvaise organisation, de défaillances techniques et de profonds désaccords politiques[réf. souhaitée].
En 1969, les Américains sont fin prêts après sept ans de développement de leur savoir-faire astronautique et envoient la mission Apollo 11 le 16 juillet 1969. Quatre jours plus tard, le 20 juillet 1969, Neil Armstrong devient le premier être humain à marcher sur un sol extraterrestre.

### Après la Lune
Après Apollo 11, on demande à Werner von Braun de proposer un programme à la NASA pour les cent ans à venir. Deux semaines après les premiers pas de Neil Armstrong sur la Lune, il soumet au vice-président Agnew un projet d'exploration de Mars au moyen d'un lanceur Saturn V équipé d'un moteur nucléaire (testé à Los Alamos durant le projet NERVA). Il prévoit qu'avec une volonté politique suffisante, il pourrait être achevvé en 1985. Mais l'URSS battue, le programme sera retoqué.
L'exploration scientifique de l'espace démarre dans les années 1960 par les premiers gros programmes d'exploration lunaire comme Luna, Ranger ou encore Surveyor, qui enverront les premières sondes au sol et les premiers satellites lunaires.

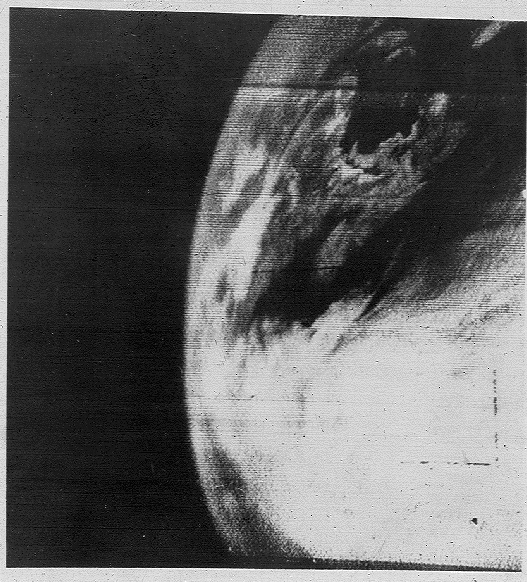
Première image télétransmise de la Terre, prise par TIROS-1.

Les années 1960 marquent également l'entrée en jeu des premières autres puissances spatiales, comme le Canada, qui envoie en 1962 son premier satellite, Alouette, sur un lanceur américain. La France entre en jeu dès 1960 par la création du Centre national d'études spatiales (CNES) et devient la troisième puissance spatiale en envoyant en 1965 son premier satellite, Astérix, sur un lanceur Diamant. Le pays est très vite impliqué dans la collaboration européenne, qui aboutit aux fusées Europa et Ariane, puis à la création de l'Agence spatiale européenne en 1975.
Durant la même décennie, les premiers programmes d'exploration planétaire voient le jour, marqués par les premières tentatives de sondes martiennes et vénusienne dès 1960, grâce aux programmes Mars, Venera et Mariner. L'exploration de Mars est dominée par les États-Unis, tandis que celle de Venus est dominée par l'URSS.
Le système solaire externe commence à être exploré dans les années 1970, exclusivement par des sondes américaines des programmes Pioneer puis Voyager, alors que Mercure restera très peu explorée.
En parallèle de l'exploration planétaire, la technologie des satellites se développe pour répondre à des objectifs plus spécifiques, comme l'observation de la Terre à des fins météorologiques par les satellites TIROS, les télécommunications, la cartographie et le géopositionnement, ainsi que l'astronomie spatiale, qui se développe dans les années 1970, d'abord à des fins militaires de renseignement sur les activités nucléaires[réf. nécessaire].

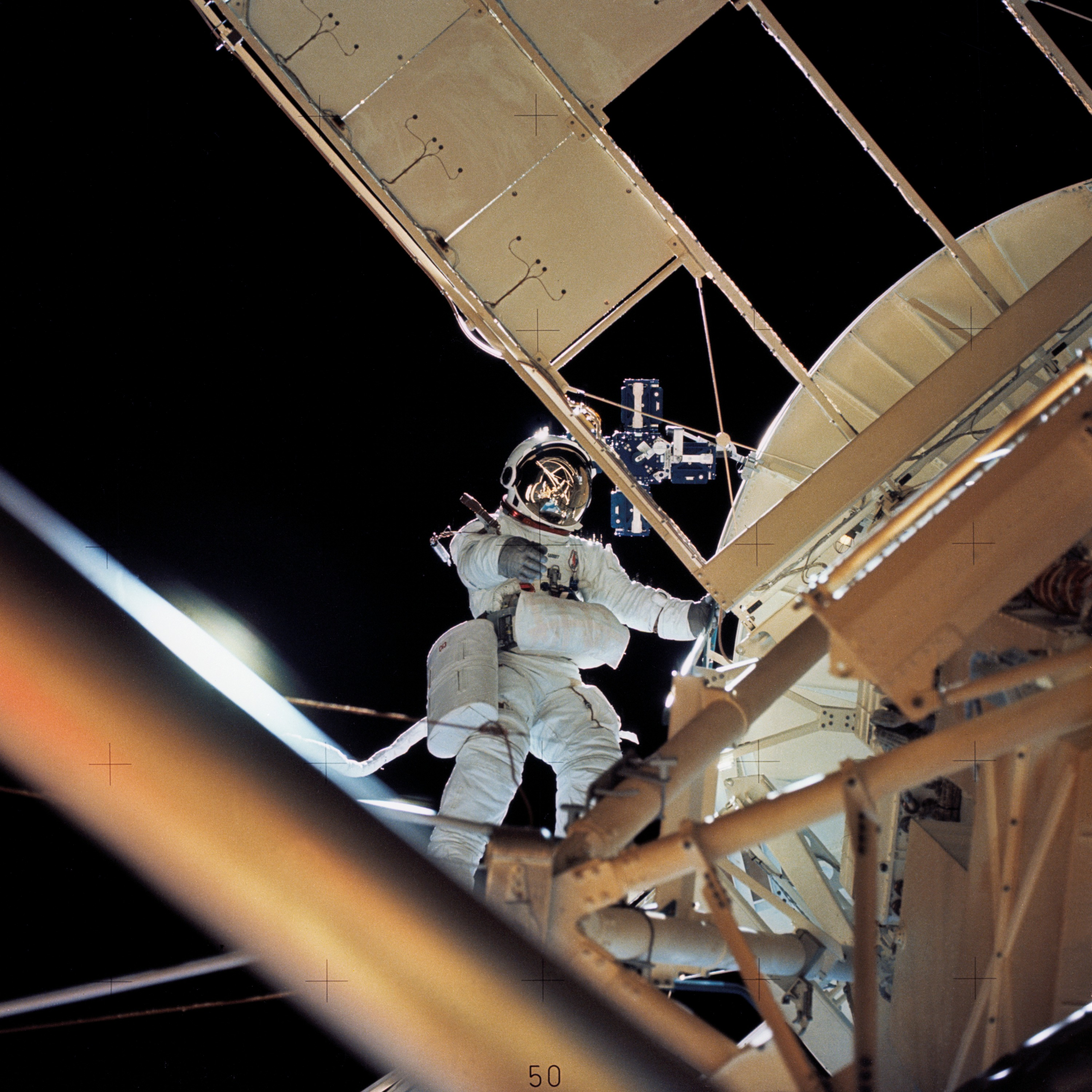
L'astronaute Owen Garriott lors d'une sortie extra-véhiculaire en dehors de Skylab.

Les premiers observatoires astronomiques sont destinés à l'astronomie infrarouge et aux rayons X dans les années 1980. Ces longueurs d'onde sont privilégiées pour l'astronomie spatiale en raison de l'atmosphère terrestre qui leur est opaque, alors que l'astronomie en lumière visible est déjà pratiquée par les télescopes présents au sol.
Après l'arrêt du programme Apollo, le développement astronautique se focalise principalement sur les stations spatiales. Le but est d'accroître les connaissances sur le vol habité de longue durée, ainsi que de réaliser des expériences scientifiques en profitant de la microgravité. L'ère des stations spatiales voit aussi la création des programmes de navettes spatiales, les premiers systèmes de lancement entièrement réutilisables. Seul le programme STS américain aboutit, mais se révèle ne pas être rentable : il est arrêté en 2011 après 135 missions.

### Retour sur la Lune
Au début du XXIe siècle, le contexte post-Apollo définit toujours l'exploration spatiale : sont développés des satellites aux objectifs spécifiques, des robots d'exploration planétaire et l'exploitation de stations spatiales en orbite terrestre. Apparaissent parallèlement de nouveaux programmes d'exploration lunaire habités. Cette nouvelle phase d'exploration est marquée par la fin de la navette spatiale américaine, le programme Artemis, l'apparition de nouvelles puissances spatiales importantes comme la Chine, ainsi que par la libéralisation des activités spatiales comme les opérations de lancement, le développement de nouveaux lanceurs par les entreprises et start-up du NewSpace et le tourisme spatial.

## Principes physiques
L'exploration spatiale a débuté par l'envoi de fusées-sondes dans la haute atmosphère. Les techniques astronautiques permettaient alors d'explorer l'environnement spatial proche de la Terre ; cependant pour réaliser des mesures plus poussées et plus longues, un seul vol suborbital ne suffit pas. Il ne s'agit plus alors d'aller dans l'espace, mais d'y rester. Pour cela le seul moyen est d'atteindre l'orbite, la trajectoire sur laquelle un objet ne retombe plus. Atteindre l'orbite requiert de fournir une grande vitesse horizontale au véhicule spatial en plus d'atteindre une altitude suffisamment élevée pour ne pas être ralenti par les frottements de l'atmosphère. Un lanceur orbital doit alors être capable de s'arracher de l'attraction terrestre et d'acquérir à la fois altitude et vitesse horizontale de manière optimisée.
Une fois en orbite, les véhicules sont capables de changer leur trajectoire pour voyager vers des lieux précis grâce aux manœuvres orbitales. Cependant pour cela il faut que l'engin spatial soit capable de se propulser dans le vide. Ce sont les enjeux physiques de l'exploration spatiale.

### Propulsion

#### Action-réaction
Il existe de nombreux moyens de se propulser. Les véhicules terrestres utilisent la friction du sol pour s'y appuyer et avancer. Les navires ou les avions utilisent des hélices pour propulser le fluide qui les entourent. Le point commun de ces méthodes de propulsion est le principe physique de l'action-réaction autrement appelé la troisième loi de Newton : « Tout corps A exerçant une force sur un corps B subit une force d'intensité égale, de même direction mais de sens opposé, exercée par le corps B. » Ce principe physique découle du principe fondamental de la dynamique, qui énonce la conservation de la quantité de mouvement au sein d'un système physique fermé.

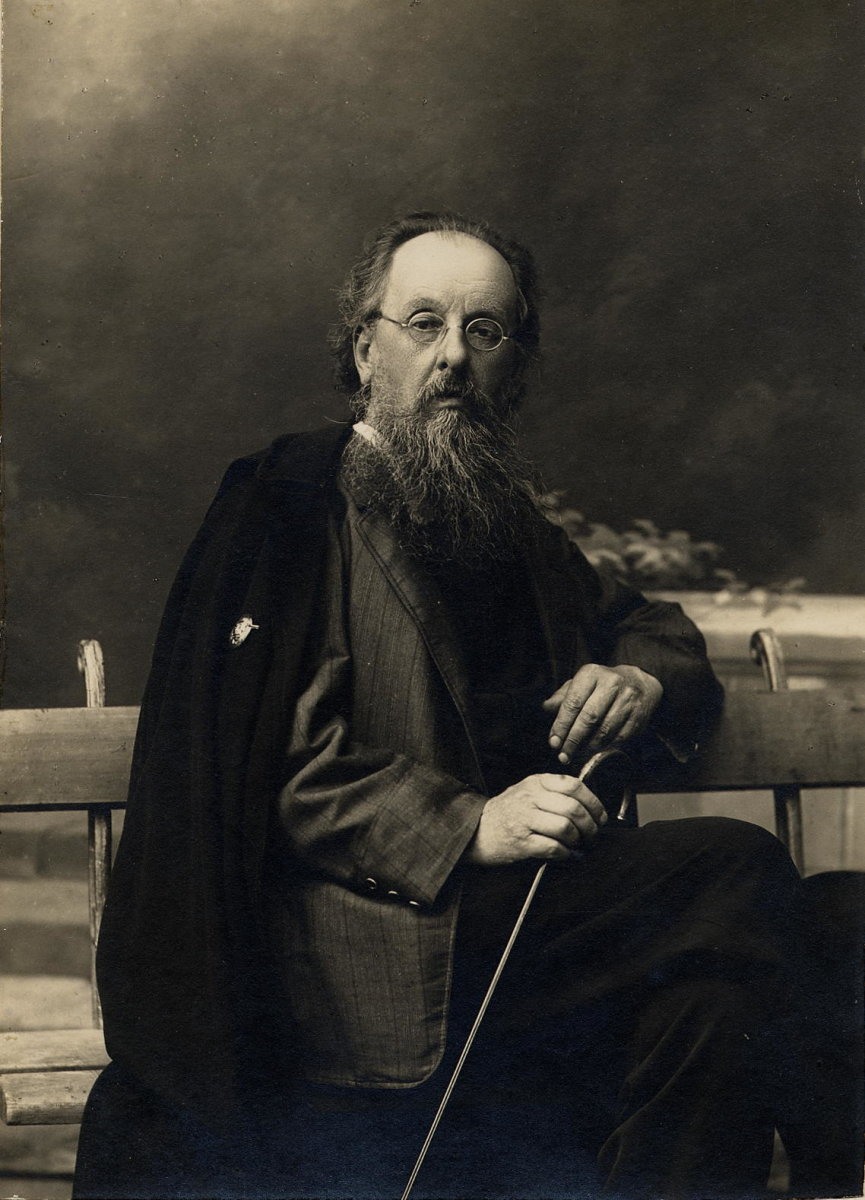
Constantin Tsiolkovski.

Dans le vide spatial, il n'y a pas de support sur lequel s'appuyer. Le principe de l'astronautique consiste à emporter de la matière à éjecter une fois dans l'espace, à la manière d'un avion qui éjecte l'air environnant grâce à ses hélices ou à ses réacteurs. Par conservation de la quantité de mouvement, l'éjection d'un gaz dans le vide spatial entraîne le mouvement du véhicule à l'opposé.
En astronautique, le principe d'action-réaction est traduit par l'équation de Tsiolkovski, qui décrit la variation de vitesse d'un véhicule spatial par l'éjection d'une masse de gaz :{\displaystyle \Delta v=v_{e}\ln {\frac {m_{i}}{m_{f}}}} où :
- {\displaystyle v_{e}} est la vitesse d'éjection des gaz ;
- {\displaystyle m_{i}} et {\displaystyle m_{f}} sont respectivement la masse totale de l'engin avant la poussée et la masse totale de l'engin après la poussée (une fois les gaz éjectés déduits).

Cette équation traduit le principe du cercle vicieux selon lequel plus on veut aller vite, plus il faut de carburant, donc plus l'engin est lourd, donc moins l'engin accélérera vite, donc plus il faudra de carburant, et ainsi de suite. Cela implique une limite physique aux capacités de voyage d'un véhicule spatial, qui est résolue par le principe de l'étagement.
La propulsion par l'éjection de matière se caractérise par deux grandeurs physiques principales.

##### Force
Comme toutes les forces physiques, elle s'exprime en newtons (N). La force d'un propulseur (également appelé par abus de langage sa puissance) traduit sa capacité à insuffler du mouvement au véhicule qui est propulsé. Au décollage depuis le sol, la force d'un propulseur est analogue à sa capacité à soulever une charge, car la force s'oppose à ce moment-là à la pesanteur.
La force de pesanteur s'exprime : {\displaystyle {\overrightarrow {P}}=m{\overrightarrow {g}}} où :
- {\displaystyle P} est la force (en N) ;
- {\displaystyle m} est la masse du véhicule (en kg) ;
- {\displaystyle g} est l'intensité du champ de pesanteur (valant 9,81 m.s−2 sur Terre).

Ainsi, si le propulseur fournit une poussée de force {\displaystyle F}, il fournit une poussée suffisante pour soulever une charge d'une valeur de {\displaystyle m=F/g} exprimée en kilogrammes. Par exemple, un moteur-fusée qui fournit une poussée de 10 000 N est capable de soulever une masse de 1 019 kg. Pour pouvoir décoller, il faut que la force soit supérieure au poids total de l'engin, autrement dit que la charge qu'un propulseur est capable de soulever soit supérieure à la masse totale de l'engin (masse du propulseur lui-même y compris).
Plus un propulseur est puissant, plus l'accélération qu'il fournit à son engin est élevée, plus l'engin gagnera rapidement de la vitesse.

##### Impulsion spécifique
L'impulsion spécifique, notée généralement {\displaystyle I_{SP}}, traduit l'efficacité d'un propulseur. Elle s'exprime en secondes, c'est donc une durée. C'est la durée pendant laquelle un propulseur peut fournir une force de 9,81 N.
Elle s'exprime comme suit : {\displaystyle I_{SP}={\frac {F}{qg_{0}}}} où
- {\displaystyle F} est la force de poussée du propulseur (en N) ;
- {\displaystyle q} est le débit massique du propulseur (en kg/s) ;
- {\displaystyle g_{0}} est l'intensité du champ de pesanteur terrestre, valant 9,81 m.s−2

À force égale, un propulseur présentant une {\displaystyle I_{SP}} plus élevée sera capable de fournir une poussée pendant une durée plus longue qu'un propulseur présentant une {\displaystyle I_{SP}} moins élevée. L'{\displaystyle I_{SP}} est donc analogue à l'autonomie ou à la consommation d'une voiture.
Généralement, plus un propulseur est puissant, plus l'{\displaystyle I_{SP}} est faible. Souvent donc, les fusées comportent de premiers étages propulsés par des moteurs puissants, pour privilégier la force face à la gravité terrestre, et les étages supérieurs sont propulsés par des moteurs à {\displaystyle I_{SP}} élevée pour privilégier l'efficacité une fois que la gravité terrestre n'est plus une contrainte. En effet, une {\displaystyle I_{SP}} élevée implique une plus grande capacité pour un véhicule spatial à modifier sa vitesse : il possédera plus de delta-v, pourra se placer sur des trajectoires plus énergétiques (qui demandent plus de vitesse) et aura une durée de vie plus longue, car il aura une plus grande capacité à effectuer des manœuvres orbitales dans le temps.
Autrement dit, un véhicule très puissant mais peu efficace pourra augmenter faiblement sa vitesse, mais rapidement ; alors qu'un véhicule très efficace mais peu puissant pourra grandement modifier sa vitesse, mais au bout d'une durée bien plus longue. C'est pourquoi les lanceurs les plus puissants ne sont pas forcément les plus capacitaires.

#### Types de propulsion
Dans le vide spatial, le simple fait de fournir une quantité de mouvement permet donc de se propulser. Le moyen le plus simple reste l'éjection d'un gaz, nommé souvent propergol, préalablement stocké dans un réservoir.
Pour améliorer l'efficacité de la propulsion, ce gaz peut être chauffé : l'agitation thermique des molécules ou atomes constituant le gaz contribue alors à la poussée. Pour obtenir un gaz chaud en éjection, plusieurs moyens sont envisagés comme la combustion, l'utilisation de moyens électriques ou l'utilisation de la chaleur générée par des procédés nucléaires.
Outre chauffer le gaz, l'autre moyen pratiqué pour accélérer la vitesse d'éjection est d'utiliser un plasma et d'accélérer mécaniquement ce gaz ionisé à l'aide de champs électromagnétiques. Ces méthodes proposent les meilleures impulsions spécifiques, mais sont très peu puissantes, et sont donc réservées à de petites sondes spatiales.
Enfin, en lieu et place d'un gaz propulsif, des méthodes qui relèvent de la recherche utilisent les particules issues d'une désintégration radioactive comme matière propulsive, ou même la lumière étant donné qu'elle possède aussi une quantité de mouvement selon la dualité onde-corpuscule. Cette dernière méthode de propulsion est de loin la moins puissante, mais la plus efficace car la propulsion serait théoriquement infinie, du moment que de l'énergie est présente pour générer l'onde lumineuse. En effet, si deux kilogrammes de gaz éjectés à 5 m/s correspondent à une impulsion égale à 10 kg.m.s−1, un pointeur laser utilisé dans la vie de tous les jours ne fournit une impulsion que d'environ 10−26 kg.m.s-1, ce qui est ridiculement faible.

### Principe de l'orbite
Lorsqu'un objet est lancé avec une vitesse horizontale suffisamment grande, appelée vitesse de satellisation, il atteint l'orbite. Cette trajectoire est décrite par tout objet dont la vitesse est suffisamment élevée pour ne plus retomber au sol. Un objet en orbite tourne alors autour de la Terre tant que son énergie est inchangée. En conditions réelles, la présence résiduelle de l'atmosphère ralentit les satellites par frottements, ils finissent alors par se désorbiter.

#### Théorie classique
Classiquement, la trajectoire orbitale est décrite par la théorie de la gravitation universelle d'Isaac Newton. La trajectoire est courbe du fait de la force gravitationnelle qui attire deux objets entre eux (un satellite et la Terre par exemple).
Cette force s'écrit : {\displaystyle {\vec {F}}=G{\frac {m_{1}m_{2}}{d^{2}}}{\vec {u}}} où :
- {\displaystyle G} est la constante gravitationnelle
- {\displaystyle m_{1}} et {\displaystyle m_{2}} sont les masses des deux objets en interaction (en kg) ;
- {\displaystyle d} est la distance séparant les deux objets (en m) ;
- {\displaystyle {\vec {u}}} est le vecteur unitaire dirigé du premier corps vers le deuxième.

L'équation du mouvement d'un objet de masse {\displaystyle m} (satellite) attiré par un autre objet de masse {\displaystyle M} (la Terre), les deux étant séparés par une distance {\displaystyle d}, s'écrit :{\displaystyle {\frac {d(mv)}{dt}}=G{\frac {mM}{d(t)^{2}}}.}
Dans la mécanique spatiale, la masse {\displaystyle m}, qui représente la masse d'un satellite, est en général négligeable devant la masse {\displaystyle M}, qui représente la masse de la planète ou du corps central. On se place dans le cas du mouvement képlérien : le corps central est considéré comme un point fixe dans l'espace. La résolution de cette équation conduit à une trajectoire elliptique, donnant la première loi de Kepler. Cette ellipse est caractérisée par des paramètres orbitaux, décrits plus bas.

#### Théorie de la relativité générale
La théorie de la relativité générale ne considère pas la gravitation comme une force, mais comme une manifestation de la courbure de l'espace-temps. Ainsi l'orbite ne décrit plus une courbe autour d'un astre, mais une ligne droite, ou géodésique, en chute libre dans un espace-temps courbé.
Elle permet de décrire des trajectoires spécifiques dans des conditions particulières, comme les trajectoires de corps autour d'astres massifs comme les trous noirs. Elle est cependant peu utilisée dans le cadre de l'exploration spatiale, car les vitesses et les champs gravitationnels en jeu sont trop faibles pour que l'usage de cette théorie soit nécessaire par rapport à la théorie classique.
Cependant elle est utile dans le cadre du géopositionnement car ces systèmes nécessitent une synchronisation des horloges, or la relativité générale permet de calculer la différence relative d'écoulement du temps entre les satellites et le sol. Sans cette théorie, les GPS seraient inutilisables,.

#### Paramètres orbitaux
Dans le cas d'une orbite képlérienne, on associe plusieurs paramètres géométriques à la trajectoire pour la caractériser :
- la période orbitale représente le temps que le satellite met pour revenir au même point sur son orbite. Elle est donnée par la troisième loi de Kepler :{\displaystyle T^{2}={\frac {4\pi ^{2}a^{3}}{GM}}}où :
  - {\displaystyle T} est la période en secondes,
  - {\displaystyle a} est le demi grand axe de l'orbite,
  - {\displaystyle G} est la constante gravitationnelle,
  - {\displaystyle M} est la masse de l'astre central ;
- les apsides sont les extrema de la trajectoire. L'apoastre et le périastre désignent respectivement les points le plus éloigné et le plus proche de l'astre central. La ligne formée par ces deux points est appelée la ligne des apsides ou le grand axe ;
- le demi grand axe est la moitié de la longueur de la ligne des apsides. Dans le cas d'une orbite circulaire, cette distance correspond au rayon, ou autrement dit à la distance séparant le centre du corps central du satellite ;
- l'excentricité décrit la forme de l'orbite parmi la famille des coniques. Notée {\displaystyle e}, c'est un nombre positif compris entre 0 et 1 pour les trajectoires fermées (orbite). Au-delà de 1, l'excentricité décrit une trajectoire de survol,
  - e = 0 : trajectoire circulaire,
  - 0 < e < 1 : trajectoire elliptique,
  - e = 1 : trajectoire parabolique,
  - e > 1 : trajectoire hyperbolique ;
- l'inclinaison est l'angle entre le plan de la trajectoire et un plan de référence. Ce dernier correspond au plan équatorial dans le cas d'une orbite autour de la Terre, ou l'écliptique dans le cas d'une orbite autour du Soleil ;
- la ligne des nœuds est la ligne d'intersection entre le plan de l'orbite et le plan de référence. Les points d'intersection entre la trajectoire de l'orbite et cette ligne sont appelés les nœuds ascendant et descendant ;
- la longitude du nœud ascendant est l'angle entre la direction d'un point de référence (souvent le point vernal) et la ligne des nœuds, dans le plan de référence.
- l'argument du périastre est l'angle entre la ligne des nœuds et la direction du périastre, dans le plan de l'orbite.

De plus, pour caractériser la position du satellite sur son orbite, on introduit l'anomalie vraie et l'anomalie moyenne. L'anomalie vraie est l'angle entre le périastre et la direction du satellite, par rapport au foyer de l'ellipse. L'anomalie moyenne est l'angle entre le périastre et la direction d'un satellite virtuelle suivant une orbite virtuelle circulaire de période égale à l'orbite réelle.
Enfin, la trace au sol est la position du satellite projetée sur la surface de la planète autour de laquelle il orbite.

Paramètres de l'orbite d'un satellite autour de la Terre
Vue 2D perpendiculaire au plan orbital : demi-grand axe {\displaystyle a}, argument du périgée {\displaystyle \omega }, anomalie vraie {\displaystyle \nu }.
Vue 3D : ascension droite du nœud ascendant {\displaystyle \Omega }, inclinaison {\displaystyle i}, argument du périgée {\displaystyle \omega }.

#### Mouvements non képlériens

Représentation du potentiel gravitationnel dans le cadre d'un problème à trois corps, mettant en évidence les points de Lagrange.

En pratique, lorsqu'une sonde navigue dans l'espace, elle est soumise à la force de gravité de l'ensemble des objets de l'Univers ; une sonde naviguant vers la Lune est en particulier soumise à l'attraction de la Terre et à celle de la Lune, c'est donc un problème à trois corps.
Les problèmes à N corps ne sont pas solubles de manière analytique, il est nécessaire de résoudre les équations du mouvement de manière numérique. L'action combinée de plusieurs interactions gravitationnelles fait en particulier apparaître des zones d'équilibre appelées points de Lagrange. Les trajectoires décrites par les engins spatiaux en ces zones ne sont alors plus des ellipses et il est possible de décrire des orbites de Lissajous autour des astres.
Ces trajectoires sont intéressantes selon les missions spatiales car elles peuvent offrir plusieurs avantages. Par exemple, la station Gateway doit être placée sur une orbite de halo presque rectiligne, ce qui permet d'assurer une permanence des communications avec la Terre et de faciliter l'alimentation électrique de la station grâce à l'absence d'éclipse. La sonde DSCOVR, elle, est située en orbite autour du point de Lagrange L1 du système Terre-Soleil, car cela lui permet de tourner autour du Soleil sans s'éloigner de la Terre, bien qu'elle soit sur une orbite plus basse, et d'observer la Terre en permanence de son côté éclairé, ce qui est idéal pour son objectif météorologique.

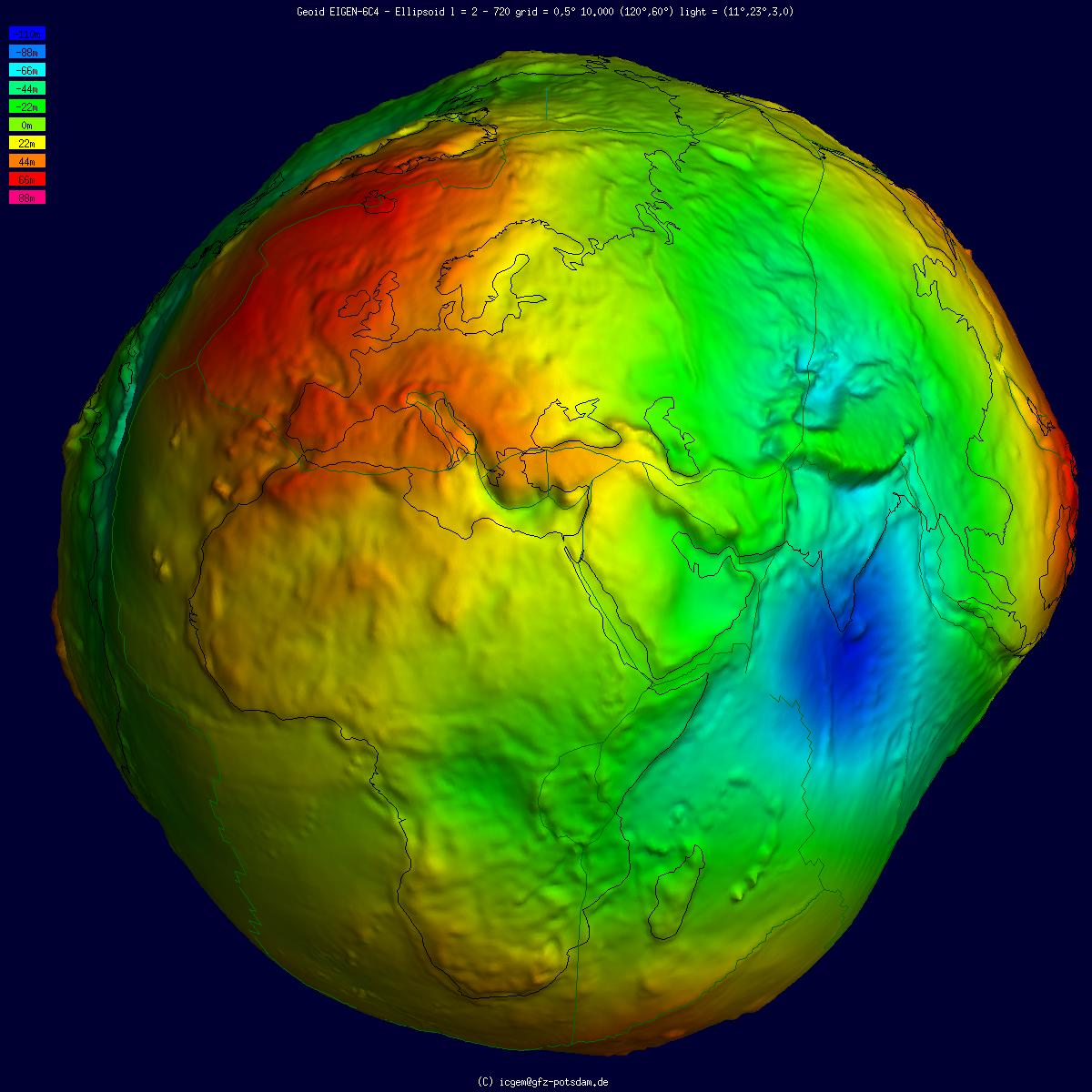
Représentation du géoïde de la Terre, échelle amplifiée d'un facteur 10000.

De plus, la Terre et les autres astres ne sont pas des points mathématiques, mais des objets volumineux dont la géométrie n'est jamais parfaitement sphérique. Même dans le cadre d'une orbite autour d'un seul astre, le formalisme képlérien peut se révéler insuffisant. En effet, en réalité le champ gravitationnel de l'astre n'est pas isotrope comme décrit par la mécanique du point. Au cours de l'orbite, une sonde est donc soumise à une intensité du champ gravitationnel variable, ce qui résulte également en une trajectoire globale non elliptique.
En particulier, la forme de la Terre, légèrement aplatie à l'équateur du fait de sa rotation, induit une précession des orbites, ce qui permet notamment l'établissement d'orbites héliosynchrones. De manière générale, il est nécessaire de connaitre avec précision le géoïde de l'astre pour prévoir précisément les trajectoires. D'un point de vue de la modélisation mathématique, l'influence des variations du champ de pesanteur peut être modélisée par une manœuvre orbitale : une orbite héliosynchrone, par exemple, peut être modélisée comme une orbite képlérienne subissant une poussée, résultant en une variation de la ligne des nœuds.

### Manœuvres orbitales
Une fois la sonde spatiale placée en orbite, elle n'a plus besoin de se propulser, elle suivra indéfiniment sa trajectoire. Pour changer cette trajectoire, elle doit exécuter une manœuvre orbitale, lui permettant de rejoindre une destination ou une autre orbite, d'éviter un débris, ou au contraire de maintenir son orbite cible qui peut être déstabilisée par l'influence d'autres astres ou par les variations du géoïde.
Les manœuvres orbitales consistent à allumer son propulseur dans une direction donnée, à un instant donné. Physiquement parlant, il s'agit de modifier le vecteur vitesse à un endroit donné de la trajectoire. Cela peut correspondre à une accélération ou à une décélération (accélération dans le sens inverse du mouvement).

#### Généralités
La direction de propulsion est indiquée par l'attitude de la sonde, autrement dit l'orientation de la sonde dans l'espace. Six directions particulières sont à distinguer :
- les directions prograde et rétrograde. Elles correspondent à la direction du mouvement, dans le sens direct ou inverse de la vitesse ;
- les directions radiales et anti-radiales. Elles correspondent à la direction perpendiculaire au mouvement dans le plan de l'orbite ;
- les directions normales et anti-normales. Elles correspondent à la direction perpendiculaire au mouvement, dans le plan perpendiculaire à l'orbite.

De manière générale :
- la propulsion dans la direction prograde augmente ou diminue l'apside opposée. Une accélération au périastre dans le sens du mouvement augmente la valeur de l'apoastre, et inversement si c'est une décélération ;
- la propulsion dans la direction radiale change l'orientation de la ligne des apsides ;
- la propulsion dans la direction normale change l'inclinaison de l'orbite et/ou la longitude du nœud ascendant.

L'orbite de transfert (en jaune) permet de passer de l'orbite basse (en vert) à l'orbite haute (en rouge).

#### Transfert de Hohmann
Le transfert de Hohmann est la manœuvre de base pour changer d'orbite. Elle consiste à accélérer pour augmenter l'apoastre et se mettre sur une orbite de transfert elliptique, puis une demi-période plus loin au niveau de l'apoastre, à accélérer à nouveau pour augmenter le périastre à l'opposé et circulariser l'orbite. Cette manœuvre permet de passer d'une orbite basse à une orbite plus haute et inversement.
Elle est utilisée également pour rejoindre la Lune depuis une orbite basse terrestre. Dans ces cas-là, le formalisme utilise les coniques juxtaposées : la trajectoire n'est plus représentée dans le référentiel géocentrique, mais dans le référentiel sélénocentrique une fois la sonde entrée dans la sphère d'influence lunaire. Le mode d'action est le même pour rejoindre les autres planètes. Pour Mars par exemple, située à une altitude plus élevée que la Terre par rapport au Soleil, une sonde doit accélérer dans le référentiel du Soleil pour augmenter son aphélie, puis doit réaliser une autre accélération à l'approche de Mars, ce qui correspond à :
- la circularisation son orbite autour du Soleil dans le référentiel de celui-ci ;
- une décélération dans le référentiel de Mars pour passer d'une trajectoire de survol (apoastre infini) à une orbite fermée. On parle de capture orbitale.

Un autre type de transfert, le transfert bi-elliptique, est utilisé dans de rares cas où cette manœuvre est moins coûteuse en carburant que le transfert de Hohmann.

#### Trajectoire à poussée constante
Le transfert de Hohmann représente le minimum de manœuvres possible, le changement de vitesse minimal à fournir pour un transfert d'orbite. Il est possible d'insuffler plus de vitesse au véhicule spatial en lui fournissant une accélération initiale plus importante (la poussée est plus longue ou plus intense), mais le freinage devra alors l'être d'autant plus, et le trajet sera alors plus court, de manière analogue à un véhicule terrestre en ligne droite.
En mécanique orbitale, cela correspond à l'acquisition d'une orbite de transfert elliptique, comme dans le cadre du transfert de Hohmann, mais avec une apside dépassant l'apside de destination. La trajectoire de transfert ne correspond plus à une demi-ellipse, mais à un arc d'ellipse. Dans le cas d'un transfert de la Terre vers Mars par exemple, la sonde accélère bien plus que nécessaire, son aphélie dépasse celle de Mars et ne coïncide plus avec l'intersection des trajectoires. L'accélération nécessite également une composante radiale pour translater la trajectoire vers la cible, et de la même manière lors de la phase de freinage car l'intersection des trajectoires n'est plus tangentielle.
Au prix d'une dépense plus élevée en propergol, le temps de trajet est donc réduit. Le cas limite de cette manœuvre est la trajectoire souvent appelée brachistochrone : elle correspond à une accélération continue durant le maximum de temps disponible, le reste du temps étant consacré au freinage. Cette trajectoire optimise le temps de trajet entre deux points ; en effet, si la manœuvre est moins longue, la vitesse est moins élevée et le trajet est moins efficace, si au contraire elle est plus longue, la vitesse est plus élevée, et il sera impossible de freiner à temps pour atteindre la vitesse (l'orbite) désirée à l'arrivée. Les phases d'accélération et de freinage ne sont pas réparties équitablement, car au cours du temps la fusée dépense du carburant et s'allège donc, augmentant l'intensité de sa poussée.
De telles trajectoires nécessitent d'importants temps de manœuvre, donc de grandes valeurs d'impulsion spécifique ou de grandes quantités de propergol, ce qui est impossible à obtenir avec les technologies de propulsion disponibles. Cependant, c'est une méthode de voyage envisagée pour les futurs systèmes de propulsion à haut ISP, comme les propulseurs à plasma ou les propulseurs nucléaires, qui restent essentiellement un sujet de hard science-fiction,.

#### Rendez-vous orbital
Le rendez-vous dans l'espace consiste à rapprocher voir amarrer deux objets spatiaux entre eux. C'est un exercice primordial pour l'envoi d'astronautes à bord d'une station spatiale, ou pour l'envoi d'une sonde vers la Lune ou vers d'autres planètes.
L'approche peut être réalisée par un transfert de Hohmann de l'orbite de départ vers l'orbite où se trouve la cible, moyennant un timing précis, pour que les deux objets se retrouvent côte à côte une fois le transfert terminé. C'est le cas pour envoyer des sondes vers les planètes, on parle d'une fenêtre de transfert. Pour Mars par exemple, cette fenêtre de transfert intervient tous les 26 mois.
Une fois les deux objets sur la même orbite (un vaisseau et une station par exemple), il se peut qu'ils ne soient pas exactement au même endroit, à la même anomalie vraie. Le premier objet doit alors se rapprocher de l'objet cible en modifiant son orbite par une accélération dans la direction prograde, s'il est en avance par rapport à l'objet cible, ou rétrograde s'il est en retard par rapport à l'objet cible. Cela aura pour conséquence d'augmenter l'apoastre (ou respectivement de diminuer le périastre) à l'opposé de sa position, le plaçant alors sur une orbite d'une période plus longue (ou plus courte). Ainsi l'objet reviendra a sa position initiale (l'altitude cible) plus lentement (ou plus rapidement) que l'objet cible, se rapprochant donc de celui-ci.
Une fois les deux objets suffisamment proches (pour la phase d'amarrage à une station par exemple) l'un de l'autre, le mouvement global peut être considéré comme rectiligne uniforme. L'approche finale lors d'un amarrage peut être décrite dans le référentiel de l'objet cible.

#### Assistance gravitationnelle
Pour réaliser des manœuvres orbitales, il faut fournir à l'engin spatial une différence de vitesse. Afin d'économiser du carburant, l'assistance gravitationnelle peut être utilisée lors d'une mission interplanétaire. Elle consiste à effectuer un survol d'une planète ou d'un autre astre pour utiliser son attraction gravitationnelle et modifier la vitesse de l'engin. Cette technique est surtout utilisée pour les destinations coûteuses en delta-v, comme Mercure ou le Système solaire externe.
Par exemple, la sonde Juno a été lancée sur une orbite héliocentrique, qui lui a permis de revenir faire un survol de la Terre deux ans après son lancement. Ce survol lui a permis de gagner en vitesse pour augmenter son apoastre et ainsi atteindre Jupiter sans consommer plus de carburant pour cette manœuvre.

## Principes et enjeux technologiques

### Technologies de propulsion
De nombreuses techniques de propulsion ont été imaginées pour propulser un engin spatial. Chacune a ses avantages et ses inconvénients.

#### Liste des technologies de propulsion
| Catégorie             | Catégorie            | Principe               | Type                            | Description | Poussée               | Impulsion spécifique  | Utilisation                                | Ergols                                   | Exemple d'utilisation           |
| --------------------- | -------------------- | ---------------------- | ------------------------------- | --- | --------------------- | --------------------- | ------------------------------------------ | ---------------------------------------- | ------------------------------- |
| Gaz froid             | Gaz froid            | Gaz froid              | Gaz froids                      | La pression d'un gaz permet son éjection à haute vitesse grâce à une valve. Il y a peu de contraintes mécaniques, seulement des valves, mais c'est peu puissant.                         | ~ 10 N                | < 100 s               | SCAO                                       | Azote Hélium                             |                                 |
| Combustion            | Combustion           | Chauffage de gaz       | Ergols solides                  | Méthode de propulsion la plus puissante et simple de conception. Mauvaise ISP et peu de contrôle sur la poussée.                                                                         | 2-12 MN               | ~ 200 s               | Décollage                                  | NH4ClO/Aluminium PBHT                    | Ariane 5 Vega Minotaur          |
| Combustion            | Combustion           | Chauffage de gaz       | Ergols liquides                 | Méthode la plus commune. Très polyvalente, plusieurs carburants possibles. Complexité variable. La combustion à l'hydrogène propose la meilleure efficacité.                             | < 7,9 MN (RD-170)     | < 433 s (RL-10)       | Décollage Orbite terrestre Interplanétaire | RP-1 Méthane Hydrogène UDMH/N2O4 Ethanol | Falcon 9 Soyouz Proton          |
| Combustion            | Combustion           | Chauffage de gaz       | Monergols                       | Aussi appelée mono-combustion. Combustion d'une espèce chimique avec elle-même. | ~ 100-400 N           |                       | SCAO                                       | Hydrazine H2O2                           |                                 |
| Combustion            | Combustion           | Chauffage de gaz       | Lithergols                      | Combustion hybride entre un ergol solide et un ergol liquide |                       |                       |                                            |                                          | LEX                             |
| Propulsion électrique | Electrothermique     | Chauffage de gaz       | Résisto-jet                     | Chauffage d'un gaz par une résistance électrique, efficient mais très peu puissant. | 0,001 - 0,1 N         | ~ 300 s               | SCAO                                       | Azote Ammoniac                           | Vela Iridium Intelsat V         |
| Propulsion électrique | Electrothermique     | Chauffage de gaz       | Arcjets                         | Chauffage d'un gaz par un arc électrique, peu puissant mais très efficient. | < 0,1 N               | 500–1 500 s           | SCAO                                       | Azote                                    |                                 |
| Propulsion électrique | Electrostatique      | Accélération de plasma | Propulsion ionique à grille     | Deux électrodes engendrent un champ électrique qui accélère un gaz préalablement ionisé.                                                                                                 | 0,05 - 5 N            | ~ 103 s               | SCAO Trajectoire interplanétaire           | Xénon                                    | Deep Space 1 Hayabusa GOCE Dawn |
| Propulsion électrique | Electrostatique      | Accélération de plasma | Propulsion ionique à effet Hall | Le propulseur génère un effet Hall, qui engendre un champ électrique qui accélère un gaz préalablement ionisé. Permet la miniaturisation sans perte d'efficacité.                        | 0,05 - 5 N            | ~ 103 s               | SCAO Trajectoire interplanétaire           | Xénon                                    | Smart 1                         |
| Propulsion électrique | Électromagnétique    | Accélération de plasma | Propulseur à plasma pulsé (en)  | Un plasma est propulsé entre deux électrodes. Un courant électrique se génère alors dans le plasma. Par un effet similaire aux rails de Laplace, le plasma est accéléré à haute vitesse. | 0,001 N               |                       | Au stade de la recherche                   | Téflon                                   | Zond 2 Zond 3 Earth Observing-1 |
| Propulsion électrique | Électromagnétique    | Accélération de plasma | Propulsion MHD                  | Accélération d'un plasma par gradient de champ magnétique. Bien plus puissant que les autres propulsions électriques et donc très prometteur.                                            | < 200 N               | ~ 103 s               | Au stade de la recherche                   | N/A                                      | EPEX                            |
| Propulsion électrique | Électromagnétique    | Accélération de plasma | VASIMR                          | Projet de recherche de moteur hybride, utilisant à la fois les technologies électrothermiques, électrostatiques, et électromagnétiques.                                                  | 10 - 500N             | 1 000–30 000 s        | Au stade de la recherche                   | N/A                                      | Inutilisé                       |
| Propulsion nucléaire  | Nucléaire thermique  | Chauffage de gaz       | Fission nucléaire               | Utilise la chaleur d'une réaction de fission pour chauffer un gaz. Génère une chaleur difficile à contenir.                                                                              | 300 kN                | ~ 700 s               | Au stade de la recherche                   | N/A                                      | NERVA                           |
| Propulsion nucléaire  | Nucléaire thermique  | Chauffage de gaz       | Fusion nucléaire                | Utilise la chaleur d'une réaction de fusion pour chauffer un gaz. Plus efficient que la fission.                                                                                         | ~ 100 N               | ~ 10 000 s            | Au stade de la recherche                   | N/A                                      | Inutilisé                       |
| Propulsion nucléaire  | Nucléaire thermique  | Chauffage de gaz       | Propulsion radioisotopique      | Utilise la chaleur d'un matériau radioactif pour chauffer un gaz. |                       | 700 - 800 s           | Au stade de la recherche                   | N/A                                      | Inutilisé                       |
| Propulsion nucléaire  | Autre                | Propulsion sans gaz    | Propulsion radioactive          | Utilise les particules résultante de la désintégration radioactive comme matière propulsive.                                                                                             | N/A                   | ~ 106 s               | Au stade de la recherche                   | Particules radioactives                  | Inutilisé                       |
| Propulsion nucléaire  | Autre                | Propulsion sans gaz    | Propulsion nucléaire pulsée     | Utilise les détonations successives de bombes nucléaires pour propulser un vaisseau. | N/A                   | N/A                   | Au stade de la recherche                   | Bombes nucléaires                        | Projet Orion                    |
| Propulsion luminique  | Propulsion luminique | Propulsion sans gaz    | Voile solaire                   | Une voile qui permet de propulser une petite sonde grâce à l'impulsion de la lumière et du vent solaire Poussée extrêmement faible, mais théoriquement infinie.                          | 0,001 N               | ∞                     | Interplanétaire Interstellaire             | Lumière                                  | IKAROS Light-Sail               |
| Autre                 | Autre                | Propulsion sans gaz    | EM-Drive                        | Propulsion hypothétique défiant le principe de conservation de la quantité de mouvement. Conçu sous forme de prototype mais invalidée par l'expérimentation.                             | Propulsion inefficace | Propulsion inefficace | Propulsion inefficace                      | Propulsion inefficace                    | Propulsion inefficace           |

#### Gaz froids
La propulsion par gaz froids est la méthode de propulsion la moins complexe. Elle consiste à laisser s'échapper un gaz depuis un réservoir pressurisé. L'éjection du gaz se produit naturellement du fait de la différence de pression. Un propulseur à gaz froid est simple de conception, il nécessite uniquement un système de valve pour contrôler l'ouverture.
Cette méthode ne fournit pas une grande poussée et n'est pas très efficace. On l'utilise pour le contrôle d'attitude des sondes (SCAO) sous forme de petits propulseurs. Elle n'est pas utilisée comme moyen de propulsion primaire.

#### Ergols solides

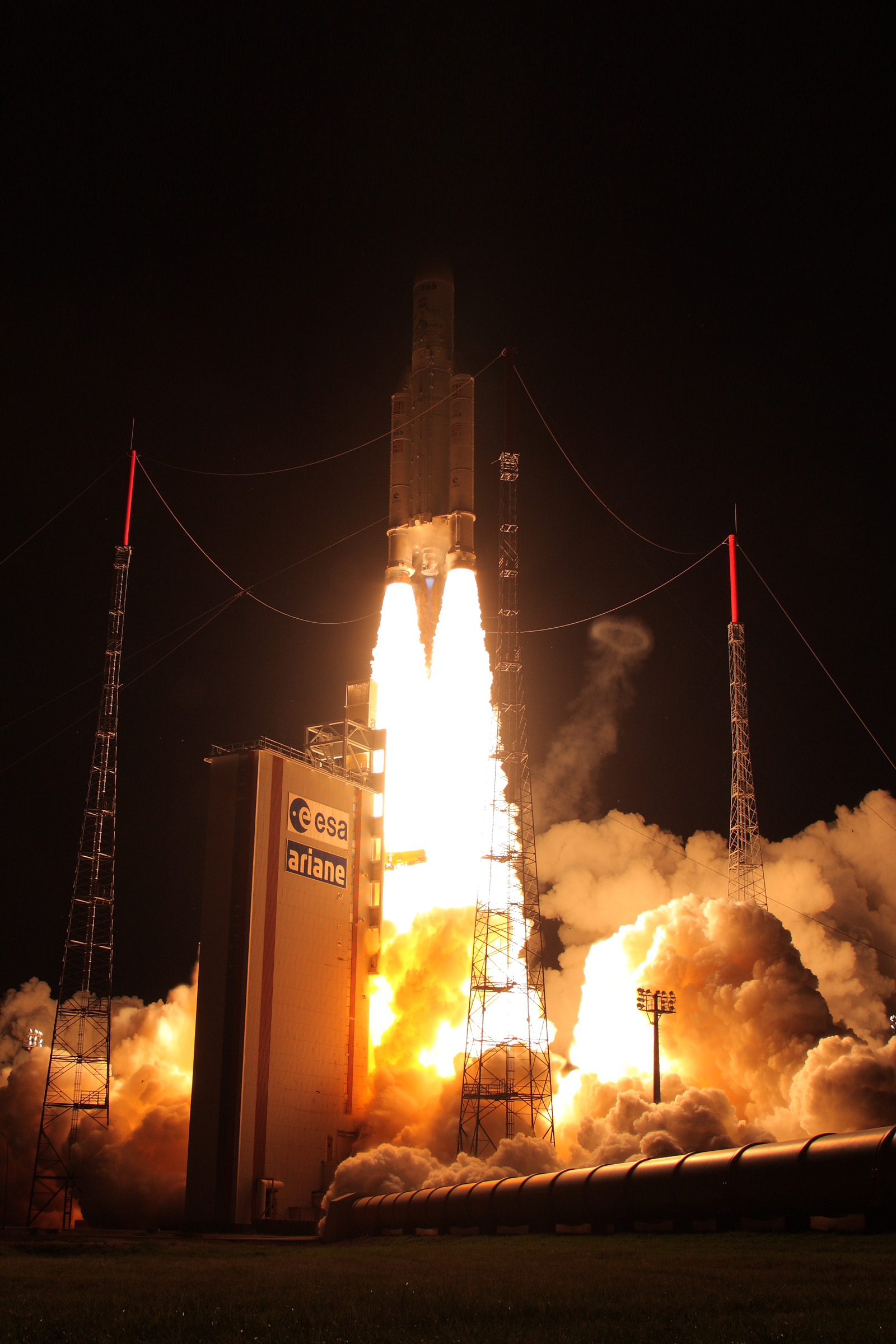
Décollage d'une Ariane 5. Les flammes des EAP illuminent l'environnement nocturne. On distingue également la légère lueur bleutée du moteur Vulcain fonctionnant à l'hydrogène liquide.

Cette méthode consiste à faire entrer en combustion un mélange de réactifs chimiques sous forme solide. C'est la méthode de propulsion la plus ancienne, puisque les premières fusées fonctionnaient à la poudre à canon, cependant contrairement à cette dernière, les poudres (qui sont plutôt des sortes de pâtes) comportent à la fois le carburant et le comburant, ainsi les moteurs à ergols solides peuvent fonctionner dans le vide spatial.
C'est également la méthode de propulsion la plus puissante, les moteurs à poudre peuvent aller jusqu'à 12 méganewtons de poussée, comme sur les boosters de la navette spatiale américaine. Cependant l'ISP est assez faible et la combustion ne peut pas être arrêtée une fois enclenchée.
Pour contrôler cette combustion, la poudre peut être agencée de différentes manières à l'intérieur de son réservoir. Selon l'évolution de la surface de combustion, le propulseur peut adopter différents profils de poussée[C'est-à-dire ?].
Enfin les propulseurs à poudre sont simples de conception : un réservoir, une tuyère pour guider l'échappement du gaz, et un système d'allumage pour initier la combustion.

#### Ergols liquides
La combustion a ergols liquides est la méthode de propulsion la plus commune. Elle consiste à faire entrer en combustion un carburant et un comburant sous forme liquide. Pour ce faire, l'engin dispose d'un réservoir pour chaque réactif chimique, souvent pressurisé et parfois cryogénique. Différents types d'ergols sont utilisés, comme le RP-1, le méthane, l'hydrogène ou l'éthanol, qui brûlent avec de l'oxygène liquide, ou l'hydrazine, qui brûle avec du peroxyde d'azote. Le kérosène a l'avantage de fournir la puissance la plus élevée, alors que l'hydrogène offre la meilleure efficacité au prix d'une complexité de manipulation accrue.
Les meilleurs moteurs à ergols liquides sont le RD-170, qui est le plus puissant par ses 7,9 méganewtons de poussée, et le RL-10, qui est le plus efficient par ses 433 secondes d'impulsion spécifique (ISP).
D'autres types de combustion utilisent des monergols, des espèces chimiques qui entrent spontanément en combustion avec elles-mêmes. Ils sont néanmoins peu puissants et utilisés pour le SCAO. La fusée française LEX utilisait une combustion hybride entre un ergol solide et un ergol liquide, soit une propulsion au lithergol.

##### Tuyères
Pour guider la sortie des gaz, les moteurs utilisent une tuyère. Il s'agit d'une cloche qui peut être simplement fabriquée dans un matériau spécifique, éventuellement revêtue, ou d'une série de tubes enroulés les uns sur les autres en forme de cloche dans lesquels va circuler un ergol cryogénique. Cette architecture est aussi appelée la tuyère de Laval.

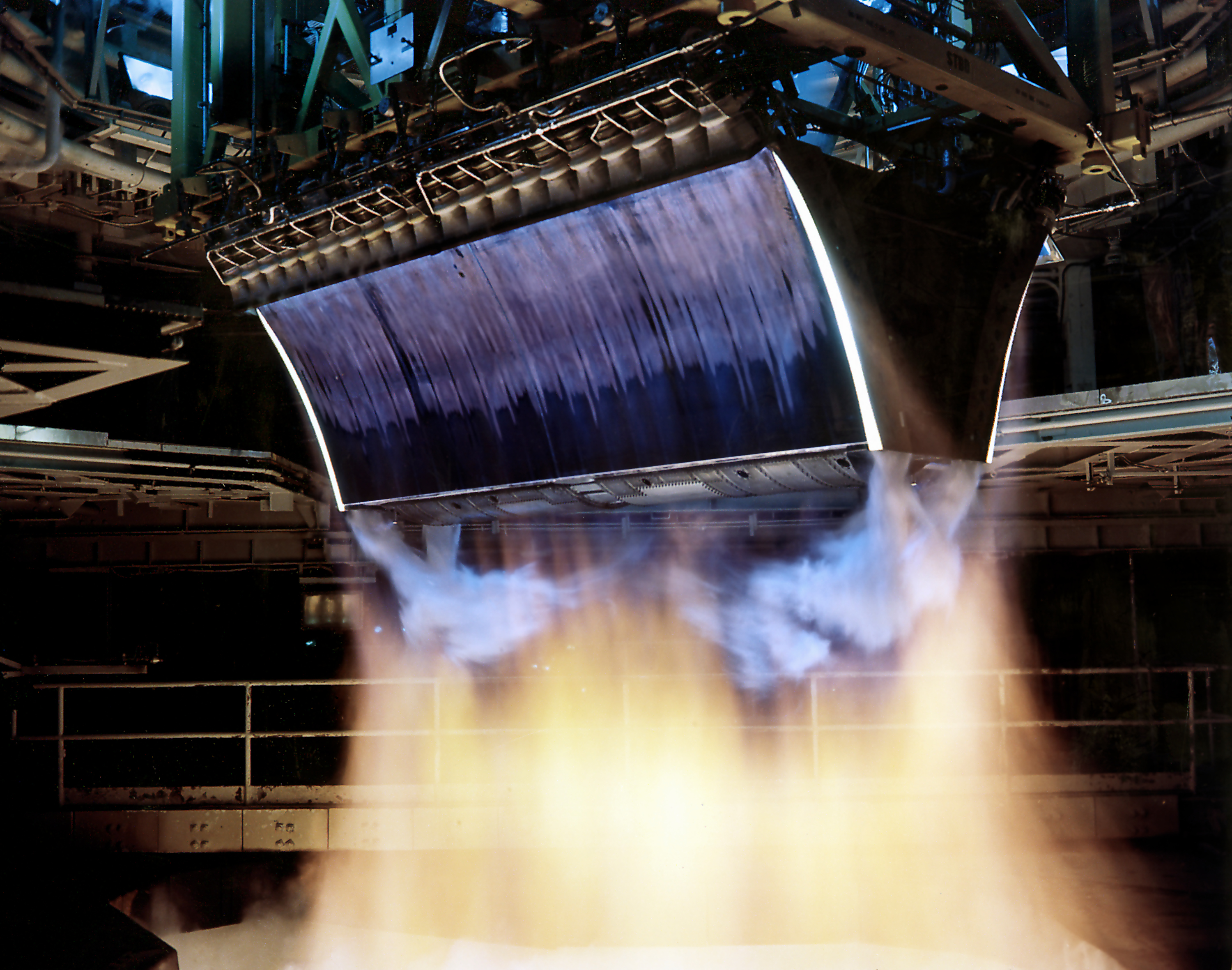
Moteur à tuyère aerospike destiné au Lockheed Martin X-33 testé en 2001.

Son rôle est d'optimiser la poussée du gaz, et éventuellement de s'orienter pour orienter la poussée (capacité permise par le cardan d'un moteur, appelé gimbal en anglais). Sa géométrie doit permettre d'adapter la pression du gaz à la pression de l'environnement extérieur. Plus la cloche est longue, plus la pression des gaz en sortie de tuyère sera faible.
Par exemple, la Falcon 9 utilise un seul modèle de propulseur, le moteur Merlin, mais la version utilisée pour l'étage supérieur possède une tuyère allongée, donc plus optimisée pour la propulsion dans le vide par rapport aux moteurs utilisés pour le décollage.
Il est difficile d'obtenir une poussée optimale tout le long d'un lancement, du fait de la variation de pression atmosphérique au cours de l'ascension. De la même manière, il est difficile d'obtenir une poussée optimale dans le vide spatial, car cela nécessiterait une tuyère de taille infinie pour abaisser la pression des gaz à zéro. Des compromis doivent alors être faits lors de la conception d'un lanceur spatial.
Pour pallier cela, une autre architecture de tuyère est possible : la tuyère aerospike. Le concept est d'avoir une tuyère qui adapte automatiquement la pression des gaz à la pression atmosphérique, ce qui fournirait une poussée optimale à toute altitude. Cette architecture a été testée sous forme de prototypes, mais n'a pas été utilisée opérationnellement en 2021, le principal problème étant la contrainte du refroidissement du système.

##### Alimentation
Les ergols doivent se déverser dans la chambre de combustion du moteur. Au décollage, la gravité permet aux liquides de couler naturellement dans le système hydraulique, cependant en apesanteur, les liquides flottent dans le réservoir et n'atteignent pas la sortie de celui-ci. Pour maintenir le liquide vers la sortie des réservoirs, des moteurs de tassement sont utilisés : ce sont des propulseurs de faible puissance, qui fournissent une poussée au véhicule spatial afin de rompre temporairement l'inertie et l'impesanteur. Une autre méthode est d'utiliser un gaz inerte pour maintenir la pression dans réservoirs et forcer le déversement des ergols dans le moteur.
Pour améliorer l'alimentation en carburant dans la chambre de combustion, la plupart des moteurs utilisent une pompe. Cette pompe peut être soit électrique (comme sur la fusée Electron), soit alimentée par les ergols eux-mêmes, on parle alors de turbopompe. Différentes méthodes sont utilisées pour alimenter la turbopompe, on parle de cycles.
- Le cycle à expandeur utilise un ergol cryogénique pour réfrigérer la chambre de combustion et la tuyère. En se réchauffant, l'ergol devient un gaz et remonte en alimentant la turbine de la pompe. C'est une méthode couteuse car elle est complexe à réaliser mécaniquement : la tuyère n'est pas juste une cloche, elle est constituée d'un enroulement de tubes dans lesquels passe l'ergol. L'utilisation de l'ergol cryogénique pour refroidir ainsi la tuyère peut aussi être utilisé dans les autres cycles.
- Le cycle tap-off utilise la pression du gaz généré dans la chambre de combustion pour alimenter la turbine de la pompe.
- Le cycle générateur de gaz est similaire au cycle tap-off, mais les ergols sont injectés en partie dans une chambre de combustion secondaire spécifique pour générer le gaz qui alimente la turbopompe. Certains moteurs utilisent un troisième ergol exclusivement utilisé pour la génération de gaz. Le gaz qui a servi à alimenter la pompe est rejeté en dehors du système, et n'entre pas dans la chambre de combustion principale : c'est un cycle ouvert. Certains moteurs comme le F1 réinjectent ce gaz dans la tuyère, ce qui permet de former une couche de gaz froid pour isoler la tuyère de la chaleur du gaz principal d'éjection.
- Le cycle à combustion étagée fait d'abord entrer les ergols dans une préchambre de combustion, dans des proportions non-stœchiométriques, soit trop riche en carburant (fuel-rich), soit trop riche en comburant (oxidizer-rich). De la même manière que le cycle générateur de gaz, le gaz généré dans cette préchambre alimente la turbopompe, mais il est réinjecté dans la chambre de combustion principale pour achever la combustion. C'est un cycle fermé.
  - Le cycle full-flow est un cycle à combustion étagée dans lequel il y a une turbo-pompe dédiée à chaque ergol, chacune alimentée par une préchambre de combustion alimentée respectivement par un mélange riche en carburant pour la pompe du réservoir de carburant, et riche en comburant pour la pompe du réservoir de comburant.

Dans la chambre de combustion principale, pour que la combustion se fasse, les ergols doivent être mis en contact. Des injecteurs sont utilisés pour acheminer ainsi les ergols, et optimiser le mélange et donc la combustion. Plusieurs architectures d'injecteurs sont utilisées, leur rôle est de générer des jets d'ergols qui entrent en collision en des points précis de l'espace au sein de la chambre de combustion.

##### Allumage
Enfin un dernier enjeu des moteurs à ergols liquides est l'allumage. Contrairement à un propulseur à ergols solides, ces moteurs sont constitués d'un système hydraulique complexe, un mauvais allumage peut entrainer une surpression et endommager ou détruire le moteur. Les ergols dits hypergoliques n'ont pas besoin d'allumage, la combustion démarre dès la mise en contact des liquides.
Les systèmes d'allumage peuvent être :
- pyrotechniques : une petite charge explosive fournit la chaleur nécessaire pour démarrer la combustion. Cette technique est utilisée sur Soyouz, où des bâtons en bois munis d'une charge pyrotechnique à leur bout sont introduits dans les tuyères avant l'allumage[49].
- électrique : la chaleur est fournie par une résistance électrique ou un jet d'étincelles.
- chimique : une autre combustion est utilisée pour apporter la chaleur à la combustion principale, souvent des carburants pyrophoriques (dans le cas d'un moteur allumé dans l'atmosphère terrestre). Le moteur Merlin utilise du triéthylborane qui produit une flamme verte qui déclenche la combustion principale[50],[51]. Cette méthode peut être utilisée également, non pas pour déclencher la combustion, mais pour initier le mouvement de la turbopompe.

#### Propulsions électriques
Les propulsions électriques utilisent plusieurs principes physiques. La plupart de ces technologies sont expérimentales. Les propulsions électriques ne fournissent qu'une poussée minime et sont donc inadaptées aux charges lourdes ou aux décollages. Cependant elles proposent des efficiences redoutables, permettant aux sondes spatiales d'effectuer de longues manœuvres pour voyager loin, ou d'avoir une durée de vie très longue comme GOCE qui utilise un moteur ionique en permanence pour compenser les frottements de l'atmosphère.
La propulsion électrique se décline en trois types de propulsions :
- La propulsion électrothermique utilise des résistances (résistojets) ou des arcs électriques (arcjets) pour chauffer un gaz, à la place de la combustion. Le gaz chauffé est alors éjecté de la même manière par une tuyère. Cette technologie n'est pas très puissante (poussée inférieure au newton), mais propose de bonnes valeurs d'ISP.
  - Utilisé sur les satellites Vela, Iridium ou Intelsat V. La firme ARCA compte par ailleurs utiliser une telle technologie pour ses lanceurs à vapeur d'eau.

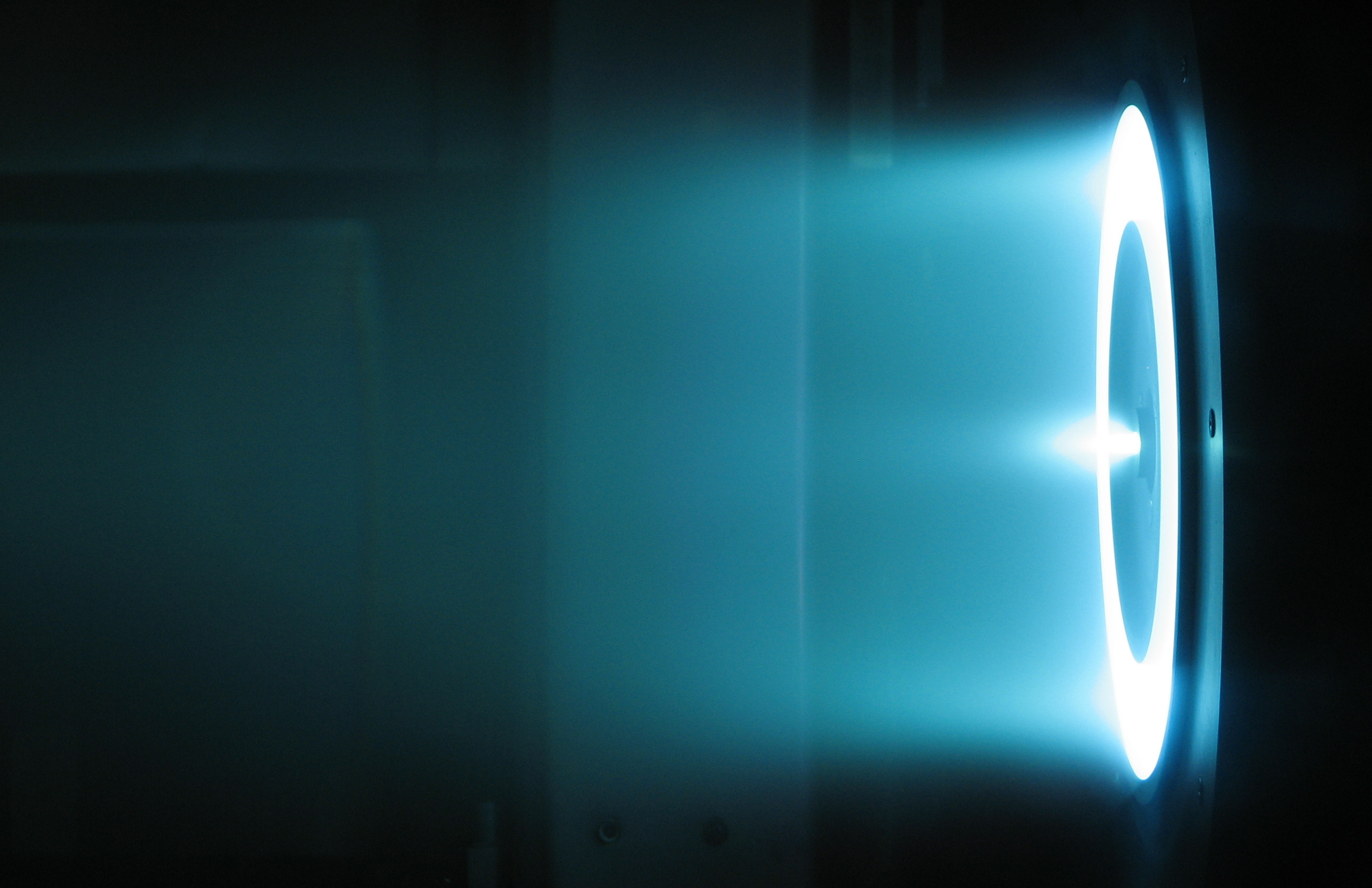
Moteur ionique à effet Hall en test au Jet Propulsion Laboratory.

- Moteur ionique à effet Hall en test au Jet Propulsion Laboratory.La propulsion électrostatique ou ionique consiste à ioniser un gaz. Ce gaz alors chargé positivement peut être accéléré par un champ électrique. En sortie du propulseur, un canon à électrons est placé pour rétablir la neutralité électrique. Ces propulseurs ne sont pas très puissants mais proposent des ISP de plusieurs milliers de secondes.
  - Les moteurs ioniques à grille utilisent deux électrodes pour engendrer un champ électrique. Ces électrodes sont percées ou sous forme de grille pour laisser s'échapper le gaz. C'est utilisé sur Deep Space 1 ou sur Hayabusa.
  - Les moteurs ioniques à effet Hall, utilisent comme leur nom l'indique l'effet Hall qui engendre un champ électrique par le passage d'un courant électrique dans un matériau soumis à un champ magnétique. Ce champ électrique permet d'accélérer le gaz ionisé. Les moteurs à effet Hall permettent la miniaturisation sans perdre d'efficacité contrairement aux moteurs ioniques à grille. C'est utilisé sur la sonde européenne SMART-1.
- La propulsion électromagnétique utilise des champs magnétiques pour accélérer un plasma. Ils ont l'avantage de fournir une ISP de plusieurs milliers de secondes, tout en proposant une poussée non négligeable de plusieurs newtons jusqu'à plusieurs centaines de newtons.
  - Le Pulsed Plasma Thruster (PPT, propulseur à plasma pulsé (en)) envoie un plasma entre deux électrodes. Le champ électrique engendré par ces électrodes crée un courant électrique au sein du plasma, ce qui représente un circuit électrique fermé. Du fait de la vitesse initiale du plasma, il est accéléré à haute vitesse par les forces de Laplace, jusqu'à 70 km/s. C'est utilisé sur les sondes soviétiques Zond 2 et 3 dans les années 1960.
  - Les propulseurs magnétohydrodynamiques (MHD) utilisent les variations d'intensité de champs électromagnétiques pour accélérer un plasma, à la manière du champ magnétique terrestre dont les variations accélèrent ou ralentissent les particules chargées du vent solaire, ce qui produit les aurores boréales. Cette technologie très prometteuse a été testée pour la seule fois sur la sonde japonaise Space Flyer Unit en 1995.

#### Propulsions nucléaires
L'utilisation de la physique nucléaire dans la propulsion spatiale n'a jamais dépassé le stade de la recherche en 2023. Elle consiste soit à utiliser la chaleur de réactions nucléaires pour chauffer un gaz, c'est la propulsion nucléaire thermique ; soit à utiliser directement les produits de réactions nucléaires comme élément de propulsion. Cette dernière méthode n'a jamais été étudiée autrement que théoriquement, en effet il s'agit de propulser un engin spatial par l'impulsion de particules subatomiques ; l'ISP se compte en millions de secondes, mais la poussée serait négligeable.
La propulsion nucléaire thermique utilise soit la chaleur de la radioactivité d'un matériau, c'est la propulsion radioisotopique, soit la chaleur générée par une réaction de fission ou de fusion. Les seuls prototypes de moteur à propulsion nucléaire étaient à fission. Le RD-0410 était le projet soviétique. Les Américains eux ont lancé le projet NERVA entre 1960 et 1972. Une telle propulsion implique une chaleur difficile à contenir et à endurer pour les matériaux, contrairement à la chaleur d'un plasma qui peut être contenue par confinement magnétique. Ainsi pour obtenir un propulseur viable, il se doit d'être suffisamment isolant et donc d'être lourd, ce qui est un désavantage.
La propulsion nucléaire offrirait un bon compromis entre une ISP élevée de plusieurs centaines de secondes jusqu'à plusieurs dizaines de milliers de secondes pour la propulsion par la fusion, et une puissance de quelques centaines de newtons, ce qui suffit à propulser une sonde moyenne dans l'espace. De tels systèmes aussi efficients pourraient ouvrir la voie à de nouvelles trajectoires interplanétaires et ainsi réduire le temps de voyage vers les autres planètes à quelques semaines.
Les États-Unis ont aussi envisagé un autre type de propulsion : la propulsion nucléaire pulsée. Le projet Orion consistait en un véhicule larguant. de petites bombes nucléaires derrière lui et se propulsant grâce au souffle de leur explosions. Le projet a été abandonné en 1963.

#### Propulsions sans gaz

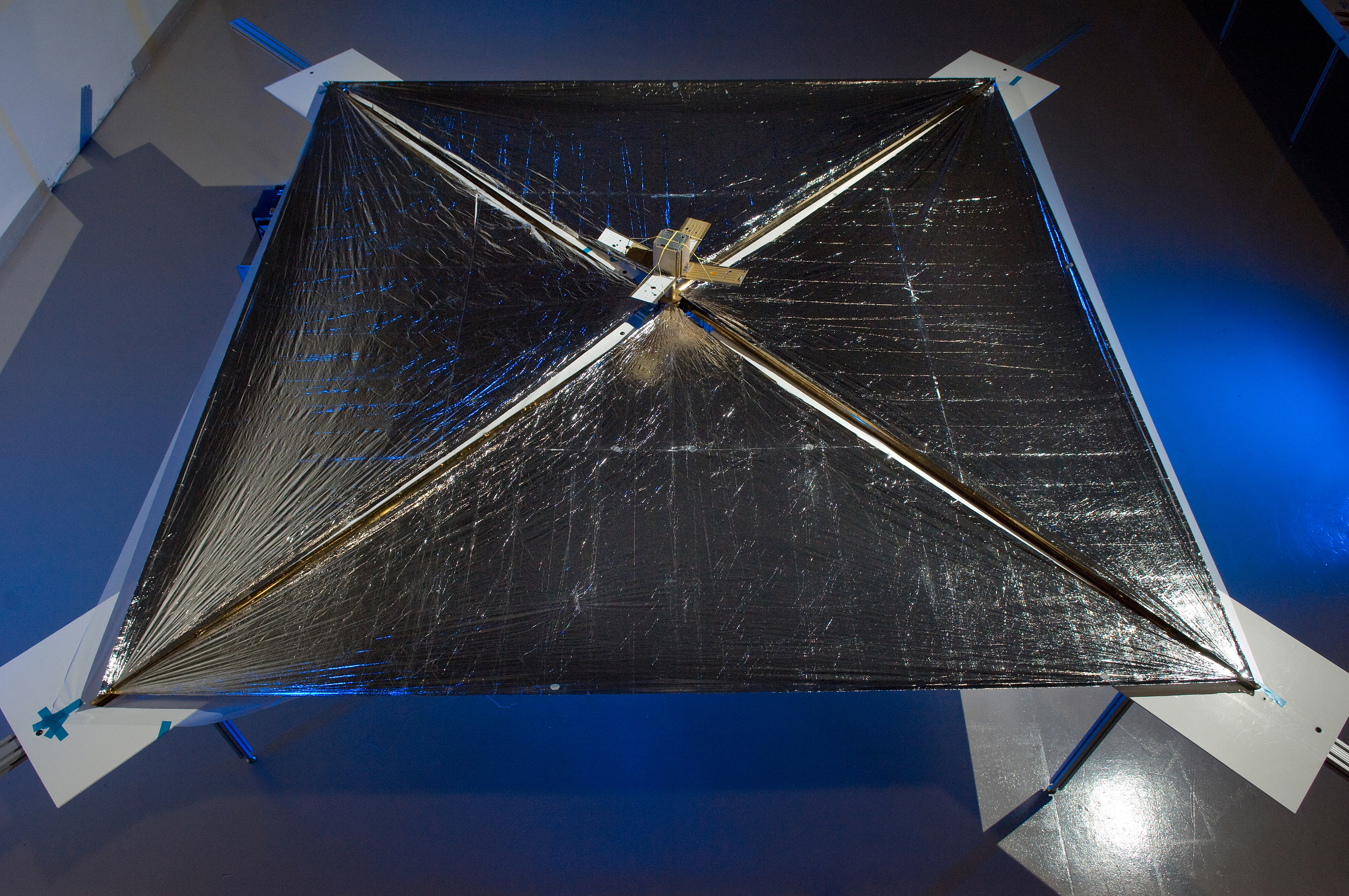
La voile solaire NanoSail-D en phase de test.

Un dernier moyen de se propulser dans l'espace est l'utilisation de la lumière comme propulsion. En effet la dualité onde-corpuscule indique que la lumière possède également une quantité de mouvement. Théoriquement un laser tiré vers l'arrière d'une sonde ferait office de propulseur, consommant une puissance considérablement faible, mais offrant une efficacité infinie : la propulsion durerait tant que de l'énergie électrique serait disponible pour alimenter le dispositif.
Si cette méthode n'a pas été imaginée jusqu'à présent, la voile solaire a été testée à quatre reprises dans l'espace grâce aux missions IKAROS, NanoSail-D2 et les missions LightSail-1 et 2. Le principe est d'utiliser une grande voile sur laquelle la lumière et les particules du vent solaire vont rebondir et fournir une quantité de mouvement à l'engin. La puissance mesurée est de l'ordre du millinewton.
Des projets comme Breakthrough Starshot envisagent d'utiliser cette propulsion théoriquement infinie pour accélérer de petites sondes de quelques grammes à une fraction de la vitesse de la lumière. Atteindre une telle vitesse permettrait d'explorer le système planétaire le plus proche de nous en quelques dizaines d'années : Alpha du Centaure.
D'autres idées envisagent des propulsions spatiales sans gaz, mais elles impliquent l'utilisation d'une nouvelle physique hypothétique. C'est le cas des systèmes imaginés par les auteurs de science-fiction comme la propulsion transluminique utilisant la métrique d'Alcubierre, ou l'utilisation des trous de ver.
L'EmDrive est le seul prototype de ce type à avoir été construit et testé. Il utilise une cavité fermée à l'intérieur de laquelle se réfléchit en permanence une onde électromagnétique. Comme aucune particule, massive ou non, ne s'échappe du dispositif, aucune quantité de mouvement n'est théoriquement fournie par ce système, sinon ce serait une violation du principe fondamental de la dynamique.

### Lanceurs
Pour envoyer un engin en orbite, il faut un système de lancement, qui doit lui fournir l’altitude et la vitesse horizontale nécessaire.

#### Étagement

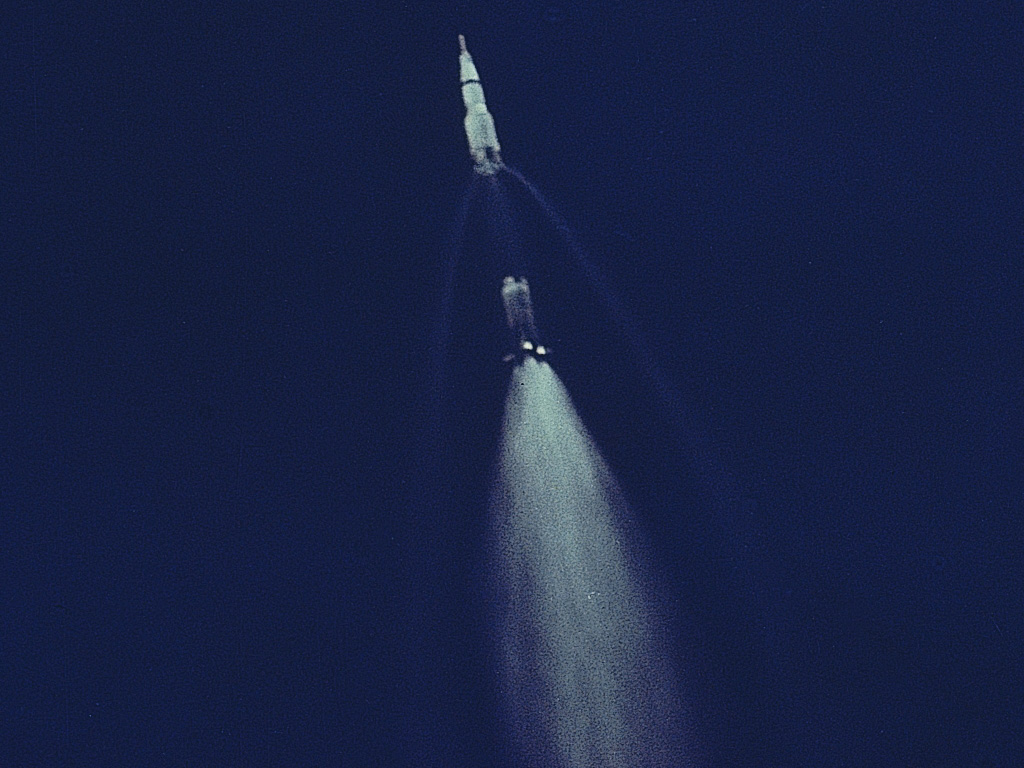
Séparation du premier étage du lanceur Saturn V lors de la mission Apollo 11.

Du fait de l'équation de Tsiolkovski, il est très difficile d'atteindre l'orbite à l'aide d'un véhicule depuis le sol terrestre. Un seul véhicule propulsé par un seul moteur implique d'emporter une grande quantité de carburant, donc de larges réservoirs, qui alourdissent le véhicule, qui nécessite alors d'autant plus de carburant. Ce cercle vicieux peut être résolu en utilisant plusieurs étages de propulsion, Tsiolkovsky lui-même préconisait le principe de l'étagement.
En effet, une fois un réservoir vide, il représente un poids mort qui nuit à l'efficacité de la propulsion. L'étagement consiste à non pas assurer la propulsion par un seul système de réservoirs et de propulsion mais par plusieurs étages de propulsion successifs. Ainsi lorsque le premier étage est vide, il se détache du reste du lanceur. Le deuxième étage prend le relais de la propulsion et ainsi de suite.
En plus d'optimiser la masse du véhicule au cours du temps, l'étagement permet d'utiliser différents types de propulseurs selon l'étage. Ainsi les premiers étages qui ont pour but de s'arracher de la pesanteur terrestre et de gagner de l'altitude utilisent des moteurs optimisés pour la puissance, alors que les étages supérieurs qui n’interviennent qu'une fois dans la haute atmosphère ou dans l'espace sont optimisés pour l'efficience et pour les basses pressions.
Par exemple, l'Atlas V utilise des propulseurs à poudre et à kérosène et des tuyères courtes pour décoller du sol, puis un moteur RL-10 à hydrogène, moins puissant mais plus efficient, et une tuyère plus longue pour finaliser l'orbite. La Delta IV Heavy utilise de même un RL-10 pour son étage supérieur, mais dans une version capable de déployer une extension de tuyère, qui accroit l'optimisation de la poussée dans le vide spatial.

#### Fusées
Les fusées sont des lanceurs utilisant des moteurs-fusées. Les moteurs-fusées à poudre ou a ergols liquides permettent de fournir la puissance nécessaire pour obtenir rapidement de la vitesse. Les fusées ont une forme aérodynamique et décollent verticalement. Leur structure est définie par l'agencement des différents étages, composés des réservoirs, des moteurs et des cases à équipement.
La fusée est aussi composée par une batterie d'équipements situés dans la case à équipement ou ailleurs sur la fusée : l'ordinateur de bord, les gyromètres et les accéléromètres, les antennes radio pour la transmission de télémesure et éventuellement d'images, les microphones pour attester du niveau de vibration, les système de mesure de température, le système électrique, les systèmes de séparation des étages et de la coiffe ainsi qu'un système d'autodestruction en cas de trajectoire dangereuse.
L'ensemble des capteurs sur la fusée constitue la télémesure et témoignent ou non du bon fonctionnement et de la bonne trajectoire de la fusée. Au total ce sont plusieurs milliers de paramètres qui sont mesurés et transmis en permanence lors d'un lancement.
La trajectoire de la fusée doit permettre de gagner à la fois de l'altitude et de la vitesse horizontale de manière optimale. En général, la fusée reste droite au décollage pour gagner rapidement de l'altitude et sortir des couches les plus denses de l'atmosphère, puis s'oriente progressivement jusqu'à l'horizontale au fur et à mesure de l'ascension. Pour s'incliner, une fusée peut par exemple utiliser le couple généré par les appuis aérodynamiques, qui ramène naturellement le véhicule en position horizontale, c'est la manœuvre du virage gravitationnel (ou gravity turn en anglais), mais peut également selon les besoins adopter différents profils d'ascension et utiliser également la poussée vectorielle.
La trajectoire varie selon la stabilité d'une fusée, qui est donnée par son aérodynamisme, son rapport poids-puissance, la répartition de sa masse, etc. Un lanceur comme la fusée Minotaur V, au gros rapport poids-puissance, aura tendance à être sur-stable, et peinera à s'orienter une fois qu'elle aura acquis de la vitesse. Elle s'oriente alors brusquement dès son décollage pour ne pas trop gaspiller sa puissance en vitesse verticale.

#### Lanceurs aéroportés

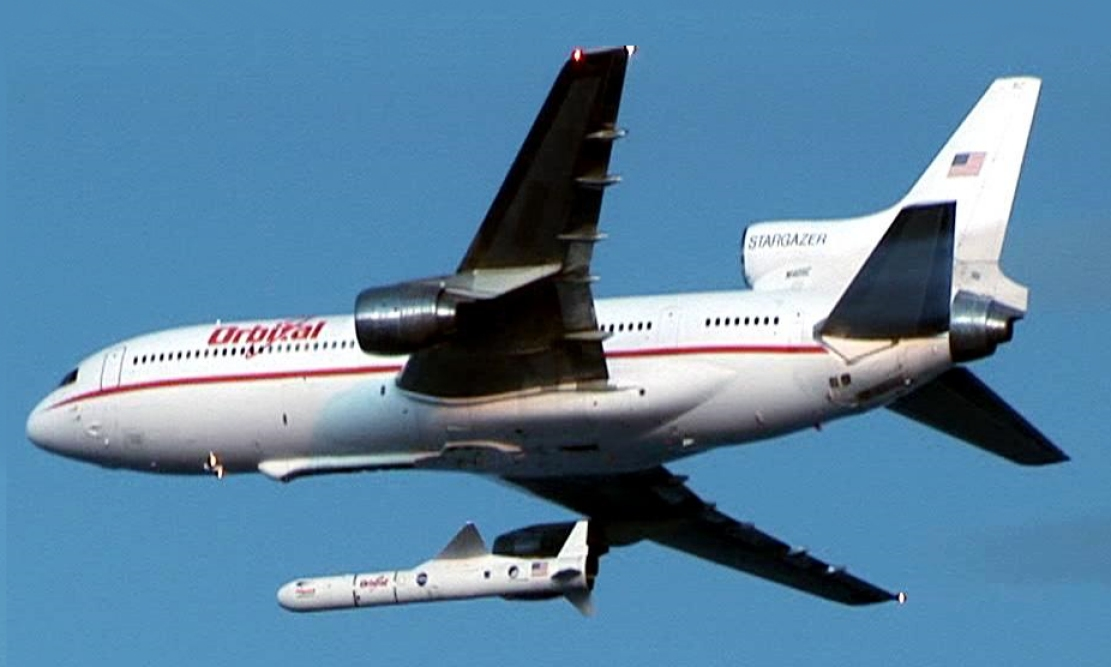
Lancement de Pegasus en 2006.

Si l'utilisation d'un moteur-fusée est nécessaire dans le vide spatial, ce n'est pas le seul moyen de gagner de la vitesse et de l'altitude dans l'atmosphère. Un ballon-sonde par exemple peut être utilisé pour atteindre de hautes altitudes, mais aucune vitesse horizontale. Une fusée portée par un ballon sonde devra alors dédier toute sa propulsion au gain de vitesse horizontale avant de retomber dans les couches plus denses de l'atmosphère.
Un autre moyen plus communément étudié est l'utilisation d'un avion porteur pour larguer une fusée, qui profite alors d'une vitesse initiale et d'une altitude de départ moins contraignantes au niveau des frottements et des variations de pression. Cette technique de lancement a été étudiée très tôt pour envoyer des avions spatiaux comme le X-15 en vol suborbital ; et est étudiée de nos jours par plusieurs entreprises privées pour le lancement orbital comme Stratolaunch, ou pour le vol touristique comme la firme Virgin Galactic, qui propose d'emmener des touristes en vol suborbital à bord d'un avion spatial.
En 2023 seul un seul système de lancement de ce type est opérationnel, le Pegasus. Pegasus permet de lancer une charge utile de 450 kg en orbite. Un seul autre a été opérationnel, le LauncherOne de la firme Virgin Orbit, avant que l'entreprise ne se déclare en faillite.

#### Navettes spatiales et lanceurs réutilisables

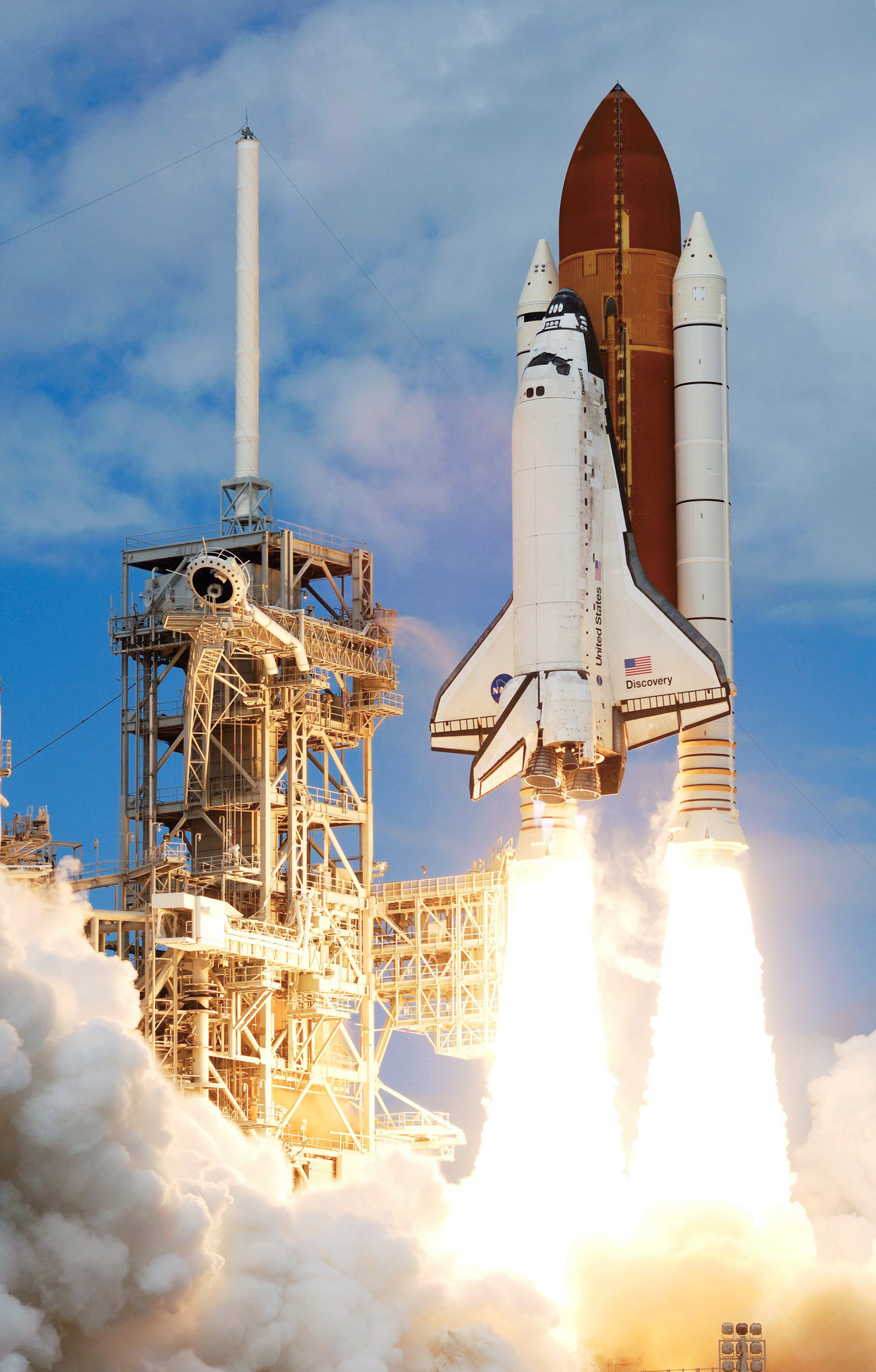
Lancement de la navette spatiale Discovery pour la mission STS-120.

Les navettes spatiales sont des programmes de lanceurs réutilisables lancés par l'URSS et les États-Unis après la fin de la course à la Lune. L'objectif des navettes spatiales est de proposer un service de lancement orbital réutilisable. En effet chaque fusée est construite à usage unique et un client d'un lancement doit payer l'intégralité de la construction de la fusée à chaque lancement. Par analogie c'est comme si à chaque trajet automobile, la voiture devait partir à la casse, et l'automobiliste serait obligé d'acheter une voiture neuve à chaque fois. L'idée d'un lanceur orbital réutilisable, par opposition aux lanceurs consommables, est de ne pas reconstruire une fusée pour chaque lancement.
L'enjeu d'un lanceur réutilisable est alors d'être plus rentable économiquement parlant qu'un lanceur consommable, c'est-à-dire que les coûts d'entretien et de réhabilitation du lanceur doivent être moindres que le coût de fabrication du lanceur lui-même. En 2021, aucun lanceur réutilisable ne s'est révélé rentable, soit parce que les lanceurs ne sont pas rentables (comme la navette spatiale), soit parce qu'il est trop tôt pour juger la rentabilité des lanceurs (comme la Falcon 9).

##### Navettes spatiales
Coté américain
Les Américains avaient le programme STS pour Space Transportation System. La navette spatiale américaine désigne un lanceur composé de deux propulseurs à poudre, d'un réservoir d'hydrogène liquide, et d'un orbiteur alimenté par le réservoir d'hydrogène. Cinq orbiteurs opérationnels furent construits : Columbia, Challenger, Discovery, Atlantis, Endeavour. Deux d'entre eux furent détruits en vol.
La navette spatiale pouvait emporter jusqu'à huit astronautes et 24 tonnes de cargaison en orbite basse ce qui lui vaut d'être classée comme lanceur super lourd. La navette spatiale était utilisée comme lanceur commercial pour des satellites, mais aussi institutionnel et scientifique. Elle a notamment lancé le télescope spatial Hubble et a permis aux astronautes d'effectuer la maintenance sur celui-ci au cours de plusieurs missions. La navette a servi également à ravitailler la station Mir, puis à construire et ravitailler la Station spatiale internationale. Elle était aussi le seul engin capable de ramener en état un satellite préalablement placé en orbite.
Aujourd'hui arrêtée depuis 2011, faute de rentabilité, les composants des navettes spatiales sont réutilisés : les moteurs RS-25 des orbiteurs ainsi que les propulseurs à poudre sont réutilisés pour la fusée SLS du programme Artemis.
Côté soviétique
Côté soviétique, la navette spatiale désigne l'avion spatial Bourane. Bourane était propulsée vers l'orbite par le lanceur lourd réutilisable Energuia. Bourane est similaire en apparence aux orbiteurs américains, mais les similitudes s'arrêtent là. Bourane était capable de lancer jusqu'à 10 cosmonautes et 27 tonnes de cargaison en orbite basse, le tout de manière entièrement automatique (tandis que la navette américaine nécessitait deux pilotes au minimum). Bien que plus avancé technologiquement que son homologue américain, le programme de navettes spatiales soviétique s'est arrêté en 1993, après la chute de l'URSS. Un seul vol orbital a été réalisé, le 15 novembre 1988, sans aucun cosmonaute à bord.

##### Lanceurs réutilisables

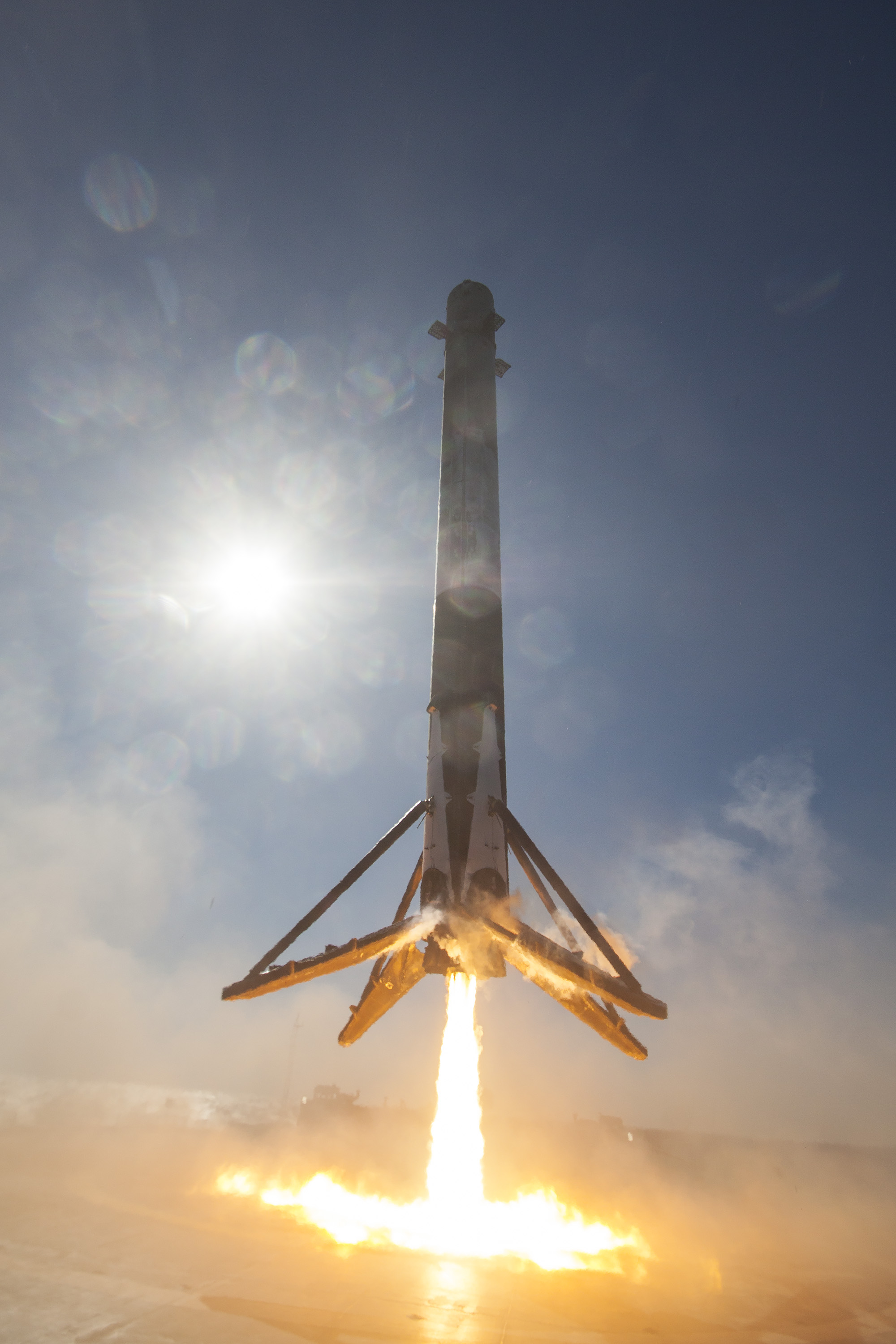
Atterrissage du premier étage d'une Falcon 9 sur la barge Of course I still love you après la mission CRS-8 en 2016.

Le développement de lanceurs réutilisables a continué en parallèle et à la suite de l'utilisation de la navette spatiale, en partie par des sociétés privées. On compte plus d'une vingtaine de projets de lanceurs réutilisables ou partiellement réutilisables imaginés jusqu'en 2023. Parmi eux figurent des projets de SSTO, mais surtout des projets de fusées réutilisables, comme le projet DC-X dans les années 1990, arrêté au stade du développement. Il était capable de faire plusieurs vols atmosphériques par semaine à plusieurs dizaines de kilomètres, ce que réalise le Starship.
L'acteur majeur des lanceurs réutilisables est l'entreprise SpaceX qui a développé au cours des années 2000 des techniques de réutilisabilité, ce qui a conduit au lanceur Falcon 9. Contrairement à la navette spatiale qui utilisait des systèmes de récupération passifs, c'est-à-dire des parachutes pour ses propulseurs d'appoint, et le vol plané pour l'orbiteur ; SpaceX a fait le choix de l'atterrissage propulsé. Cette technique a des désavantages, notamment la réduction de la capacité d'emport de la fusée, car celle-ci doit se réserver du carburant pour atterrir. De plus c'est un système de récupération actif, elle nécessite le bon fonctionnement des moteurs ce qui présente un risque ; cependant ce problème est résolu par la redondance des moteurs ce qui a valu à la Falcon 9 d'être certifiée pour le vol habité. SpaceX se positionne sur le marché par sa facturation des lancements très concurrentielle auprès des clients, cependant aucune donnée publique ne permet de juger la rentabilité réelle de leurs lancements.
En parallèle, d'autres acteurs du NewSpace composés d'entreprises privées développent des lanceurs réutilisables. Blue Origin opère la New Shepard, un lanceur sub-orbital monoétage destiné au tourisme spatial, ainsi que la New Glenn, un lanceur lourd similaire au Starship de SpaceX. La New Glenn comme le Starship n'a pas encore réalisé de vol spatial en 2023. Le seul autre lanceur destiné à être réutilisable qui est déjà en service est la fusée Electron de la firme néo-zélandaise Rocket Lab. Electron a effectué 19 vols orbitaux en mode consommable et a été récupérée pour la première fois en novembre 2020. Cependant, aucune fusée Electron n'a pour l'instant été réutilisée, en 2023.

##### SSTO
Les lanceurs orbitaux monoétage, ou single stage to orbit (SSTO) en anglais sont des lanceurs capables d'atteindre l'orbite sans étagement depuis le sol. Le SSTO est un concept intuitif, car dans tous les autres domaines les véhicules ne se détachent pas en cours de route. En 2021 aucun SSTO fonctionnel n'a vu le jour. Les projets imaginés prennent la forme d'avions spatiaux pour garantir un atterrissage et une réutilisabilité à la manière des navettes spatiales, et utilisent des technologies de propulsion comme la tuyère aerospike. Un des avantages des SSTO serait la réutilisabilité, ce qui pourrait entrainer une rentabilité économique. Cependant la complexité de la mise en œuvre d'un tel système de lancement rend son intérêt faible par rapport à d'autres systèmes de lancement réutilisables.

### Contrôle d'attitude
L'attitude en astronautique désigne l'orientation d'un engin spatial.

#### Capteurs

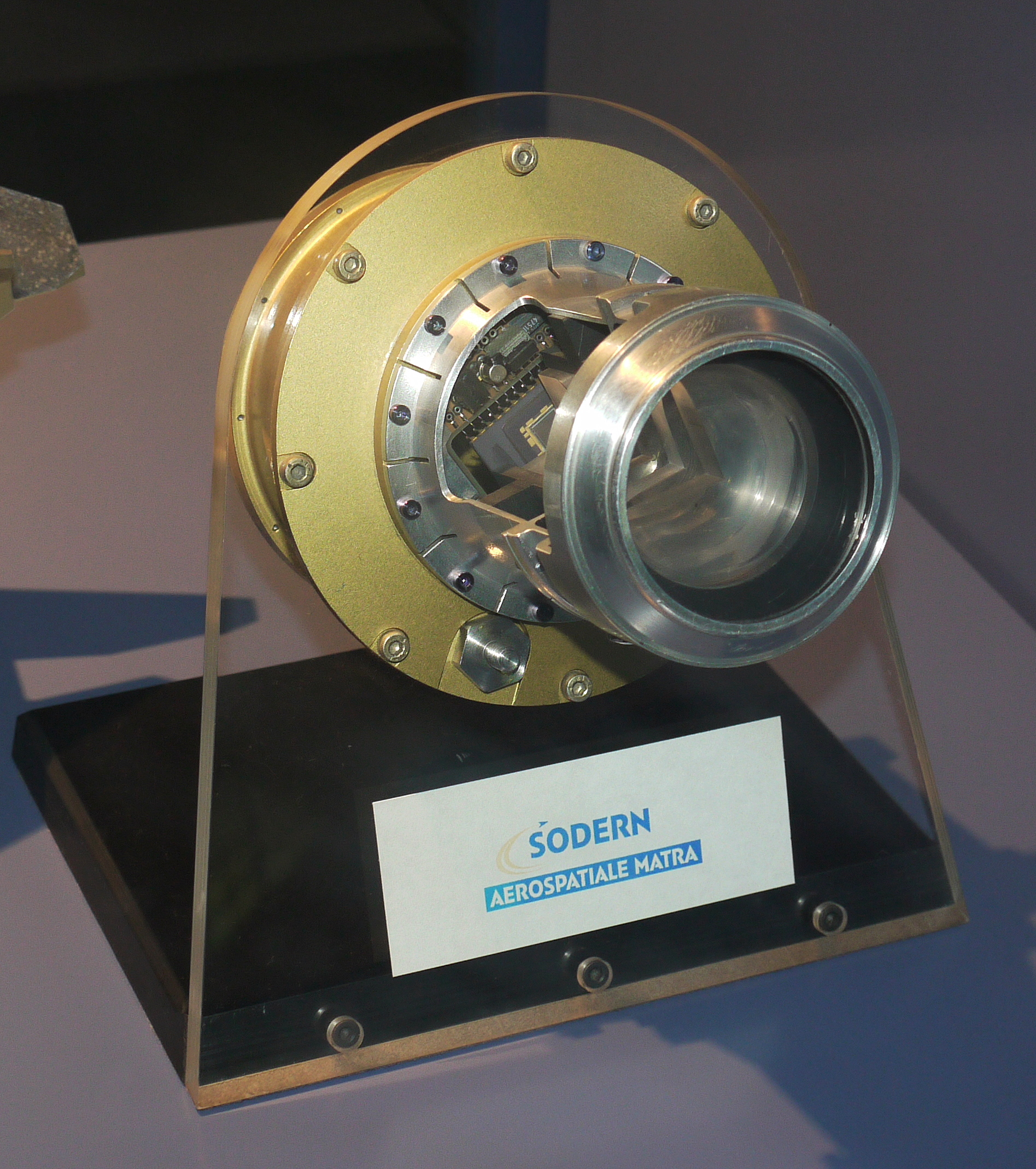
Viseur d'étoiles utilisé sur le satellite russe Granat. Il permet de réaliser une image du ciel étoilé pour déterminer l'orientation de la sonde.

Avant de modifier l'orientation d'un satellite, il est nécessaire que celui-ci soit capable de connaitre avec précision sa propre orientation. Pour cela bon nombre de capteurs de différents types sont utilisés.
Les plus simples sont les gyromètres ou les accéléromètres qui mesurent les variations de vitesse et d'orientation depuis des valeurs repères, cependant l'incertitude de mesure s'accumule au cours du temps. Pour les satellites autour de la Terre, le champ magnétique terrestre peut être mesuré par des magnétomètres qui permettent alors de repérer le satellite par rapport à la direction Nord-Sud. En orbite basse, les satellites peuvent également profiter des constellations GPS pour se géopositionner.
De manière générale les sondes peuvent se repérer grâce à de petites caméras de contrôle. Elles peuvent servir à repérer l'horizon d'une planète grâce à l'émission infrarouge de celle-ci, ou la position du Soleil dans le ciel. Les viseurs d'étoiles, ou star-tracker en anglais, sont des caméras qui imagent le ciel étoilé autour de la sonde. Celle-ci est capable de comparer ces images avec des cartes du ciel embarquées et déterminer ainsi son orientation.

#### Actionneurs en atmosphère
Pour s'orienter en l'air les fusées peuvent utiliser des surfaces de contrôle aérodynamiques (empennage, ailerons ou panneaux cellulaires). Elles peuvent aussi jouer sur leur poussée : certaines peuvent incliner les tuyères des moteurs (le cardan) et orienter la poussée, d'autres peuvent moduler l'intensité de la poussée à la manière d'un véhicule chenillé qui tourne en appliquant un différentiel de vitesse sur les différentes chenilles. Pour cela la fusée peut utiliser des moteurs verniers, situés généralement sur les côtés, qui viennent appliquer une poussée plus ou moins intense d'un côté ou de l'autre, soit en modulant directement la poussée des différents moteurs si elle en possède plusieurs.

#### Actionneurs dans l'espace
Dans le vide spatial, l'appui aérodynamique est inexistant. Comme la propulsion, le contrôle de l'attitude se fait par action-réaction via deux méthodes.
Les propulseurs d'attitude sont de petits propulseurs répartis sur l'ensemble de l'engin spatial. Ils permettent de générer un couple dans la direction voulue en générant des poussées opposées de part et d'autre du véhicule. Ces propulseurs fonctionnent généralement aux gaz froids, aux monergols ou aux ergols liquides comme l'hydrazine. Le choix de l'hydrazine est important car ce composé chimique se conserve sur la longue durée, contrairement aux ergols comme l'oxygène liquide qui doit être évacué du réservoir sous peine que celui-ci explose à cause de la pression générée par la vaporisation de l'oxygène (boiloff en anglais).
Sans propulsion il est possible de s'orienter dans l'espace par l'utilisation de roues à réaction. Elle consiste à faire entrer en rotation une roue de forte masse par un moteur électrique. Par la conservation du moment cinétique, le reste de l'engin spatial se met à tourner dans le sens inverse de la rotation de la roue.
Pour stabiliser un engin spatial de manière passive (sans actionner de système), la manière la plus commune est de placer l'engin en rotation sur lui-même dès son lancement. Dans le vide spatial, l'absence de frottement rend la rotation perpétuelle, aucune énergie supplémentaire n'est nécessaire pour maintenir ce mouvement. La stabilisation selon une direction donnée est assurée par effet gyroscopique. Dans le cas d'engins volumineux comme les stations spatiales, la stabilisation peut être passive par la différence de force de gravité (force de marée) entre les parties les plus proches du sol et les parties les plus en altitude.

### Sondes spatiales
Les satellites et sondes spatiales ont un vaste panel d'enjeux très différents les uns des autres. Les engins spatiaux inhabités sont composés d'un châssis sur lequel sont fixés les instruments, les antennes et les différents capteurs. La plupart des sondes spatiales possèdent un système de propulsion si elles sont suffisamment grandes pour accueillir les propulseurs et les réservoirs de propergol afférents. Ces systèmes de propulsion peuvent être multiples, un système de propulsion principal pour effectuer les manœuvres orbitales étant complété un système de contrôle d'attitude constitué de plusieurs petits propulseurs.
Les sondes spatiales doivent également être capables d'être autonomes en électricité pour alimenter les capteurs, les instruments, les antennes radio et surtout l'ordinateur de bord. Il n'y a que peu de manières de générer de l'électricité dans l'espace :
Les batteries fournissent une énergie limitée dans le temps. C'est le premier système d'alimentation électrique utilisé par les satellites dans l'histoire. Aujourd'hui elles sont complémentaires d'autres systèmes d'alimentation pour ne pas limiter la durée de vie du satellite.
Les panneaux solaires fournissent de l'électricité grâce au rayonnement solaire par effet photoélectrique. Ils nécessitent cependant évidemment une exposition au Soleil. Ce n'est pas un problème pour les sondes interplanétaires. Les satellites terrestres eux peuvent utiliser des batteries lors du passage du côté nuit, ou peuvent être placés sur une orbite héliosynchrone qui a la particularité d'exposer le satellite en permanence face au soleil.
Les panneaux solaires sont d'autant plus efficaces qu'ils sont proches du Soleil car l'intensité lumineuse décroit avec le carré de la distance. Ainsi ils ne fourniront qu'une puissance très faible passé l'orbite de Mars. Pour des missions vers le système solaire externe, la sonde doit utiliser des panneaux solaires beaucoup plus grands ou utiliser une autre source d'énergie.
Les piles à combustible fournissent de l'électricité par une réaction d'oxydo-réduction. Elles nécessitent d'emporter des réservoirs supplémentaires pour être alimentées, et sont donc limitées dans le temps. Elles ont cependant l'avantage de fournir une grande puissance. Un tel système a été utilisé pour alimenter la capsule Apollo ou la navette spatiale américaine.

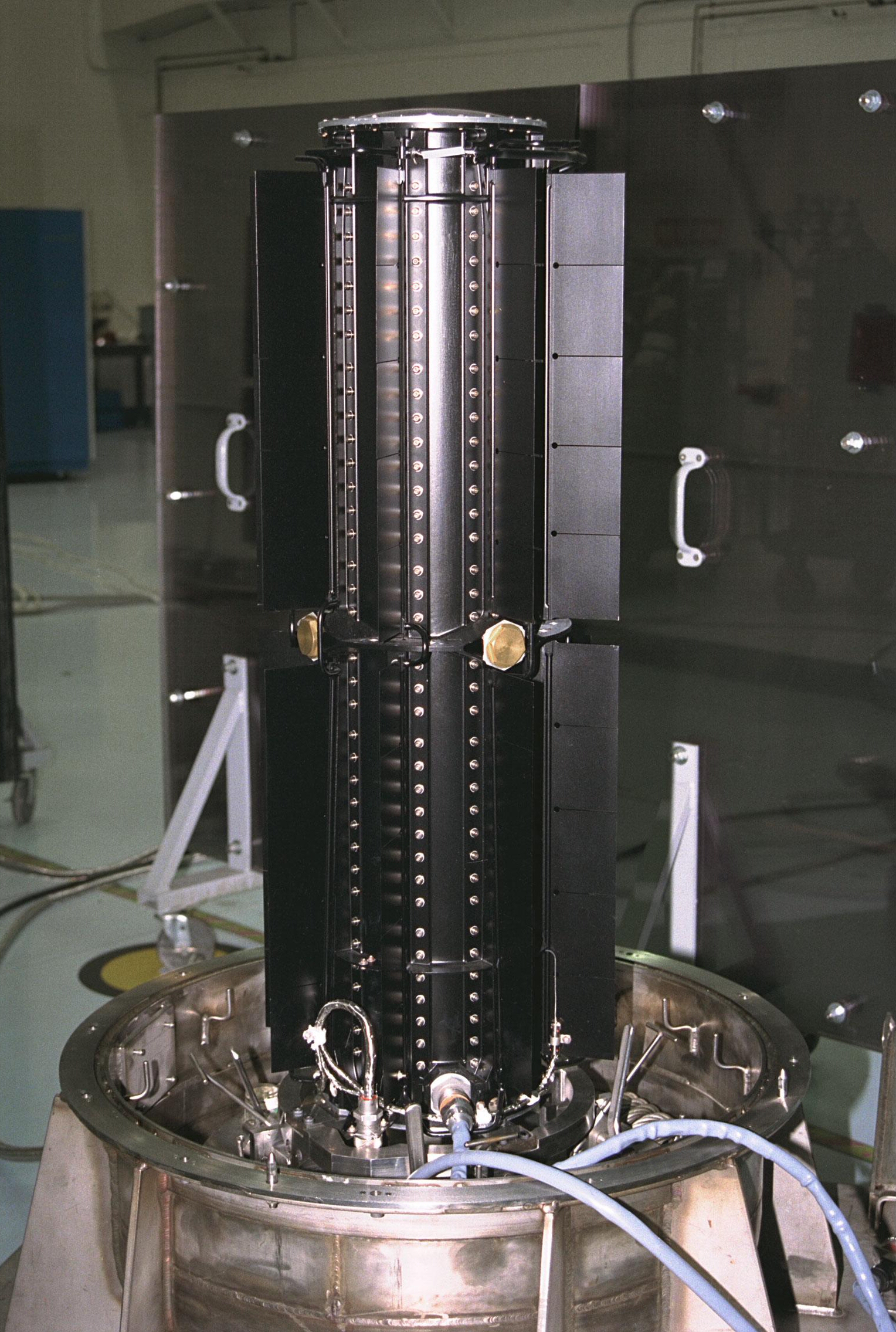
Le générateur thermoélectrique à radioisotope qui équipe la sonde Cassini.

Les générateurs thermoélectriques à radioisotope (RTG) utilisent la chaleur dégagée par un matériau radioactif pour la convertir en électricité grâce à des thermocouples. Du fait de la durée de désintégration radioactive, la génération d'électricité peut être considéré comme infinie par rapport à l'échelle de temps des missions spatiales. Du fait de cet avantage, les RTG sont utilisés pour les missions vers Mars et vers le système solaire externe, car à ces distances du Soleil ils sont beaucoup plus efficaces que les panneaux solaires.
L'Agence spatiale européenne n'utilise pas de RTG, car son savoir-faire industriel nécessaire pour produire les quantités suffisantes de matière radioactive est insuffisant. Les sondes européennes utilisent alors exclusivement des panneaux solaires, technologie bien mieux maitrisée en Europe.
Une sonde spatiale doit avoir également la capacité de stabiliser sa température, plus ou moins selon les besoins. Certaines utilisent des boucliers thermiques pour se protéger des rayons du Soleil ou des isolants multicouche, c'est le cas pour certains télescopes spatiaux ou pour les sondes solaires qui s'approche à de basses altitudes. Pour réguler la température, les grosses sondes ou les stations spatiales utilisent des radiateurs qui évacuent la chaleur dans le vide spatial sous forme de rayonnement.

### Vol habité

#### Support de vie
Les véhicules spatiaux habités et les stations spatiales doivent répondre à des enjeux supplémentaires par rapport aux sondes spatiales. Le but premier est de permettre à un être humain de vivre à bord. Le véhicule doit permettre à une atmosphère respirable de demeurer en son sein, et donc de résister à la différence de pression entre l'intérieur et le vide spatial.
Cette atmosphère doit être recyclée dans le cas d'une mission de longue durée. Le dioxyde de carbone (CO2) est capturé par des filtres à air et sert à produire de l'eau par le procédé Sabatier.
La chaleur doit être aussi régulée par des radiateurs externes qui rayonnent la chaleur excessive dans le vide.
L'exposition des humains aux radiations est également un enjeu de taille pour les futures missions habitées interplanétaires. Aujourd'hui les astronautes n'y sont pas exposés car les stations spatiales se situent en dessous des ceintures de radiation, ils sont alors protégés par le champ magnétique terrestre. Pour les missions Apollo cependant, les astronautes étaient exposés aux radiations interplanétaires, mais sans conséquences car les missions ne duraient que quelques jours, or la durée d'exposition est un critère majeur dans la dangerosité des radiations.

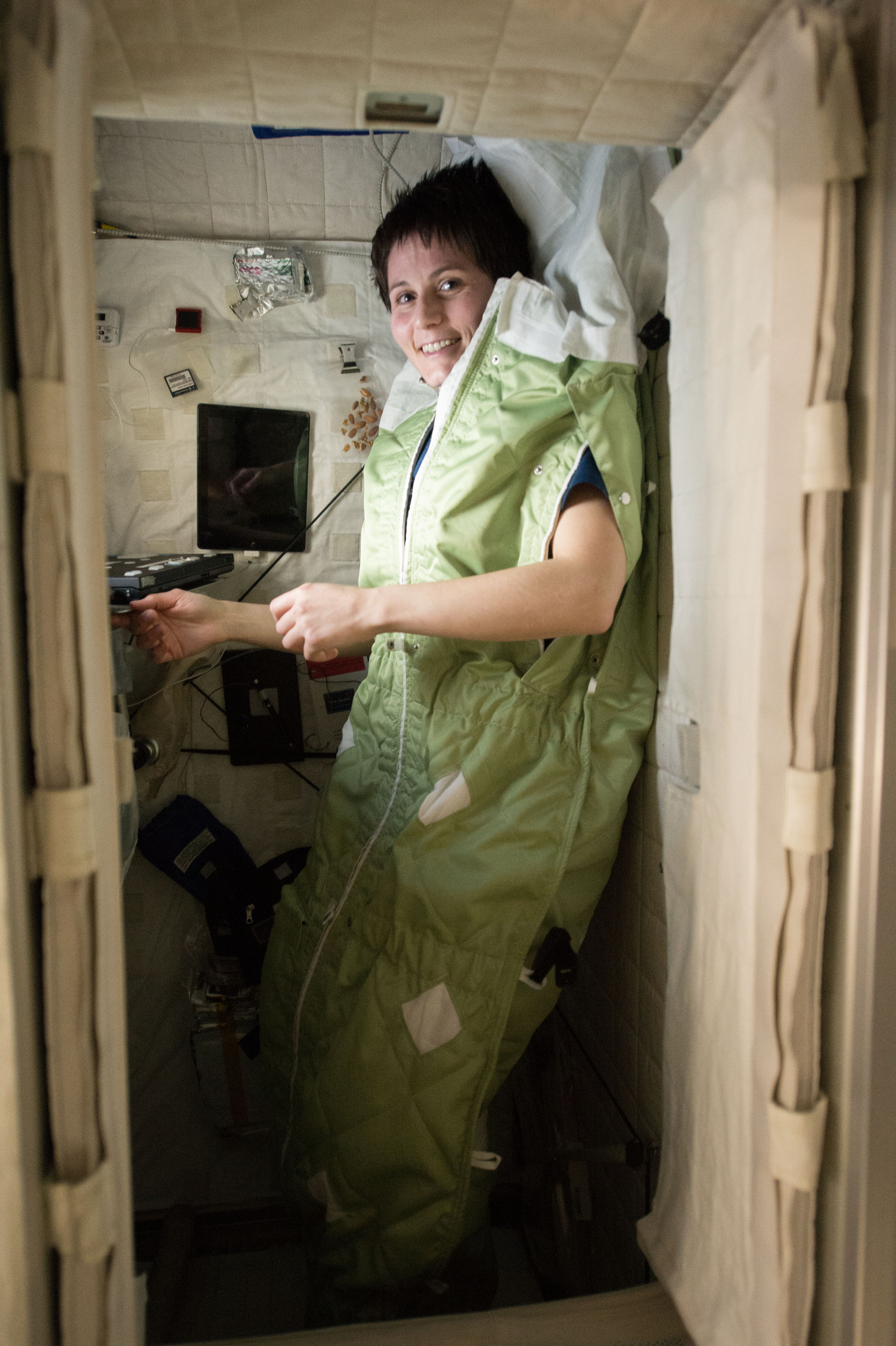
L'astronaute italienne Samantha Cristoforetti dans son sac de couchage à bord de l'ISS en 2014.

#### Vie dans l'espace
Les enjeux du vol habité ne sont pas seulement technologiques, ils sont aussi logistiques, médicaux et psychologiques. La nourriture est étudiée pour être manipulée, utilisée et consommée en situation d'apesanteur, et elle doit être en quantité suffisante pour la durée de la mission. Les stations doivent être ravitaillées régulièrement pour apporter la nourriture et évacuer les déchets, ce qui nécessite un lancement régulier depuis la Terre.
En plus de la nourriture, l'entièreté de la vie dans l'espace doit être adaptée à l'apesanteur, comme le déroulement du sommeil ou l'assouvissement des besoins physiologiques.
Le comportement du corps humain et des êtres vivants, au même titre que les impacts de l'enfermement de longue durée et de l'apesanteur sur la psychologie humaine sont des aspects profondément étudiés grâce aux stations spatiales.

## Domaines d'activités

### Sciences de la Terre

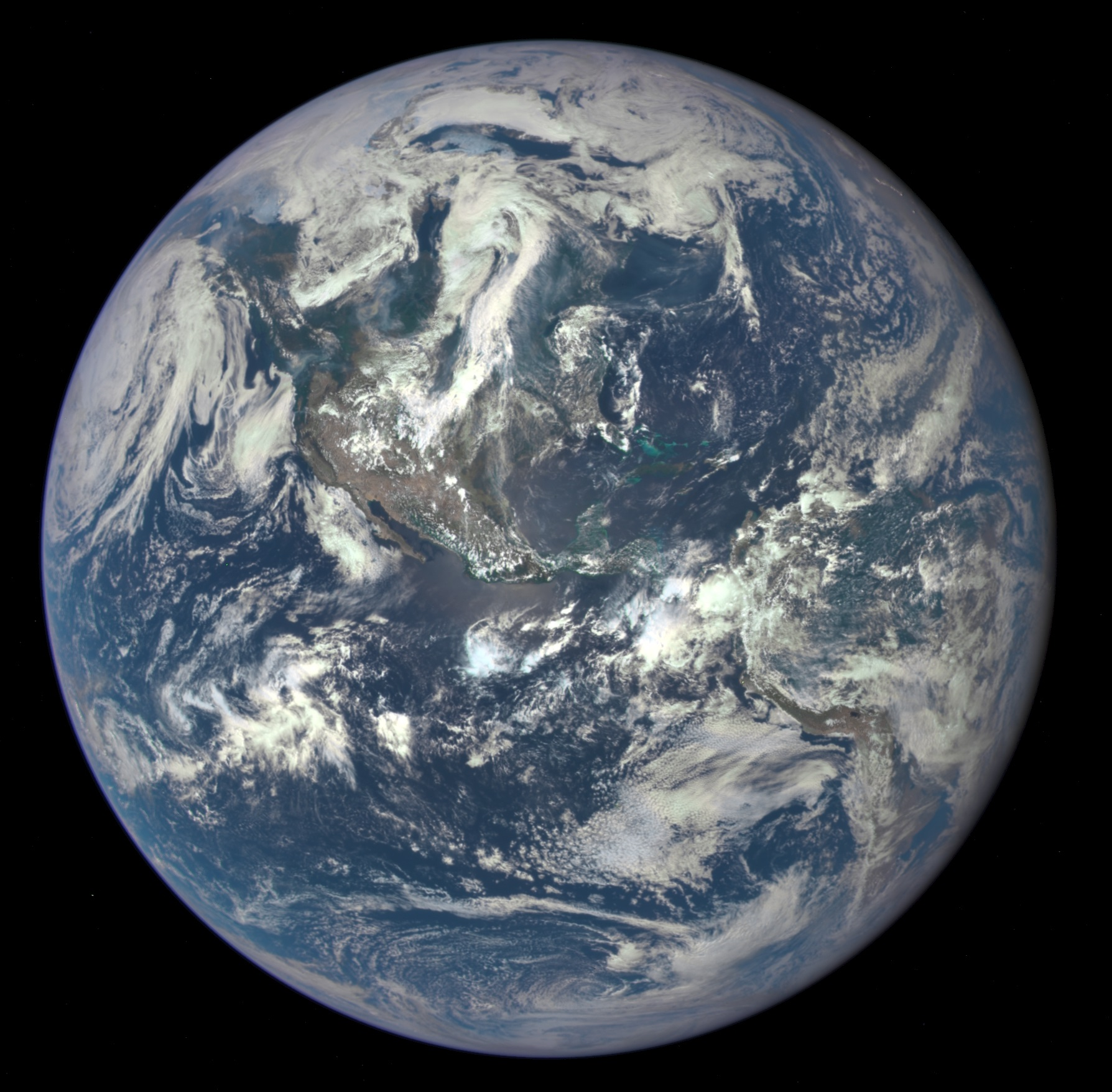
La première image envoyé par le satellite de météorologie Deep Space Climate Observatory.

L'exploration spatiale a débuté sous l'impulsion de l'Année géophysique internationale. Dans ce cadre, l'URSS et les États-Unis on lancé les premiers programmes de satellites artificiels. Ces satellites, outre leur aspect symbolique, avaient une utilité scientifique. Spoutnik comme Explorer avaient pour but premier de mettre en évidence les ceintures de radiations. Auparavant, l'exploration spatiale se faisait au moyens de fusées-sondes, des fusées monoétages qui se propulsaient jusqu'à la haute atmosphère pour y faire des relevés, notamment sur le sujet des rayons cosmiques.
La Terre est ainsi la première cible scientifique de l'exploration spatiale. Les missions scientifiques visant à étudier la planète sont nombreuses et abordent de nombreux domaines différents, et l'étude du champ magnétique terrestre et des radiations a donc été le premier sujet de l'exploration de l'espace.
Dès 1959, les premières missions de météorologie voient le jour : le satellite Vanguard 2 a pour but d'observer la couverture nuageuse, mais est un échec. C'est TIROS-1 qui est le premier satellite opérationnel dédié à la météorologie, lancé en 1960. Grâce à ses photos, les météorologues ont une information globale sur la couverture nuageuse. Aujourd'hui la gamme de satellites météorologique est vaste et permet de caractériser le climat et son évolution, et notamment de fournir de précieuses données sur le réchauffement climatique.
L'étude spatiale de la Terre se traduit également par l'étude des océans avec des satellites d'océanographie. Leur rôle est multiple. TOPEX/Poseidon par exemple avait pour but de mesurer la topographie du plancher océanique. Les océans sont encore mal connus, les expéditions de navires ou de sous-marins à but scientifique sont rares et manquent de recul. L'étude satellite permet ce recul et l'étude globale des océans et de leur dynamique. Ils sont également une clé pour comprendre l'évolution du climat.
Les satellites d'observation de la Terre jouent aussi un rôle majeur pour de nombreux domaines et donc aussi pour l'étude scientifique. Ils permettent de réaliser des clichés, comme les satellites météo, à plus ou moins grande échelle des régions du globe qui servent à élaborer des cartes, mais aussi à caractériser l'évolution géographique des terrains, comme les forêts, les champs ou les zones urbaines. Ils permettent également, comme les satellites GNSS, de fournir des informations vitales aux secours lors de catastrophes, en cartographiant les zones sinistrées, et d'évaluer leur étendue, lors de mégafeux par exemple. Cela est réalisé grâce à la charte internationale Espace et catastrophes majeures.
Enfin les trajectoires orbitales permettent de mieux comprendre la géodésie des planètes et de la Terre. Les variations du géoïde en fonction de la latitude et de la longitude caractérisent la constitution interne de la planète, et servent d'autre part à mieux prévoir les variations des orbites des satellites.

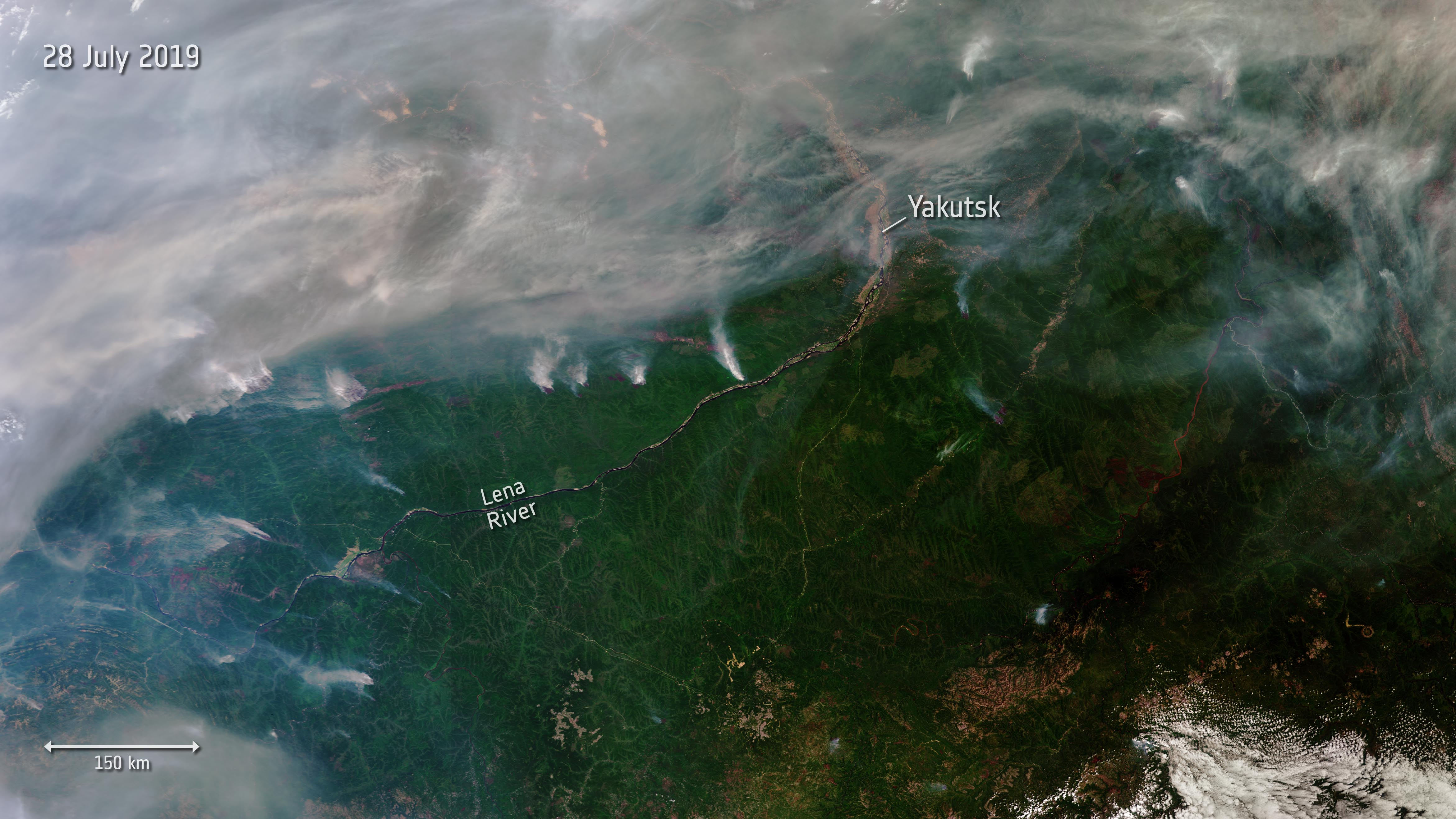
Imagerie spatiale des feux de forêts en Sibérie en 2019 prise par un satellite Sentinel-3 de l'Agence spatiale européenne.

### Exploration du Système solaire
L'exploration du Système solaire, permise par les manœuvres orbitales, a débuté dès 1958 avec les premiers programmes de sondes lunaires. Dans les années 1960, les lancements se multiplient et les premières sondes d'exploration partent vers Mars et Vénus. Les années 1970 voient le début de l'exploration du Système solaire externe. L'exploration du Système solaire sert à mieux comprendre les planètes, leur formation et leur évolution, ainsi que l'évolution du système et l'apparition de la vie sur Terre. Elle permet également de rechercher des traces de vie présente ou passée ailleurs que sur Terre.

#### Lune

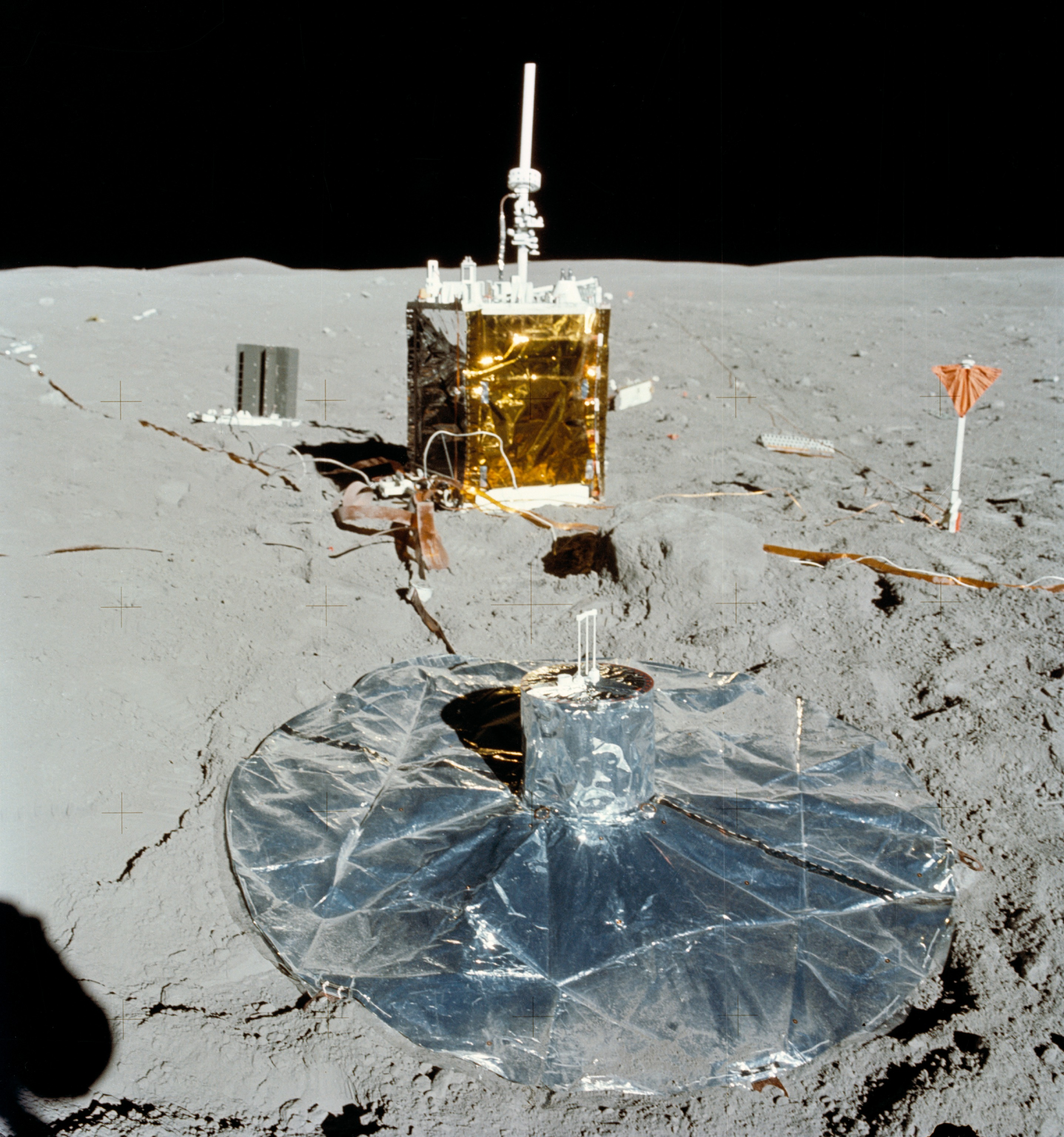
Les instruments au sol (ALSEP), dont le sismomètre au premier plan, déployés par la mission Apollo 16.

La Lune est la meilleure cible d'exploration après la Terre elle-même, car elle en est l'astre le plus proche. Elle est le seul astre visité par des humains et l'un des seuls astres d'où quelques échantillons de roche ont pu être ramenés sur Terre.
L'exploration lunaire commence dès 1958 par les programmes Luna et Pioneer, mais ce sont les six missions Apollo de 11 à 17 qui fourniront le plus de données. Les astronautes placent de nombreux instruments de mesure compris dans l'Apollo Lunar Surface Experiments Package (ALSEP). Parmi eux se trouvent des sismomètres pour étudier la composition interne de la Lune, des détecteurs de particule pour mesurer le rayonnement, un instrument pour analyser l'atmosphère, presque négligeable mais qui caractérise le dégazage des roches, un réflecteur laser pour mesurer avec précision la distance Terre-Lune et un magnétomètre. En plus des instruments scientifiques, les missions Apollo ainsi que les missions Luna 16, 20 et 24 ramènent au total 382 kg d'échantillon de roche lunaire. L'analyse de ces roches permet de mieux comprendre la formation de la Lune et ses similitudes avec la Terre.
Par la suite les différentes missions ont développé la connaissance des roches et de leur composition chimique. Lunar Reconnaissance Orbiter permet une cartographie complète et précise de la Lune. Chandrayaan-1 de l'ISRO a permis la détection de glace d'eau propre aux roches lunaires dans certaines régions, ce qui est un élément important pour l'établissement de futures bases habitées.
Le programme chinois Chang'e a réalisé le premier atterrissage sur la face cachée au cours de Chang'e 4 en 2018 et le premier retour d'échantillons lunaires depuis Luna 24 en 1976 au cours de Chang'e 5 en 2020. L'exploration lunaire se poursuit par le programme Artemis, qui doit envoyer les premiers humains sur la Lune depuis Apollo 17, ainsi que le programme CLPS, qui a pour but d'envoyer des sondes privées à but scientifique vers le satellite naturel. En parallèle, la station Gateway doit être construire sur une orbite de halo autour de la Lune, ce qui doit permettre de poursuivre les recherches sur le vol spatial habité de longue durée et sur l'exposition aux radiations interplanétaires, ainsi que de servir de plateforme pour les missions Artemis et les futures missions habitées vers le sol lunaire.

#### Système solaire interne

##### Mars
L'exploration de Mars permet une meilleure compréhension de la planète et de son évolution par l'usage d'orbiteurs, d'atterrisseurs et de rovers. Elle reste la moins difficile d'accès du fait de sa proximité avec la Terre. Ainsi l'envoi de sondes spatiales a pu se multiplier au cours du temps, faisant de Mars la planète la mieux connue après la Terre.

Selfie de l'astromobile Perseverance et l'hélicoptère Ingenuity.

Les orbiteurs permettent d'établir un planisphère complet de la planète et de sa topographie. Celle-ci permet de mettre en évidence les reliefs mais surtout les canyons et les écoulements qui témoignent de la présence passée d'eau liquide. En effet, la présence et la disparition de cette eau est l'un des enjeux majeurs de l'exploration de Mars, car c'est un indicateur précieux de la présence éventuelle d'une trace de vie sur la planète. La présence passée d'eau liquide nécessite une atmosphère suffisamment pressurisée et chaude par le passé. La disparition de cette atmosphère est causée par la perte de son champ magnétique et de son atmosphère, mais elle nécessite d'être mieux comprise pour déterminer comment l'atmosphère ancienne pouvait abriter l'eau liquide. Pour cela, des missions comme MAVEN étudient l'échappement atmosphérique de la planète et sa magnétosphère.
Les missions au sol martien permettent en partie d'analyser les roches et leur composition, ce qui permet de les dater et d'étudier le volcanisme qui s'exerçait jadis sur la planète. InSight a placé le premier sismomètre sur la planète, SEIS, qui a permis de détecter les premiers séismes martiens et d'analyser pour la première fois avec précision la composition interne de la planète.
L'étude des roches pourrait permettre de découvrir des traces de vie passée, mais est limitée par la technologie robotique. Pour améliorer la recherche géologique martienne, comme pour toutes les planètes, l'enjeu est de parvenir à ramener des échantillons sur Terre. C'est le rôle de la Mission de retour d'échantillons martiens dont la première phase est constituée du rover Perseverance.
L'étude des roches est également limité par la topographie particulière de Mars. Ses deux hémisphères sont très différents et, jusqu'en 2023, aucune mission n'a exploré le sol de l'hémisphère sud, trop rugueux et trop incertain pour y poser une sonde. L'hémisphère sud possède pourtant les roches les plus anciennes présentes en surface, et leur étude serait un atout de taille pour la recherche, ce qui montre que l'exploration de Mars, bien que la plus complète pour une planète à ce jour, reste encore à ses débuts.

##### Vénus
Après la course à la Lune, l'exploration de Vénus se poursuit essentiellement grâce aux sondes soviétiques du programme Venera. Venera 7 fait atterrir le premier objet humain sur une autre planète en 1970 et Venera 9 donne les premières images de la surface de Vénus en 1975. Après la chute de l'URSS, l'exploration vénusienne se poursuit au moyen de quelques sondes, comme la sonde Magellan de la NASA, Venus Express de l'ESA ou Akatsuki de la JAXA.
L'exploration de Vénus est difficile, car la planète présente des conditions extrêmes. La pression est 90 fois supérieure à la pression atmosphérique terrestre, et la température y avoisine les 500 °C. Les sondes spatiales sont incapables de résister à cet environnement longtemps. Pour y parvenir, les Soviétiques réalisent des sondes Venera très résistantes mais aussi très lourdes pour ne pas imploser sous la pression et protéger le plus possible les instruments de la température. Venera 13 survit jusqu'à 127 minutes à la surface de la planète.
Peu de choses sont ainsi connues de Vénus. Contrairement à Mars, qui possède une atmosphère transparente, celle de Vénus est opaque à la lumière visible, l'étude de sa topographie est réalisée par radar. Des ballons-sondes ont ainsi été envoyés dans son atmosphère. Au sein de celle-ci pourrait se trouver, selon certaines thèses, des formes de vie extrémophiles. En effet, si l'environnement vénusien est inhabitable au sol, la température y diminue fortement avec l'altitude. Ces hypothèses tendent toutefois à être invalidées.
En 2023, seule la sonde Akatsuki est opérationnelle en orbite de Vénus. D'autres sondes comme Solar Orbiter étudient et survolent la planète de temps en temps dans un but d'assistance gravitationnelle, bien qu'elle ne constitue pas l'objectif primaire de ces missions.

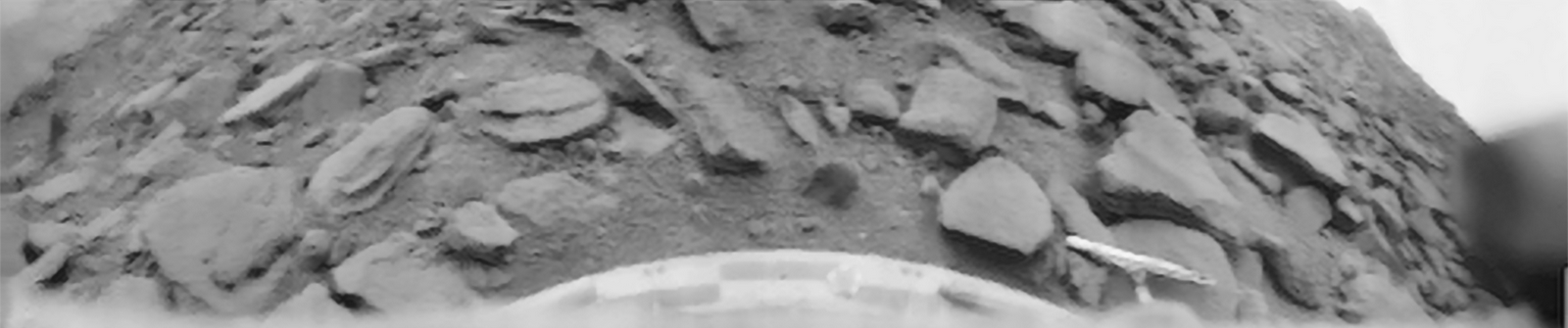
Première image de la surface d'une autre planète, Vénus, par la sonde soviétique Venera 9.

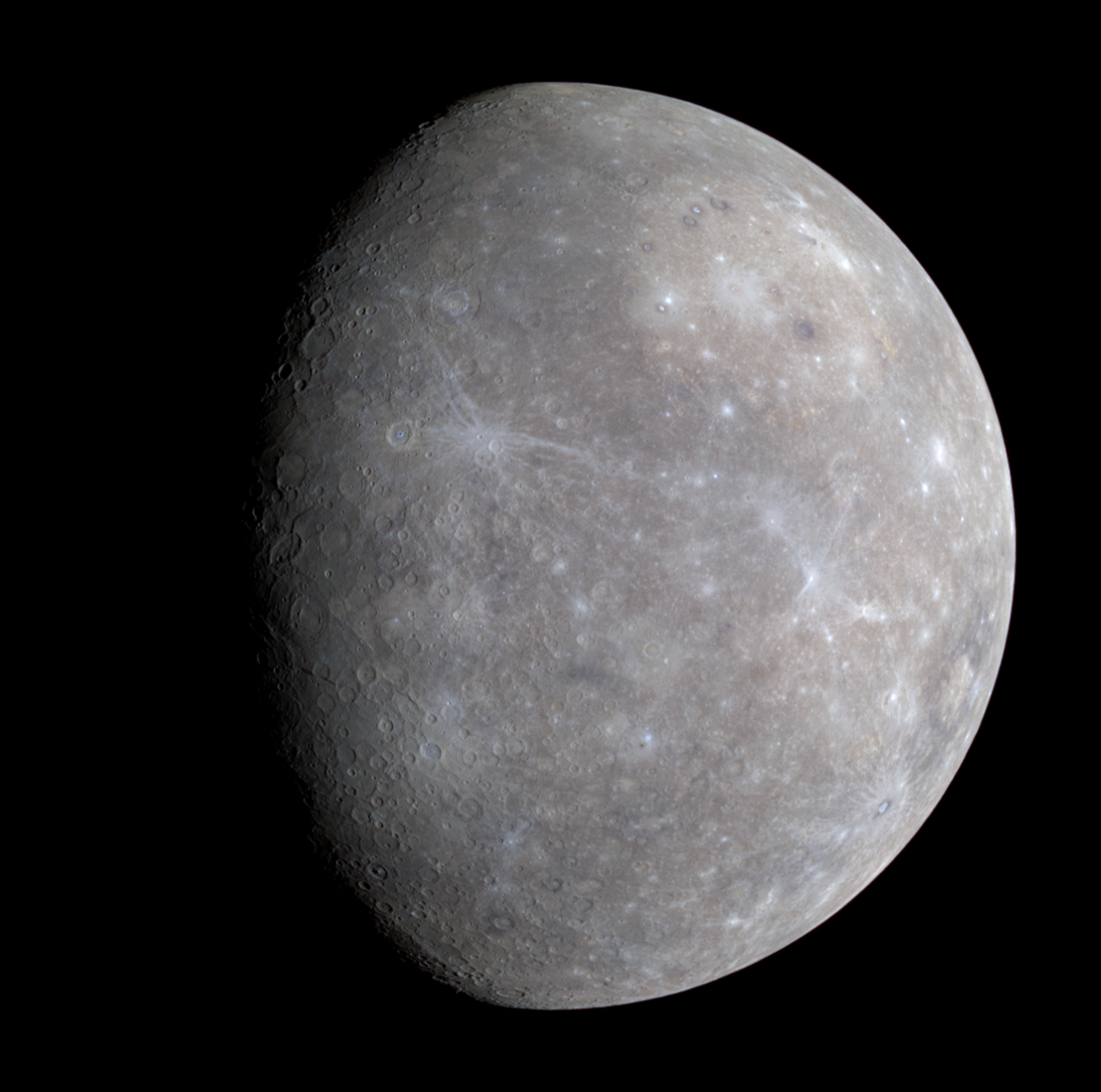
Mercure vue par la sonde MESSENGER. Aucune image n'a été prise depuis le sol de la planète.

##### Mercure
Atteindre Mercure est extrêmement difficile. Sa proximité avec le Soleil lui confère une vitesse orbitale importante. Un transfert de Hohmann depuis l'orbite terrestre jusqu'à l'orbite de Mercure nécessite un très lourd incrément de vitesse, qui requiert beaucoup de carburant ou une efficacité des propulseurs élevée. La trajectoire est facilitée par l'utilisation de l'assistance gravitationnelle de Vénus.
Ainsi, seules trois missions ont été envoyées vers Mercure : Mariner 10 en 1973, MESSENGER en 2004 et BepiColombo en 2018 qui devrait arriver autour de la planète en 2026. Mariner 10 est le seul objet humain à avoir touché le sol de la planète lorsqu'elle s'y est écrasée en 2015.

#### Système solaire externe

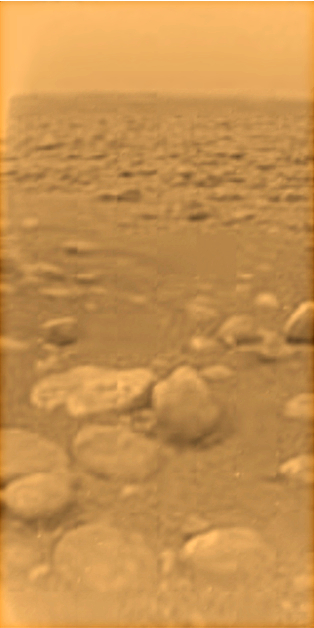
La surface de Titan, la plus grosse lune de Saturne, prise par la sonde européenne Huygens le 14 janvier 2005.

Le système solaire externe désigne la zone du Système solaire située au-delà de la ceinture principale d'astéroïdes. Tout comme pour Mercure, atteindre ces astres est difficile à cause du delta-v nécessaire. Pour obtenir les trajectoires de transfert, l'assistance gravitationnelle est souvent nécessaire, mais elle requiert un alignement spécifique des planètes. Ainsi peu de sondes ont pu explorer cette zone de l'espace, toutes américaines. Pioneer 10 est la première sonde à survoler Jupiter en 1973, puis Pioneer 11 la survole en 1974 avant de survoler Saturne en 1979.
Voyager 1 et Voyager 2 survolent les deux planètes entre 1979 et 1981. Voyager 1 permet de prendre les premières photos de Titan, la plus grosse lune du système solaire, ce qui mettra en évidence son atmosphère semblable aux atmosphères primitives des modèles d'évolution des planètes. Ces photos motiveront la création de la sonde européenne Huygens pour atterrir sur Titan lors de la mission Cassini-Huygens lancée en 1997.
Cassini est la seule sonde à avoir orbité Saturne entre 2004 et 2017. Son équivalent pour Jupiter était la sonde Galileo dont la mission s'est achevée en 2003, et qui a été remplacée par la sonde Juno en orbite autour de Jupiter depuis 2016. Ces sondes orbitales ont pu étudier en détail la dynamique de l'atmosphère de ces géantes gazeuses et de mieux comprendre leurs propriétés magnétiques.
Les lunes de ces géantes sont nombreuses et variées, mais elles sont inexplorées et leur connaissance est faible. Seule Titan a été explorée par Huygens, qui a permis de mesurer les propriétés de son atmosphère et de prendre la plus lointaine image d'un paysage tellurique. La sonde européenne JUICE, en cours de voyage vers Jupiter en 2023, doit survoler Callisto et Europe, et pour la première fois se placer en orbite autour d'une lune d'une autre planète, en l'occurrence Ganymède, au début de la décennie 2030. Ganymède est la plus grosse lune du Système solaire et présente la particularité de posséder son propre champ magnétique. De très nombreuses autres destinations attisent l'intérêt scientifique, comme Io et son volcanisme intense ou Encelade, une lune gelée ; mais ces destinations ne font pas l'objet principal de missions d'exploration en 2023.
Voyager 2 est la seule sonde à avoir survolé Uranus et Neptune. Ces deux planètes restent donc très méconnues et leur étude ne peut se faire que par des télescopes au sol ou en orbite comme Hubble. Ces observations astronomiques ont pu mettre en évidence par exemple la variabilité de l'atmosphère et des tempêtes de Neptune au cours du temps par rapport aux images prises par Voyager 2.
Au-delà de Neptune, l'exploration n'a été assurée que par la sonde New Horizons, qui a pour la première fois pris des images détaillées de Pluton en 2015 lors d'un survol et est partie explorer les petits corps plus lointain comme Arrokoth, un astre situé à 43,4 unités astronomiques du Soleil. Les images de New Horizon ont révélé la complexité de la surface de Pluton et de sa lune Charon, ce qui motive de futurs projets d'exploration.
Europa Clipper est une mission américaine en cours de développement pour explorer Jupiter et ses satellites, particulièrement Europe, une lune gelée qui contient probablement un vaste océan d'eau liquide, c'est une cible pour y découvrir de potentielles traces de vie. Dragonfly est une mission qui ira explorer à nouveau Titan à l'aide d'un hélicoptère. En effet elle reste la lune la plus intéressante d'un point de vue planétologique par son atmosphère et par ses réseaux de lacs et de rivières d'hydrocarbures.

#### Petits corps, astéroïdes et comètes
Lors de la formation du Système solaire, la matière s'est agglomérée pour former les planètes. Le reste de la matière qui a échoué à former des planètes a formé des petits corps comme les astéroïdes ou les comètes. Ainsi l'étude de ces astres constitue un moyen direct d'étudier la composition du système solaire à ses débuts.
Les roches des astéroïdes sont les plus vieilles roches du système solaire. Deux missions ont réussi à ramener des échantillons sur Terre des astéroïdes Itokawa et Ryugu : Hayabusa 1 et Hayabusa 2 opérées par l'agence spatiale japonaise. Ce genre de mission est également difficile pour la même raison que l'exploration de Mercure ou du système solaire externe : la sonde doit pouvoir fournir un très grand différentiel de vitesse (delta-v) pour atteindre sa destination, mais aussi pour en revenir. Ces astéroïdes sont les seules destinations depuis lesquelles des engins ont pu revenir, à part la Lune. OSIRIS-REx est une sonde américaine qui poursuit le même objectif de retour d'échantillons. En mai 2021, elle est en orbite autour de l'astéroïde Bénou après le succès du prélèvement en 2020, et sa capsule d'échantillon revient sur Terre en 2023. Il poursuit depuis sa mission pour survoler l'astéroïde géocroiseur Apophis en 2029.

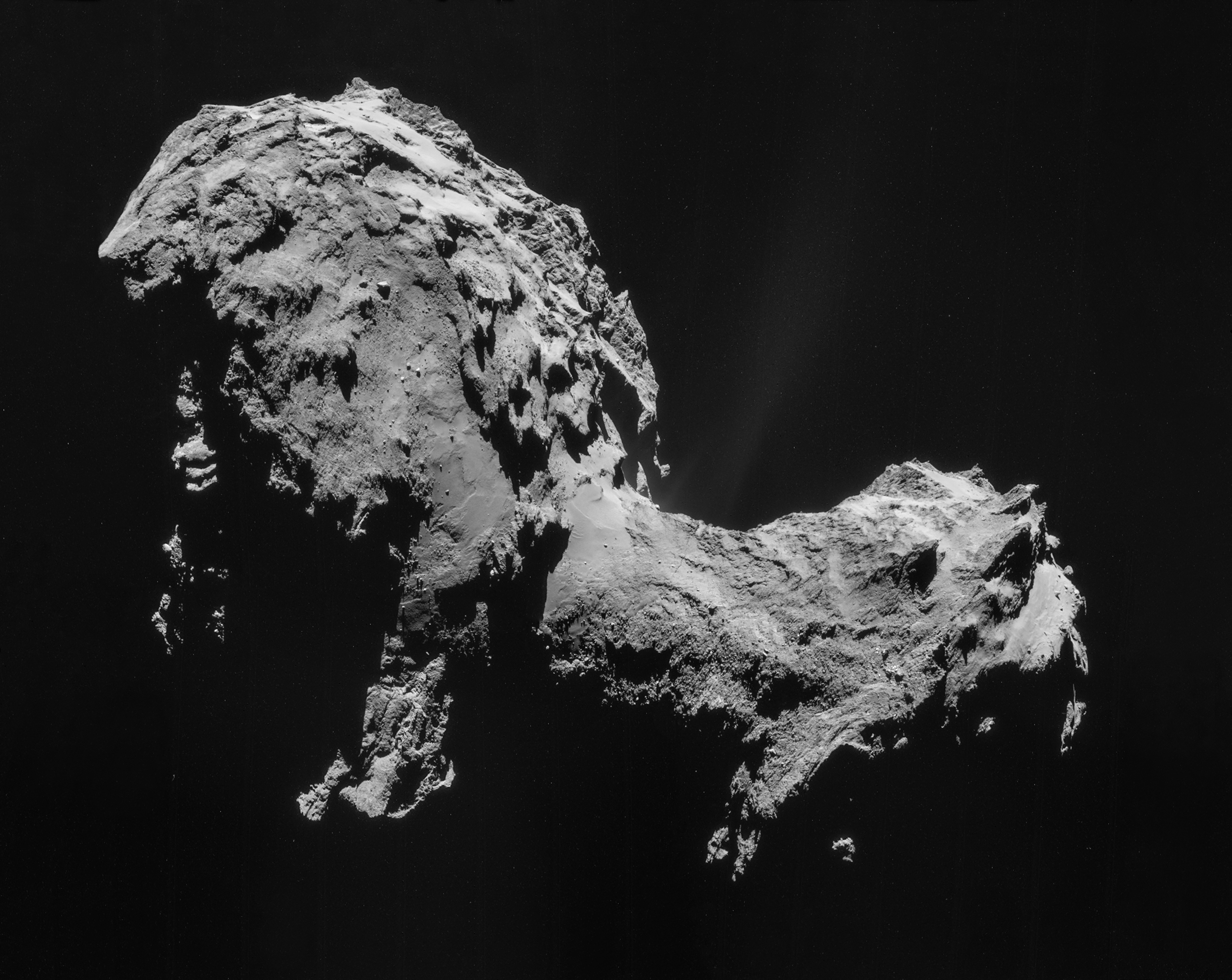
La comète Tchouri prise par Rosetta en 2014.

Les comètes sont différentes des astéroïdes par leur composition de glace d'eau et de poussière. Elles sont formées loin du soleil au-delà de l'orbite de Neptune, et peuvent s'aventurer dans le système solaire interne lorsque leur orbite est déstabilisée. Elles peuvent être alors visibles depuis la Terre. L'exploration des comètes est tout aussi complexe du fait du différentiel de vitesse, car leur trajectoire est soit très lointaine, soit très elliptique. Seule l'Europe a envoyé un atterrisseur, Philae, avec la mission Rosetta, pour toucher une comète nommée Tchouri. L'atterrisseur Philae a pu toucher la surface de la comète en 2014. L'étude des comètes et de leur composition in situ est primordiale pour vérifier l'hypothèse selon laquelle l'eau des océans terrestres et possiblement la vie est d'origine cométaire.

#### Soleil
L'étude du Soleil est réalisée par l'astronomie, mais pour confirmer les modèles théoriques décrivant sa surface, il est nécessaire d'envoyer des sondes s'y approcher de près. Tout comme Mercure, les trajectoires d'approche de la surface du Soleil sont complexes et gourmandes en vitesse. Si gourmandes qu'il n'est pas question de placer une sonde en orbite circulaire basse autour de celui-ci, mais de s'y approcher de manière temporaire au cours du passage au périhélie d'une orbite excentrique. Ce type de trajectoire permet par la même de ne pas exposer trop longtemps les sondes au rayonnement intense.
La sonde Ulysses, créée conjointement par l'Agence spatiale européenne (ESA) et la NASA a pu se placer en orbite polaire autour du Soleil dans les années 1990, lui permettant d'étudier ses pôles et de cartographier le rayonnement en trois dimensions. Parker Solar Probe et Solar Orbiter, respectivement de la NASA et de l'ESA sont des sondes lancées en 2018 et 2020. Les deux sondes sont lancées sur des trajectoires très excentrique pour s'approcher très proche de la surface du Soleil et permettre son étude de près. Parker reste sur une orbite équatoriale mais s'approche plus près que Solar Orbiter. Elle est devenue ainsi l'objet le plus rapide conçu par l'Homme lors de son passage au périhélie le 29 avril 2021, à dix millions de kilomètres de la surface solaire atteignant alors 148 km/s, ainsi que le premier objet humain à pénétrer dans la couronne solaire et à étudier les processus électromagnétique qui y règnent, pour les confronter aux théories, essentiellement pour pouvoir expliquer la température élevée de ces régions. Parker Solar Probe est donc considérée dans la vulgarisation comme le premier objet ayant « touché le Soleil ». L'orbite de Solar Orbiter est plus inclinée, ce qui lui permet d'étudier les régions polaires du Soleil.
De telles sondes ont permis par exemple d'obtenir les images les plus détaillées de la photosphère, qui mettent en évidence les cellules de convection.

#### Au-delà

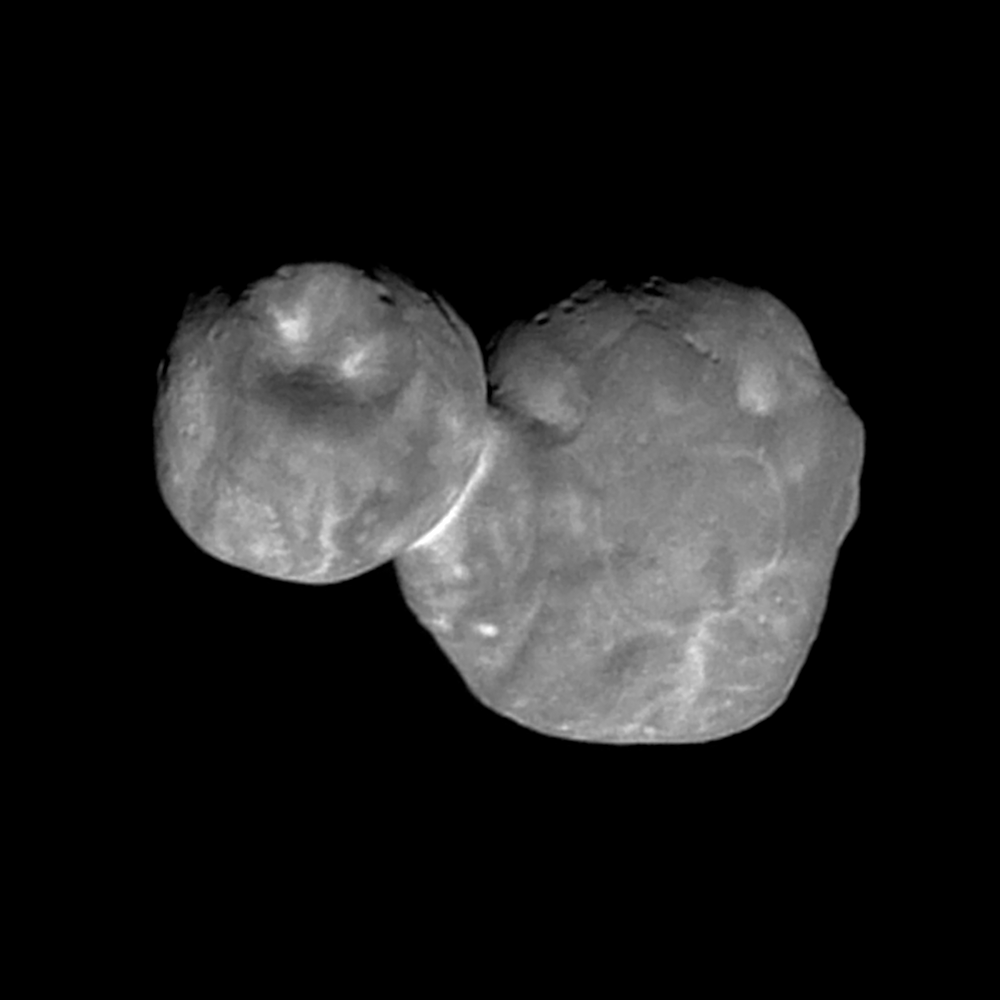
L'astéroïde Arrokoth, vu par New Horizons en 2019, est l'objet le plus lointain à avoir été photographié de près.

Le Système solaire s'étend jusqu'au nuage d'Oort, qui s'étend entre 20 000 et 100 000 unités astronomiques, soit plus de 10 000 milliards de kilomètres. Il est donc impossible pour une sonde de quitter le Système solaire rigoureusement parlant sur l'échelle de temps humaine. Cependant, le Système solaire peut être décrit par la composition de son milieu interplanétaire, différent du milieu interstellaire. Cette limite entre les deux milieux est définie par l'héliopause, la frontière caractérisée par l'équilibre entre le champ magnétique solaire et les vents cosmiques, similaires aux vents solaires mais issus d'autres sources au sein de la Galaxie.
Seules cinq sondes se dirigent vers l'extérieur du Système solaire : Pioneer 10 et 11, Voyager 1 et 2 et New Horizons. Seules les trois dernières sont encore opérationnelles, et seul Voyager 1 a franchi l'héliopause pendant son fonctionnement. Comme elle, New Horizons et Voyager 2 devraient franchir cette frontière approximative dans le futur et permettre d'étudier le milieu interstellaire.
S'il est impossible de sortir du Système solaire avec les moyens actuels, des projets comme Breakthrough Starshot prévoient d'utiliser des voiles solaires pour propulser des sondes de quelques grammes vers Alpha du Centaure en quelques dizaines d'années. En effet, bien que la propulsion fournie par les voiles solaires soit extrêmement faible, elle est théoriquement infinie, et pourrait permettre d'accélérer une légère sonde jusqu'à une fraction de la vitesse de la lumière.
Explorer au-delà du Système solaire reste un sujet d'écriture pour les œuvres de science-fiction. Une telle exploration nécessite une nouvelle physique permettant des propulsions supra-luminiques, ou l'emploi d'un large vaisseau spatial habité permettant la survie d'une population humaine durant des centaines de milliers d'années, concept communément appelé « vaisseau générationnel » et évoqué dans nombre d'œuvres littéraires. En effet, atteindre Alpha du Centaure, pourtant le système stellaire le plus proche de nous, prendrait environ 92 000 ans à la vitesse de la sonde New Horizons.

### Astronomie
L'exploration spatiale ne sert pas qu'a étudier les astres de manière in situ. L'astronautique permet de placer des télescopes en orbite, ce qui offre certains avantages selon le domaine d'observation, autrement dit selon la longueur d'onde étudiée.

#### Lumière visible

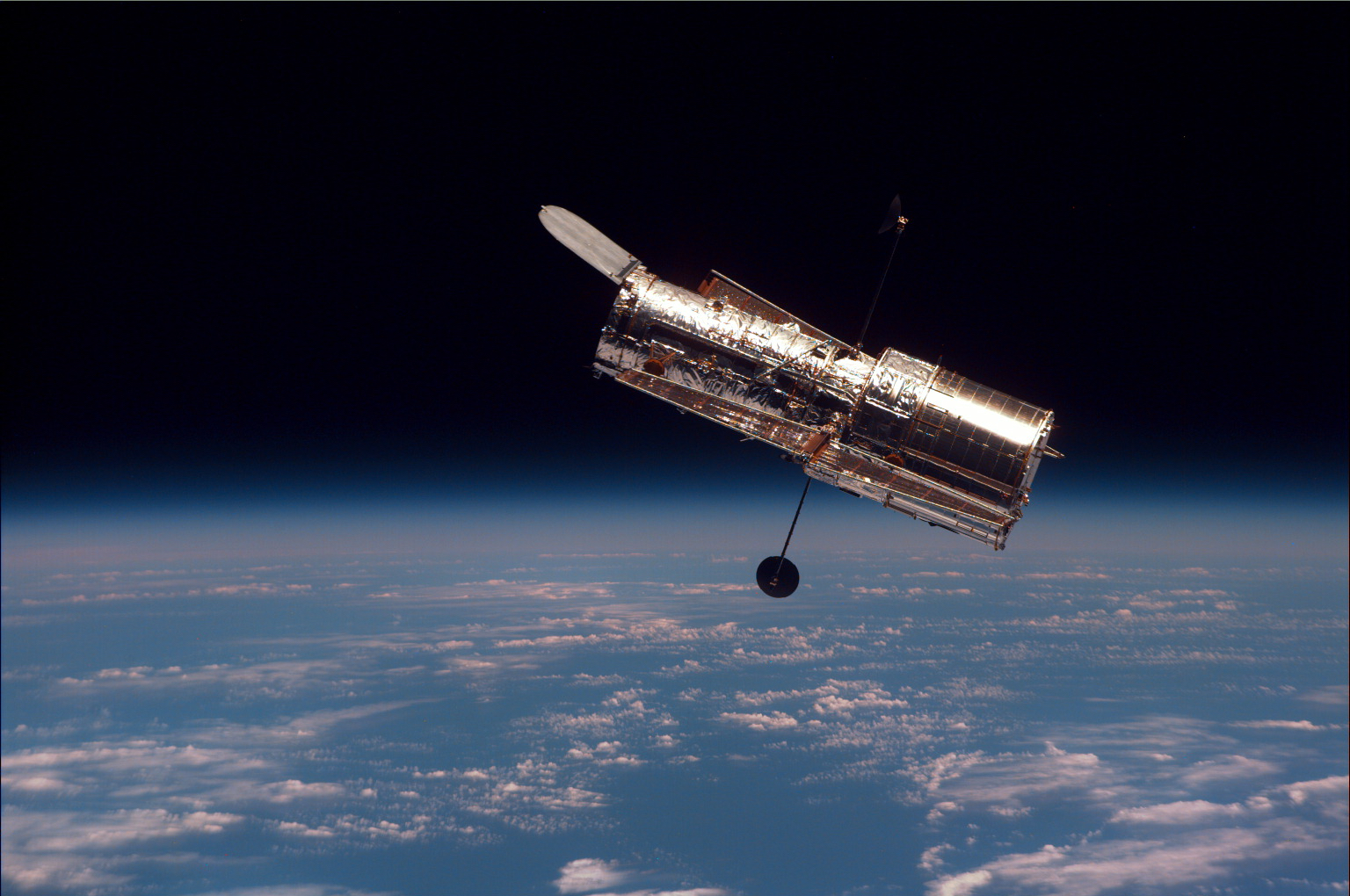
Le télescope Hubble vu depuis la navette Discovery pour la mission STS-82.

Il n'y a pas à priori de nécessité d'envoyer un télescope en lumière visible dans l'espace. L'observation et l'étude des planètes et des autres objets du ciel peut s'effectuer à l'œil nu ou par un télescope dans un observatoire. C'est la raison pour laquelle les télescopes orbitaux à but astronomique capables d'opérer en lumière visible  par rapport aux autres longueurs d'onde d'observation ont été déployés tardivement.
Une première raison à l'envoi d'un télescope spatial en orbite est la capacité d'observer le ciel en permanence, contrairement à un télescope au sol qui doit attendre la nuit.
Une autre raison d'employer de tels télescopes est la perturbation atmosphérique. Avec le développement de la recherche astronomique, les télescopes nécessitent de capter plus de lumière pour observer des astres peu visibles, et donc d'être plus grands. Cependant l'atmosphère et ses turbulences nuisent à la pleine exploitation du pouvoir de résolution d'un large télescope. Deux solutions sont utilisées pour pallier ces effets atmosphériques, telle l'utilisation de l'optique adaptative, ou de s'affranchir simplement de l'atmosphère en plaçant le télescope en orbite.
Bien que n'étant pas le premier télescope spatial optique, le télescope Hubble est le symbole de l'astronomie en orbite. Lancé en 1990, il possède un miroir de deux mètres de diamètre et est capable de prendre des images du ciel afin d'étudier les planètes du Système solaire, les étoiles, les nébuleuses, les galaxies et les objets lointains. C'est le seul télescope qui soit aussi polyvalent.
Les autres télescopes optiques, comme le premier, Hipparcos, lancé en 1989, sont conçus pour l'observation stellaire. L'observation des étoiles permet soit d'étudier leur dynamique et leur composition interne par spectroscopie, soit de détecter et de caractériser les exoplanètes, soit de cataloguer (comme la mission Gaia, qui a permis de lister plus de 1,5 milliard d'étoiles).
D'autres comme Euclid sont conçus pour observer le ciel lointain à des fins de cosmologie.

#### Infrarouge

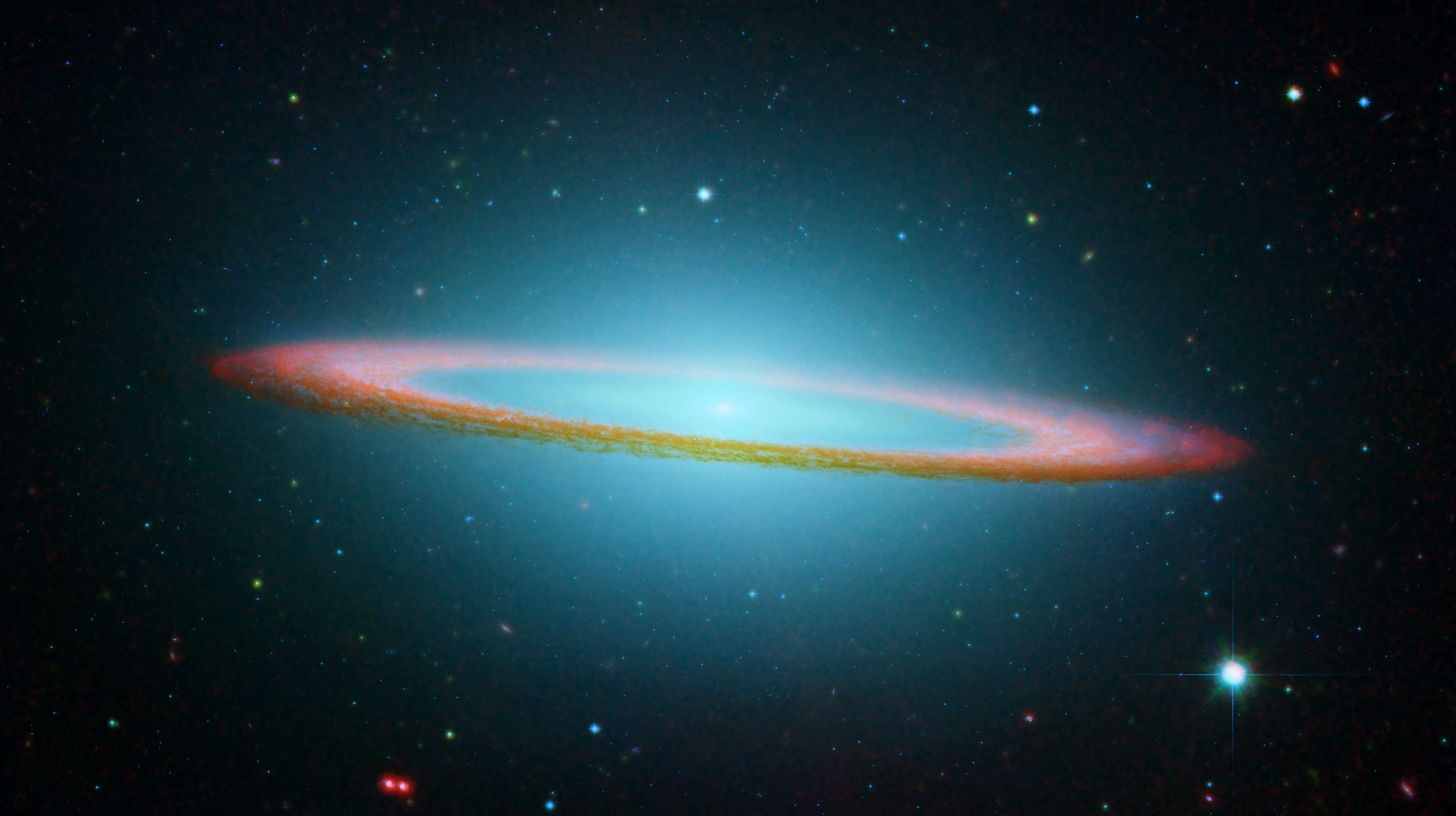
La galaxie du sombrero en infrarouge à partir des données d'Hubble et de Spitzer.

Du fait de l'ionosphère, l'astronomie en lumière infrarouge est impossible depuis le sol, sauf pour quelques fenêtres atmosphériques. Il est donc nécessaire d'employer un télescope spatial. L'astronomie infrarouge permet d'étudier l'univers froid, c'est-à-dire le milieu interstellaire ou des astres comme les exoplanètes ou les naines brunes, ainsi que des détails d'objets comme les galaxies, autrement bloqués par des nuages opaques à la lumière visible.
Jusqu'au lancement de l'astronomie infrarouge, ces corps froids, donc presque invisibles depuis le sol terrestre, étaient une hypothèse pour expliquer le problème de la matière noire, hypothèse infirmée depuis.
Aujourd'hui, l'astronomie infrarouge permet d'analyser la composition des galaxies et du milieu interstellaire, c'est-à-dire les poussières et les nuages moléculaires. L'étude du milieu interstellaire permet de comprendre la formation des étoiles et des planètes, ainsi que la dynamique générale des galaxies.

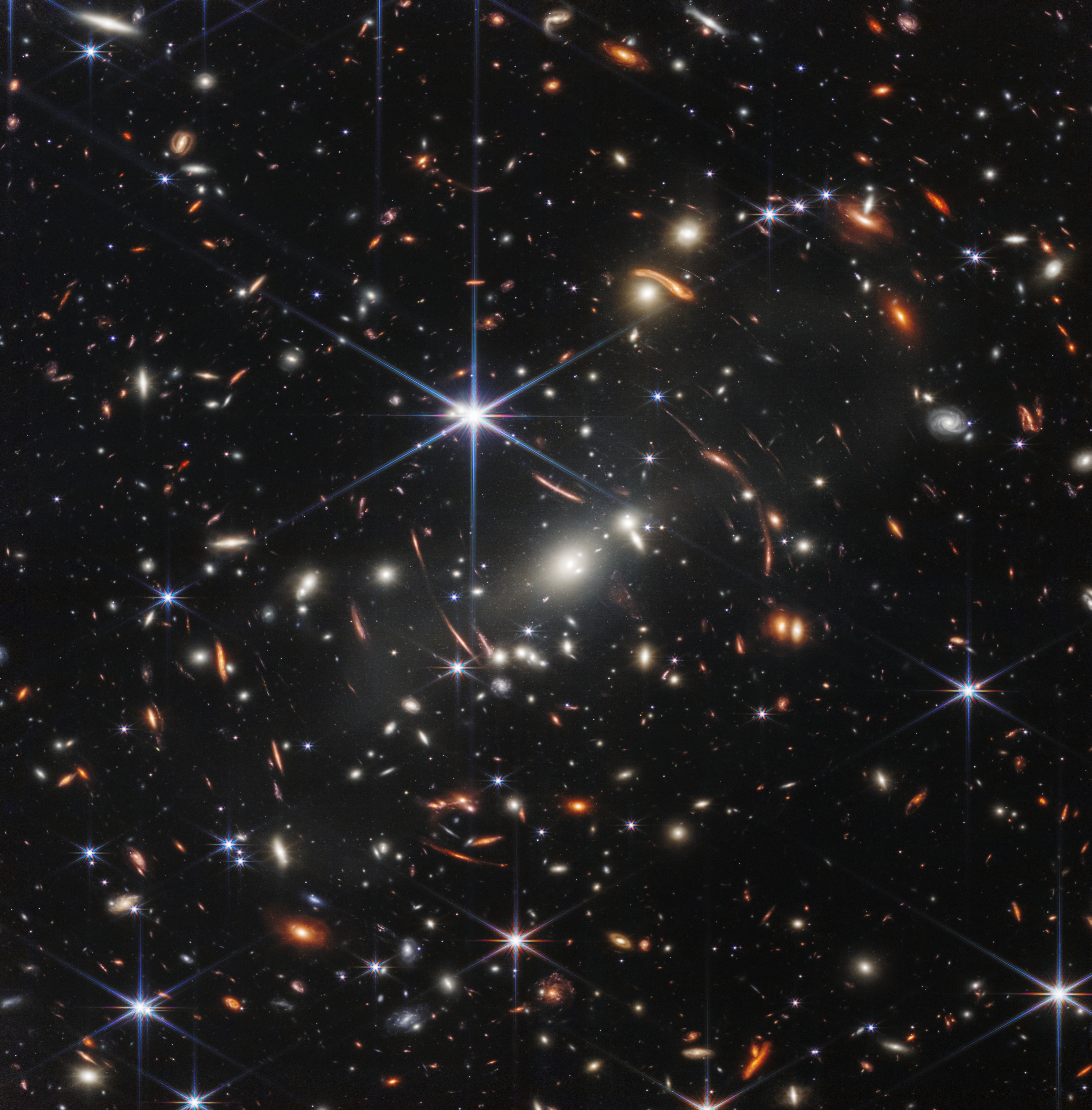
Le premier champ profond de Webb, capturé en juin 2022, montre l'amas de galaxie SMACS 0723 situé à 4,6 milliards d'années-lumière, ainsi qu'en arrière plan certaines des plus lointaines galaxies observées formées quelques millions d'années après le Big Bang.

Elle permet également d'observer le ciel lointain à des fins de cosmologie, car du fait de l'expansion de l'Univers, les ondes lumineuses voient leur longueur d'onde augmenter. Ce décalage vers le rouge fait que les astres lointains ont tendance à rayonner dans l'infrarouge. Ceci permet alors de mieux comprendre la formation des galaxies et des amas de galaxies lorsque l'Univers était encore jeune.
C'est dans ce domaine de longueur d'onde qu'ont observé Spitzer, Herschel, ainsi que le télescope spatial James Webb, le plus grand télescope spatial au moment de son lancement. Ce dernier a permis d'observer plusieurs galaxies en formation, au fin fond de l'Univers observable, les plus jeunes jamais encore observées,, et d'en observer la composition par spectroscopie.

#### Rayons X
Tout comme l'astronomie en infrarouge, l'astronomie en rayons X nécessite l'emploi de télescopes spatiaux, du fait de l'atmosphère terrestre. L'astronomie en rayons X permet d'étudier les objets et évènements énergétiques, comme le Soleil, mais aussi les étoiles à neutron, et les disques d'accrétion des trous noirs. L'étude des planètes et de leurs atmosphères est également possible, car elles reflètent le rayonnement X du Soleil.
Le premier télescope capable d'observer le ciel dans ces longueurs d'onde est Uhuru lancé par la NASA en 1970.
L'astronomie en rayons X, comme l'astronomie en rayons gamma, par sa capacité à percevoir des évènements astronomiques très énergétiques, occupe une grande place dans l'astronomie multimessager, qui consiste à mettre en corrélation l'observation du ciel dans plusieurs longueurs d'onde ainsi qu'avec des observations de neutrinos ou d'ondes gravitationnelles, notamment pour l'étude des objets compacts.
Chandra et XMM-Newton peuvent être cités comme les plus célèbres observatoires en rayons X aujourd'hui.

#### Rayons gamma
Le rayonnement gamma est le domaine du spectre électromagnétique le plus énergétique. De la même manière que le rayonnement X et infrarouge, le rayonnement gamma d'origine astronomique est absorbé par l'atmosphère. L'étude du ciel énergétique peut néanmoins se faire au sol grâce à des télescopes à effet cherenkov, car les rayons cosmiques et les rayons gamma provoquent des gerbes de particules une fois entrés dans l'atmosphère.
La détection de rayonnement aussi énergétique permet d'étudier des évènements tout aussi énergétiques, comme les supernovae, et des objets compacts comme les pulsars et les trous noirs. L'astronomie gamma permet aussi de détecter les signes de réaction nucléaires et d'interaction entre particules, comme l'annihilation électron-positron qui émet un rayonnement gamma à 511 keV. Ceci permet de mieux connaitre la formation et la répartition de l'antimatière dans l'univers, ainsi que de mieux cartographier la source des éléments lourds créés par nucléosynthèse.

#### Ondes millimétriques

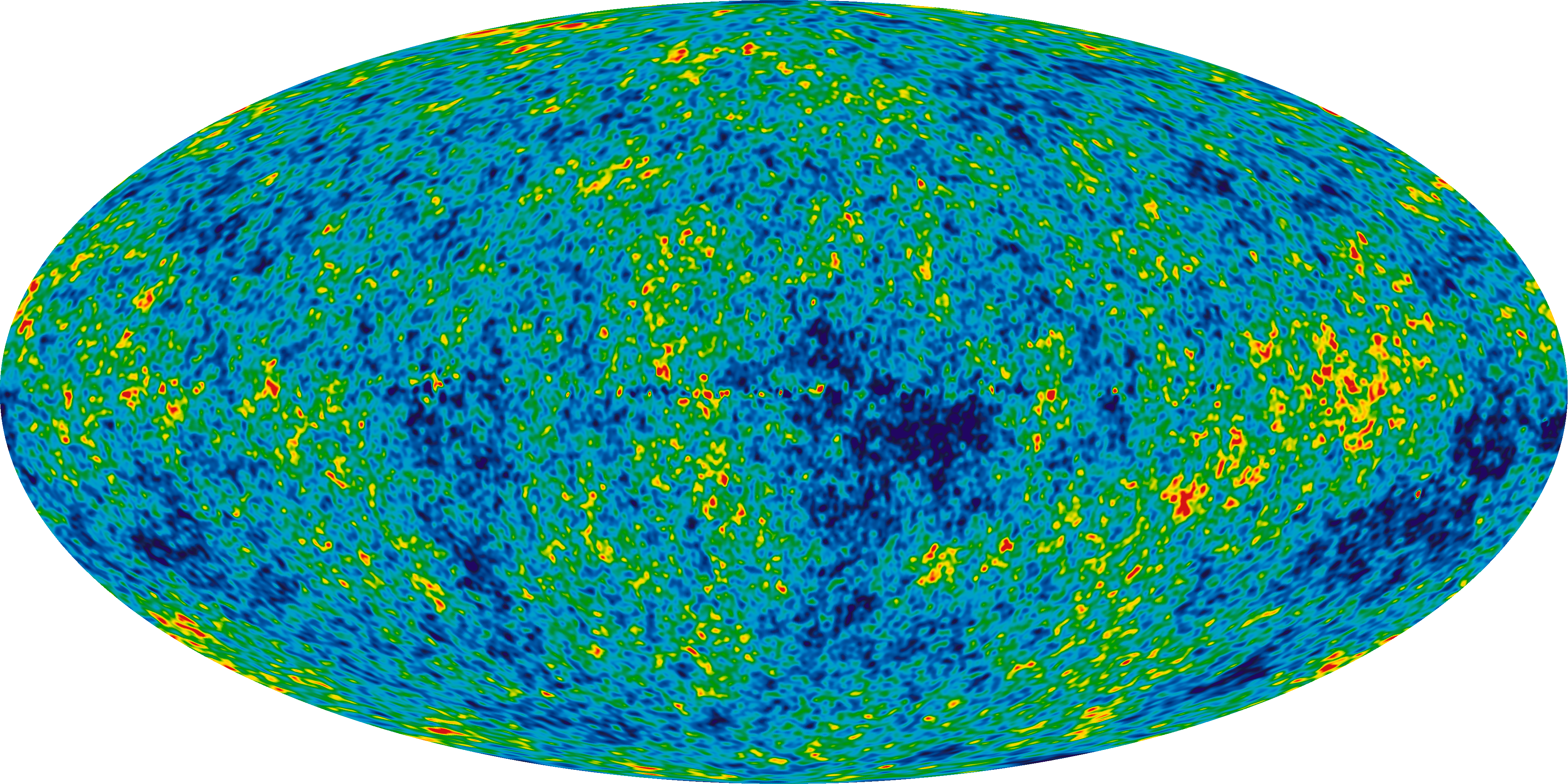
Le fond diffus cosmologique mesuré par le satellite WMAP.

Il n'y a aucune contrainte au sol pour observer le ciel en ondes millimétriques, micro-ondes et sub-millimétriques, car comme pour la lumière visible, l'atmosphère est transparente dans ces longueurs d'onde. Un télescope spatial opérant en ondes millimétriques possède alors le seul avantage de pouvoir observer une région du ciel 24 h/24, n'étant pas gêné par l'orientation de la Terre. Ce domaine de longueurs d'onde permet d'étudier les régions les plus froides de l'univers, minorées par le fond diffus cosmologique (CMB).
Cet avantage permet de réaliser des cartes du ciel complètes, notamment des cartes complètes du rayonnement fossile. Dans cette optique, trois télescopes ont été lancés successivement : COBE, WMAP et Planck. Ces cartes du fond diffus cosmologique (CMB) ont permis de rendre compte de son homogénéité quasiment parfaite. Les futurs observatoires spatiaux opérant en ondes millimétriques permettront d'accroitre la connaissance du fonds diffus cosmologique, pour étudier l'énergie sombre et pour valider ou invalider des hypothèses comme l'inflation cosmique.
La mission Odin fait exception étant la seule mission d'astronomie en onde millimétrique dont l'objectif n'est pas l'étude du CMB. Ce satellite a pour objectif d'étudier la chimie du milieu interstellaire ainsi que de réaliser des analyses de l'atmosphère terrestre.

#### Radioastronomie
Les ondes radio et tout rayonnement dont la longueur d'onde est supérieure au millimètre et inférieure à la dizaine de mètres peuvent traverser parfaitement l'atmosphère. Tous les satellites possèdent des antennes radios dans le but de communiquer, certains ont des radars, mais seules deux missions à but radioastronomique ont été lancées dans l'espace, RadioAstron par la Russie et HALCA par le Japon, dans le seul objectif de réaliser de l'interférométrie à très longue base, pour simuler un radiotélescope de très grand diamètre.

#### Autres messagers astronomiques
La lumière et plus généralement le rayonnement électromagnétique n'est qu'un messager astronomique parmi d'autres. Autrement dit, l'astronomie désigne la détection d'une onde ou d'une particule, qui traduit une information. Par exemple, lorsque l'on entend un son, c'est l'onde sonore qui est messager de l'information sonore.
Les messagers astronomiques autres que les photons sont les rayons cosmiques et autres particules chargées électriquement, les neutrinos et les ondes gravitationnelles.
Les particules chargées électriquement, comme les rayons cosmiques, sont étudiées au sol par des télescopes à effet Cherenkov. Leur détection par des instruments spatiaux est en général effectuée en parallèle de l'observation en rayons X, comme par le satellite HEAO-3. L'étude en orbite des particules chargées est aussi nécessaire, non plus dans un but astronomique, mais pour cartographier les ceintures de radiation, ou dans la même idée pour évaluer le taux de radiation à bord des stations spatiales.
Les ondes gravitationnelles et les neutrinos nécessitent de larges installations au sol pour permettre de détecter ces messagers de manière significative. Seule l'Agence spatiale européenne prévoit d'envoyer un système spatial pour détecter les ondes gravitationnelles nommé LISA, qui comme les détecteurs terrestres utiliserait l'interférométrie à l'aide de lasers.

### Stations spatiales

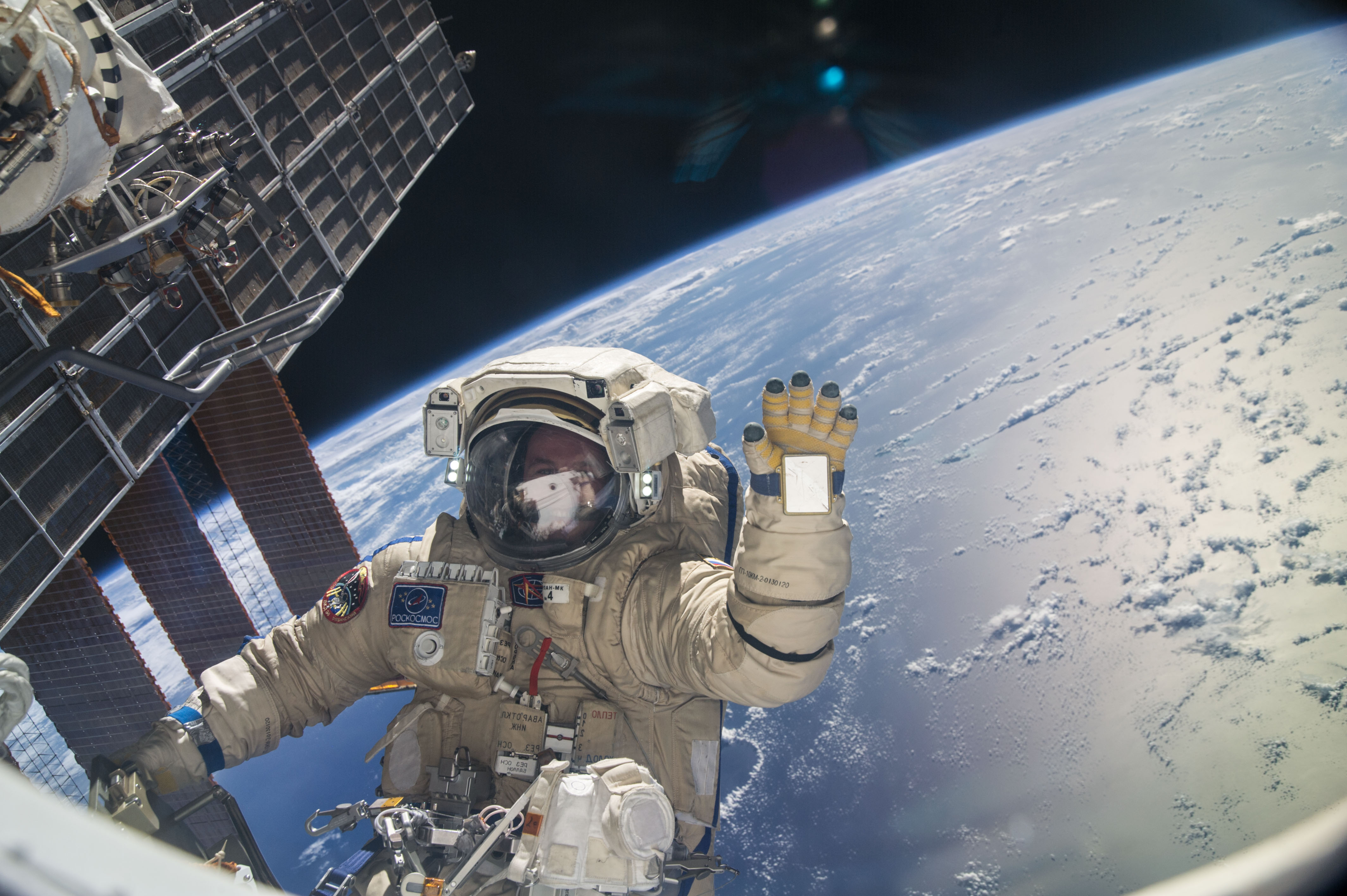
Sergey Ryazansky pendant une sortie extra-véhiculaire hors de l'ISS en 2013.

Pour pousser l'exploration spatiale plus loin, la présence humaine est requise[réf. nécessaire]. Elle implique l'envoi de vaisseaux plus massifs et, comme le voyage doit être aller-retour, la possibilité d'un retour d'échantillons. Seule la Lune a été explorée par des astronautes, grâce aux missions Apollo, ce qui a permis le retour de 400 kg d'échantillon lunaire, bien plus que ne peuvent ramener les sondes robotiques. Apollo a permis par la même occasion de déployer de nombreux instruments de mesure sur le sol lunaire.
Idéalement une telle exploration humaine doit être envisagée pour explorer Mars et éventuellement les autres planètes dans un futur lointain. Cependant, les missions interplanétaires habitées sont impossibles en 2023 du fait de la durée du trajet, de ses impacts psychologiques et médicaux supposés et de l'exposition des astronautes aux radiations du vent solaire. Il est alors nécessaire de compléter la connaissance scientifique sur ces aspects du vol habité de longue durée avant d'envisager une mission interplanétaire. Pour cela, les puissances spatiales ont développé les programmes de stations spatiales après la fin des programmes lunaires habités.
Les missions Apollo ne duraient que quelques jours et permettaient déjà d'augmenter la connaissance sur les effets de la durée sur le vol spatial habité, mais cette durée a été fortement accrue dès les premières stations spatiales telles Saliout 1, qui a accueilli un équipage pendant 23 jours, et Skylab, qui a accueilli un équipage pendant 84 jours.
Le record de durée d'un vol spatial est attribué en 2023 à Valeri Poliakov qui est resté 14 mois d'affilée dans la station Mir. De nos jours les astronautes dans l'ISS y demeurent en moyenne 6 mois. Depuis le 2 novembre 2000, la présence d'astronautes à bord de l'ISS est permanente.
Toutes les stations spatiales se situent cependant sous les ceintures de radiations, ce qui protège les astronautes des radiations trop intenses. Le problème de l'irradiation lors d'un voyage interplanétaire n'est donc pas résolu. Lors des missions Apollo, les astronautes n'étaient exposés que quelques jours à ces radiations, ce qui est insuffisant pour comprendre leur impact à long terme. Pour cela les futures stations spatiales devront être placées au-delà des ceintures de radiations, comme la station Lunar Gateway, qui sera lancée au cours de la décennie 2020 autour de la Lune.
Pour rentabiliser le temps passé à bord des stations, les astronautes conduisent des expériences scientifiques, premièrement à visée médicale pour étudier le comportement de leur propre corps humain en microgravité sur la longue durée. La microgravité permet de réaliser par la même de nombreuses expériences dans des domaines scientifiques variés, expériences irréalisables sur Terre, à moins de recréer temporairement l'impesanteur comme lors de vols paraboliques.

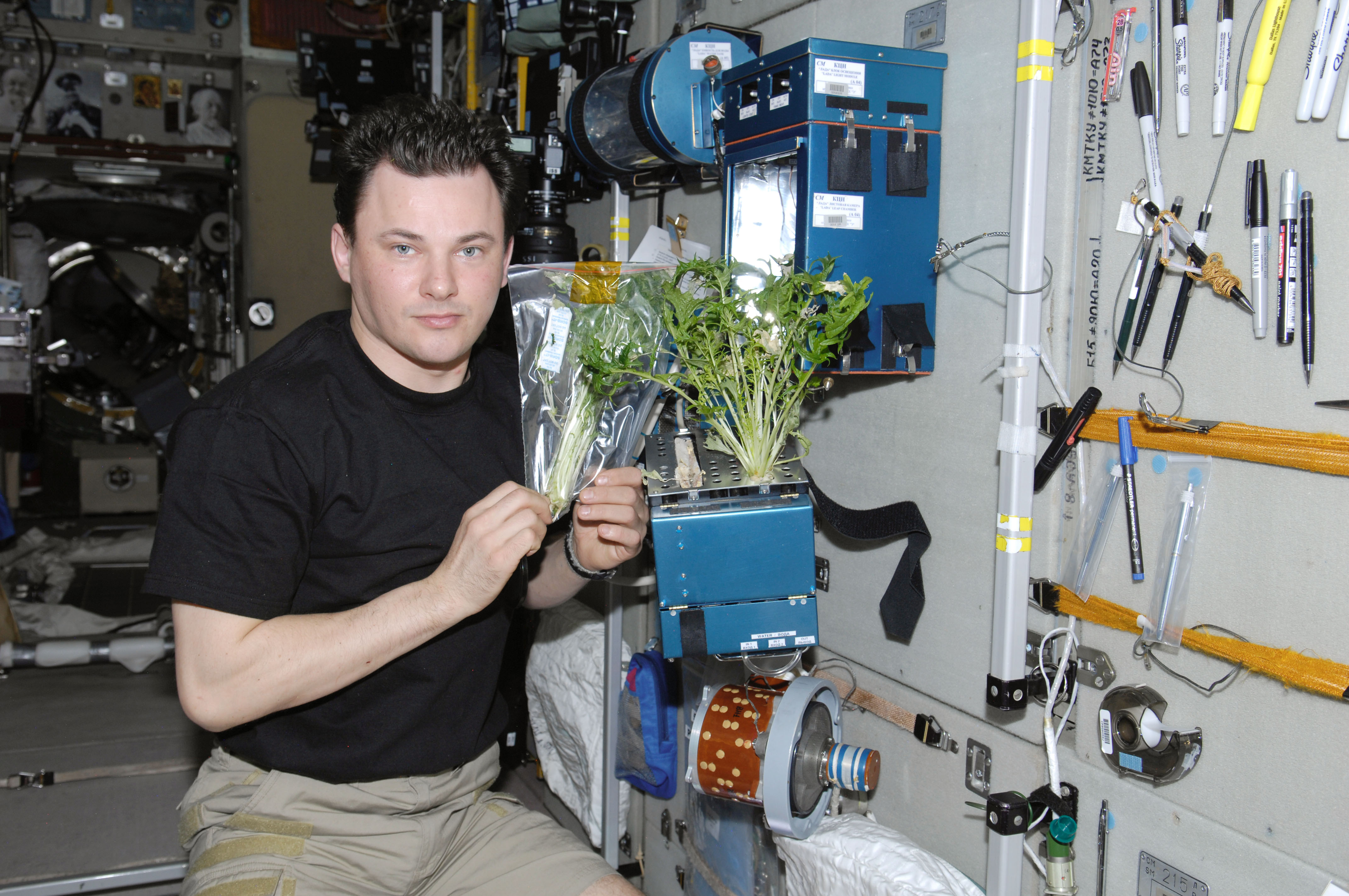
Le cosmonaute Roman Romanenko pose avec une plante pour une expérience de biologie sur l'ISS en 2009.

Ces expériences touchent les domaines comme la médecine donc, mais aussi la psychologie, la biologie, l'ingénierie, la robotique et l'informatique. Elles sont élaborées par des scientifiques sur Terre et leur réalisation est alors confiée à des astronautes, préalablement formés à cette fin. Elles peuvent aussi être imaginées par des étudiants et ainsi avoir une visée éducative. En effet les retombées médiatiques de l'exploration spatiale humaine en font un vecteur précieux de connaissances, donnant des opportunités de vulgarisation pour les jeunes et le grand public et d'un autre côté en donnant de la visibilité à la recherche scientifique professionnelle.
Thomas Pesquet par exemple a effectué une dizaine d'expériences lors de sa mission Alpha lancée en mars 2021. Ces expériences permettent de tester entre autres l'impact sur le sommeil du confinement en microgravité, de tester un nouveau matériau réutilisable pour le transport de matériel dans l'espace mais qui peut avoir des retombées dans l'industrie, de tester de nouvelles technologies de télémanipulation prometteuses pour l'industrie ou la chirurgie, ou encore d'étudier le blob dans un but éducatif.
Dans le futur, les stations spatiales sont également envisagées par des entreprises privées pour un objectif touristique, sous la forme d'hôtels spatiaux.

### Usage commercial
Le système économique implique la présence de nombreux acteurs du spatial, publics comme privés. Les acteurs privés exercent premièrement dans une dynamique de sous-traitance, sous la direction des agences nationales. Les entreprises conçoivent les structures, les systèmes de propulsion et les autres sous-ensembles des engins spatiaux, pour qu'ils soient ensuite lancés puis opérés par l'agence nationale elle-même.

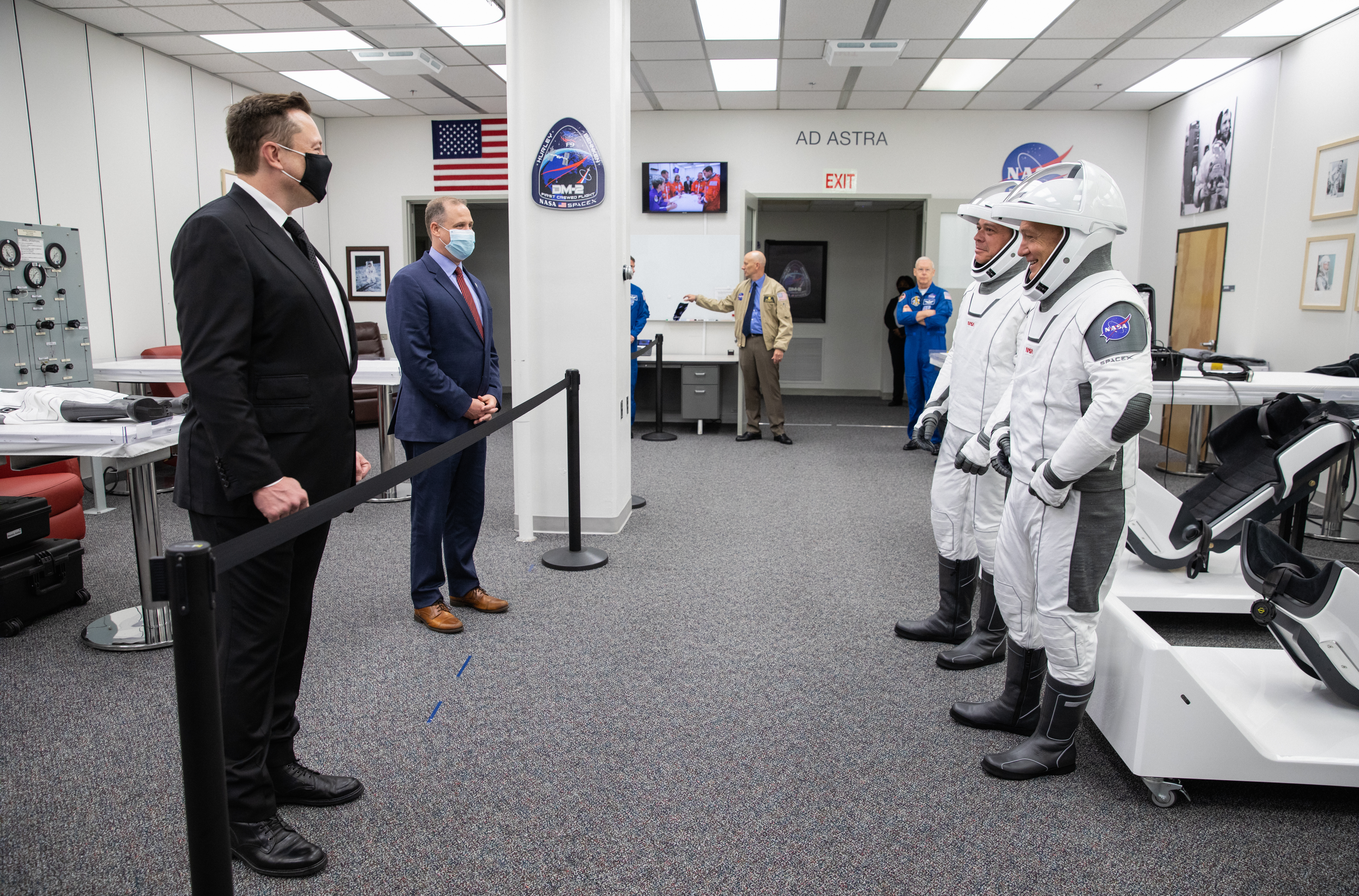
Elon Musk, dirigeant de la société SpaceX, et Jim Bridenstine, alors administrateur de la NASA, saluent les deux astronautes de DM-2, la première mission habitée de la capsule Crew Dragon.

Ce système économique, utilisé dès le début de l'exploration spatiale aux États-Unis, a évolué en laissant de plus en plus de responsabilités aux entreprises, notamment en sous-traitant les opérations de lancement et le pilotage des satellites. Les agences spatiales nationales ne sont alors plus que des clients de ces entreprises qui proposent des services de lancement. L'usage commercial de l'espace se traduit alors essentiellement par l'envoi de satellites de télécommunication, pour des compagnies de télévision par exemple.
D'autre part, après la fin du programme des navettes spatiales, la NASA lance le Commercial Crew Program, déléguant l'opération des lancements habités a des entreprises privées. Le contrat a été remporté par Boeing et SpaceX. Plus généralement, on parle d'exploration commerciale de l'espace, désignant les missions spatiales qui ne sont pas à but commercial, mais opérées comme telles. C'est le cas par exemple des Commercial Lunar Payload Services, projet permettant aux entreprises du secteur spatial d'assurer des missions d'exploration scientifique vers la Lune, pour le compte de la NASA.
La privatisation des opérations de lancement ouvre de cette façon la voie à plus de tourisme spatial, qu'il soit orbital ou suborbital. Le premier touriste de l'espace est Dennis Tito, un millionnaire américain, qui a séjourné à bord de l'ISS après un lancement sur la mission Soyouz TM-32 le 28 avril 2001. Jusqu'alors, les touristes devaient payer leur place grâce à la société Space Adventures, qui s'occupait d'effectuer la médiation entre le client et les agences spatiales qui assuraient les lancements.
SpaceX a envoyé en septembre 2021 la première mission orbitale entièrement touristique, là où jusqu'alors, les touristes étaient toujours accompagnés d'astronautes professionnels. En parallèle, d'autres entreprises ont développé des systèmes de lancement suborbitaux, pour proposer aux clients de voyager dans l'espace ou dans la stratosphère pour quelques minutes, et ainsi proposer à leurs client de profiter de la vue, de l'effet de surplomb, ou de la sensation d'impesanteur. C'est le cas de Blue Origin, qui utilise la fusée monoétage New Shepard, et de Virgin Galactic, qui utilise un avion spatial aéroporté propulsé par un moteur-fusée, après largage depuis un avion porteur en haute altitude.
Au XXIe siècle, la notion d'astronaute se diversifie et inclut également les astronautes commerciaux. Ces personnes, contrairement aux touristes qui payent leur place, ont pour métier d'assurer l'opération et le pilotage de véhicules spatiaux pour le compte d'entreprises privées. Peggy Whitson et Michael López-Alegría, anciens astronautes de la NASA, sont ainsi engagés par l'entreprise Axiom Space. Ils ont tous deux volé pour les missions spatiales privées Ax-1 et Ax-2 de SpaceX, dont les passagers étaient des touristes et des astronautes professionnels travaillant pour le compte d'agences nationales.

### Usage militaire

#### Contexte et historique

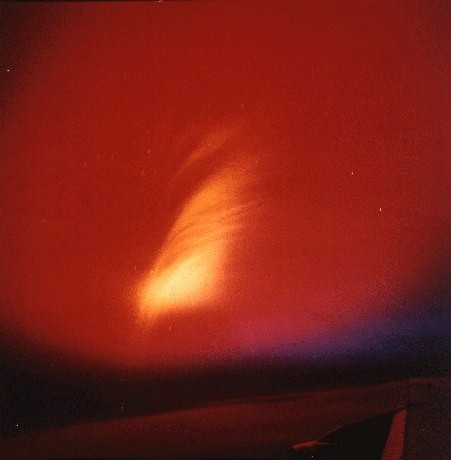
Fluorescence de l'air quelques minutes après l'explosion de Starfish Prime

L'exploration spatiale a été motivée au début par des objectifs militaires, par la recherche et le développement des missiles balistiques. L'objectif des fusées était de placer des charges nucléaires en orbite pour frapper n'importe où sur la planète en cas de guerre chaude.
Si la course à l'espace et à la Lune étaient motivées par des raisons médiatiques, l'objectif militaire s'est développé en parallèle. Les États-Unis ont par exemple réalisé dès 1962 un essai nucléaire dans l'espace, nommé Starfish Prime. Si les ICBM existent toujours, le traité de l'espace de 1966 interdit la mise en orbite d'armes de destruction massive. Ce traité n'exclut pas la possibilité de placer des armes conventionnelles en orbite, bien que l'intérêt de celles-ci dans l'espace soit limité. Jusque dans les années 1980, les satellites IS soviétiques pouvaient de cette manière détruire les satellites ennemis en effectuant un rendez-vous orbital avec la cible avant d'exploser.

#### Activités
Depuis les années 1960 et jusqu'à aujourd'hui, la militarisation de l'espace se concentre sur des objectifs bien plus utile aux armées, comme les télécommunications, la reconnaissance et l'espionnage. On peut citer les satellites américains Corona lancés dès 1959 qui pouvaient capter des images du sol, avant de renvoyer les pellicules au sol dans des capsules spéciales, car la technologie ne permettait alors pas de transmission d'images spatiales à distance avec une qualité convenable. En France, on peut citer les satellites Helios, qui opèrent dans un objectif de reconnaissance.

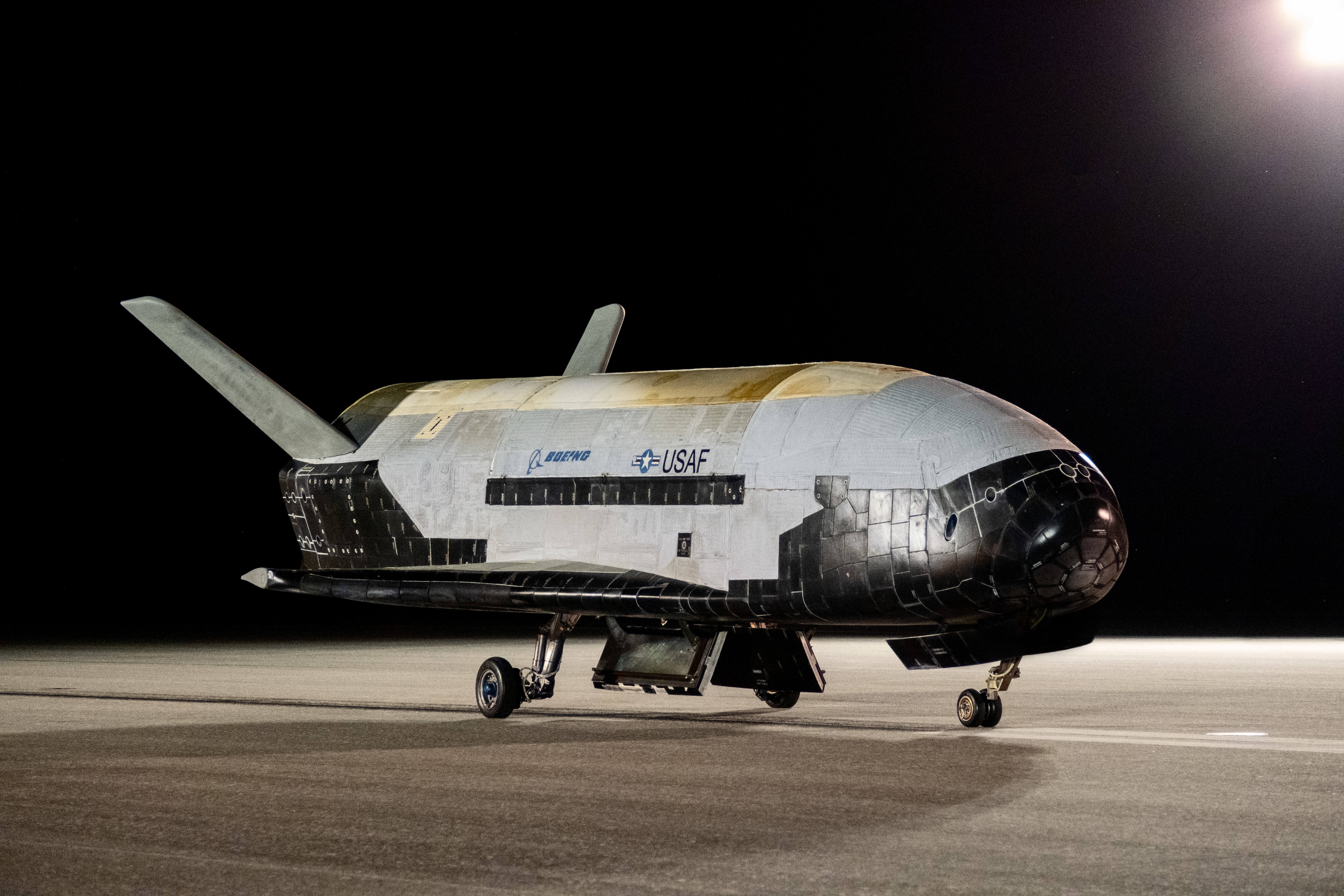
La navette militaire (inhabitée) X-37B après sa sixième mission en orbite en 2022.

Les satellites militaires permettent également les télécommunications et le géopositionnement des armées, avec une précision et des sécurités supplémentaires par rapport aux mêmes applications civiles.
D'autres satellites ont des missions plus spécifiques, comme les satellites américains SBIRS, dont l'objectif est de détecter les missiles balistiques à l'aide d'instruments infrarouges.
Le spatial militaire opère aussi des missions qui ont pour but de tester des technologies, de l'instrumentation et des matériaux à visée militaire, comme le X-37B, l'avion spatial autonome de l'US Space Force, bien qu'aucune information officielle ne soit dévoilée sur les missions de cette navette.

#### Corps d'armées
Le développement spatial s'effectuait initialement par le biais de l'armée, tous corps confondus, comme aux États-Unis où les armées de l'air, de terre et la marine développaient leurs propres systèmes de missiles. Puis le développement civil spatial s'est séparé du développement militaire par la création d'agences nationales comme la NASA.
Le développement militaire est alors assuré en général par les armées de l'air des puissances spatiales, attribution motivée par l'aspect aérospatial reliant les technologies spatiales et les technologies aéronautiques.
Les grandes puissances militaires et spatiales ont cependant décidé de créer des forces spatiales spécifiques pour s'occuper d'opérer les satellites et les diverses missions spatiales, mission auparavant assurée par les forces aériennes seules, à l'image de l'US Space Force créée en 2019, ou de l'Armée de l'Air française, devenue l'Armée de l'air et de l'espace en 2020.

## Infrastructures au sol
L'exploration spatiale ne serait rien sans toutes les infrastructures et industries au sol. Cela se manifeste par les usines, les centres de recherche, les centres de test où l'on conçoit les charges utiles, mais aussi évidemment les centres de lancement qui sont la seule porte d'accès à l'espace et puis les stations de communication pour faire vivre les engins spatiaux.

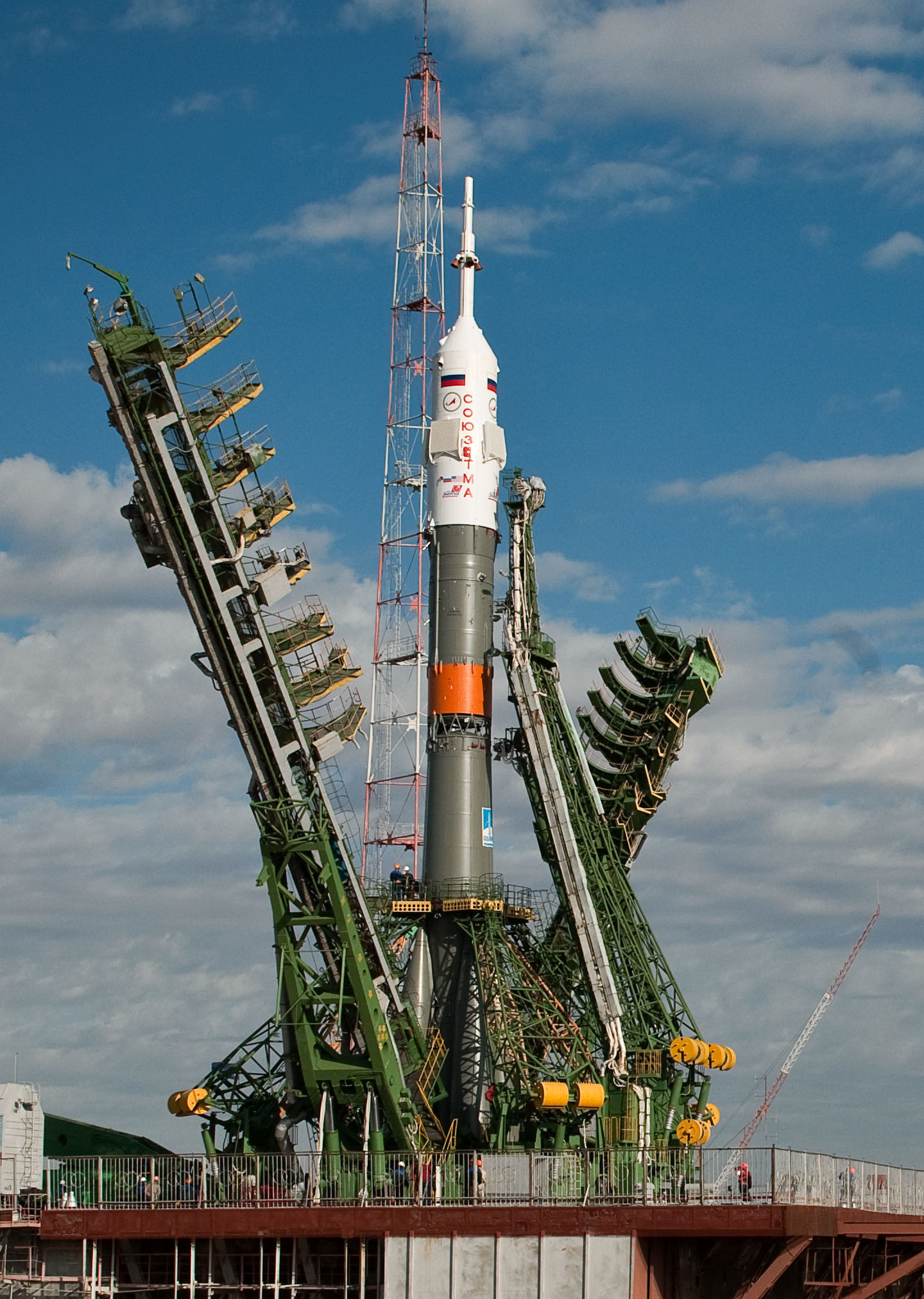
La fusée Soyouz de la mission TMA-01M sur son pas de tir en 2010.

### Centres de lancement orbital
La plupart des bases de lancement de fusées sont initialement des bases de test de missiles balistiques, à l'image du cosmodrome de Baïkonour. Elles comportent les infrastructures nécessaires pour assembler les fusées, et pour les acheminer jusqu'à la plateforme de lancement. Cette dernière doit pouvoir maintenir la fusée, permettre le remplissage de ses réservoirs dans le cas de carburants non-stockables comme l'oxygène liquide, et enclencher l'allumage des moteurs. Elle doit permettre aussi l'évacuation des gaz d'échappement et la protection du lanceur des ondes de choc. Pour protéger le lanceur, certaines plateformes de lancement utilisent un déluge qui déverse rapidement d'énormes quantités d'eau pour absorber les ondes de choc, ainsi que des carneaux.
Pour les lancements orbitaux, la base de lancement est généralement située sur une côte océanique pour éviter tout danger de retombée de la fusée en cas de dysfonctionnement. Les exceptions se trouvent à Baïkonour situé au milieu du désert kazakh et à certaines bases de lancement en Chine, où des débris retombent régulièrement sur les habitations (ce qui n'est pas le cas de la base de Wenchang située sur la côte).
Seuls certains centres de lancement sont plus connus que d'autres et notamment les principaux centres de lancement des grandes puissances spatiales :
- les États-Unis en comptent de nombreux répartis en trois gros centres : Cap Canaveral en Floride, Vandenberg Space Force Base en Californie, et Wallops en Virginie. Ils disposent également du Pacific Spaceport Complex situé sur l'île Kodiak en Alaska, une base de lancement surtout utilisée pour le vol suborbital. En parallèle, le lanceur orbital aéroporté Pegasus XL décolle d'un avion porteur depuis divers aéroports ;
- la Russie en compte trois principaux actifs : Baïkonour au Kazakhstan, Plessetsk au Nord-Ouest de la Russie, et Vostotchny à l'extrême Est, proche de la frontière chinoise. Elle en compte de nombreux autres, la plupart n'étant plus actifs, qui sont surtout des bases militaires ;
- la France et l'Europe en compte un seul à Kourou en Guyane française ;
- la Chine en compte quatre : Jiuquan, Taiyuan, Xichang situés dans les terres, et Wenchang situé sur la côte ;
- le Japon en compte deux : Tanegashima et Uchinoura.

### Centres de lancement suborbital
Pour lancer une fusée sur une trajectoire suborbitale, le centre de lancement est similaire à un centre de lancement orbital, cependant les fusées en jeu sont beaucoup plus petites et sont souvent monoétages. De plus, les enjeux de sécurités sont bien moindres. Tout cela explique que les bases de lancement suborbital soient beaucoup plus petites, leurs infrastructures étant réduites.
Comme aucun engin ne part en orbite, la zone d'activité est elle aussi très réduite, il n'y a donc pas besoin de bâtir le centre de lancement proche d'une grande étendue inhabitée comme l'océan. L'accessibilité des fusées monoétage d'un point de vue industriel et financier en fait des engins d'étude privilégiés, soit pour le développement de technologies astronautiques servant à concevoir de plus gros lanceurs, soit pour l'étude scientifique de l'atmosphère. Ainsi les bases de lancement suborbital sont très nombreuses à travers le monde et peuvent se situer relativement partout.

### Centres de contrôle

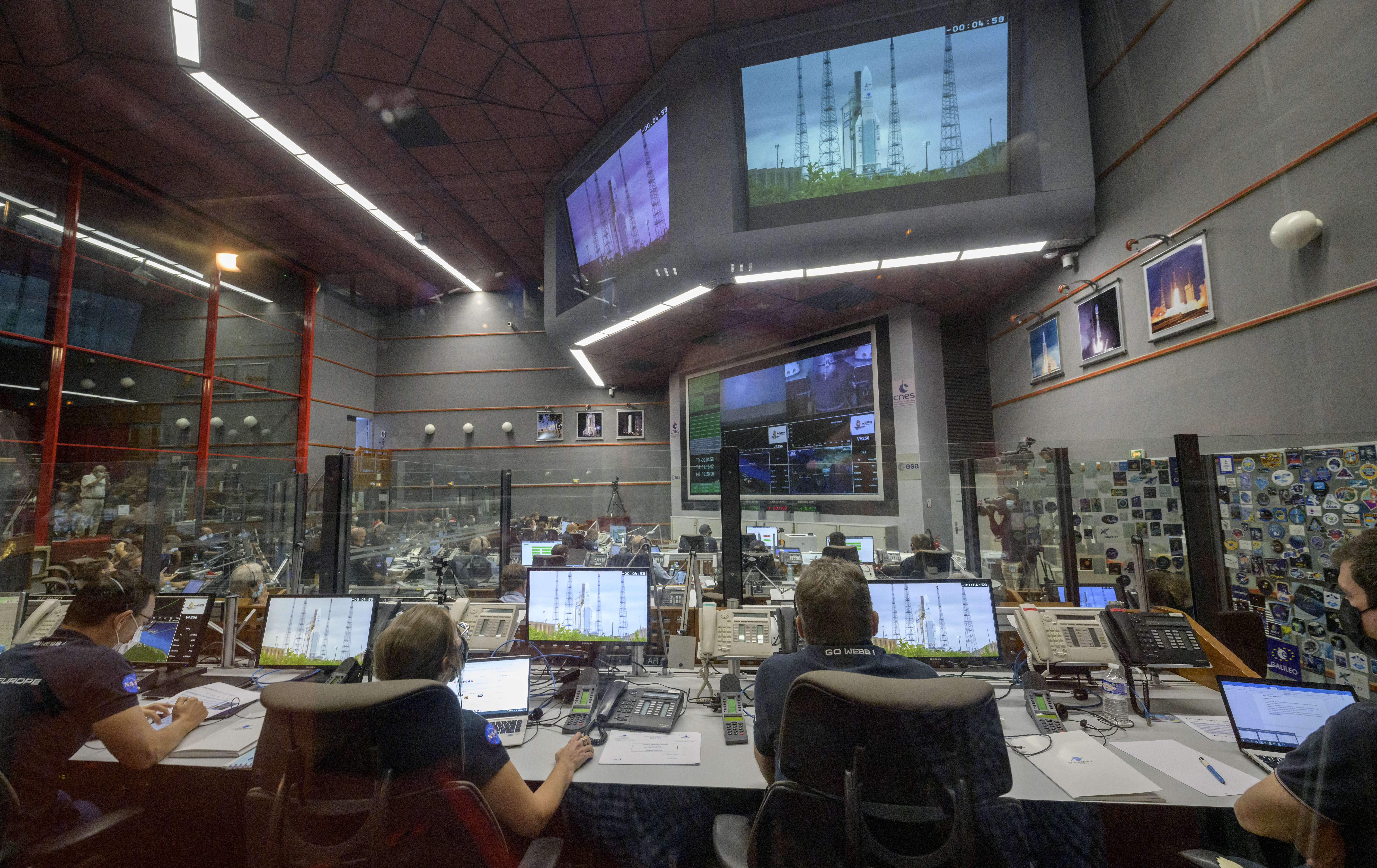
Les opérateurs du centre de contrôle Jupiter 2 au centre spatial guyanais lors du lancement du télescope spatial James-Webb en 2021.

Pour le bon déroulement d'une mission, il faut un lieu où les équipes peuvent contrôler le déroulement des opérations, que ce soit lors du lancement, mais aussi une fois en orbite pour contrôler le satellite. Ces centres de lancement se sont agrandis rapidement au début de l'exploration spatiale à mesure que les données envoyées depuis les ordinateurs de bord des engins devenaient de plus en plus nombreuses.
Ces centres de contrôle sont constitués par une série de postes de travail, équipés d'un ou plusieurs ordinateurs opérés par autant d'employés que nécessaire. Leur mission est d'assurer la bonne réception des données, puis de traiter, afficher et analyser ces données. Cela concerne premièrement les télécommunications, mais aussi la trajectoire, et l'ensemble des sous-systèmes de l'engin. Dans le cas d'un lancement de fusée, il faut rajouter le contrôle des installations au sol. Pour une mission habitée comme une sortie extravéhiculaire, les équipes au sol scrutent également les systèmes de la combinaison des astronautes, et leur indicateurs médicaux.
Par exemple pour le lancement du lanceur Atlas V le centre de contrôle comporte 29 postes principaux, dont les directeurs de mission et de lancement, qui doivent tous donner leur feu vert pour poursuivre la procédure de lancement.

### Stations de communication
Dès le début de l'exploration spatiale, les satellites possédaient des antennes. Leur premier rôle est d'émettre un signal pour établir la télémesure et la trajectoire du satellite. Ainsi les radioamateurs peuvent de nos jours déterminer la position des sondes interplanétaires, sans même avoir besoin de décrypter le signal.
La transmission radio se fait aujourd'hui sur plusieurs bandes de fréquences, selon les sondes et satellites. Elle permet de transmettre les données des différents instruments à bord de l'engin et d'envoyer à ce dernier les commandes de vol, pour les manœuvres orbitales par exemple.
L'intensité du signal radio décroit avec la distance. Le signal a donc besoin d'être focalisé, c'est la raison pour laquelle la plupart des antennes réceptrices au sol sont des radiotélescopes, munis de large paraboles. Ces stations sol doivent être réparties dans le monde pour pouvoir couvrir la plus grande partie du ciel possible, comme le réseau du Deep Space Network de la NASA. Au début de l'exploration spatiale, les puissances spatiales n'avaient d'antennes de réception que sur leur propre territoire, elles ne pouvaient recevoir l'information de leur satellite que lorsque celui passait au-dessus du pays, ce qui a conduit par exemple à l'invention de l'orbite Molniya par les Soviétiques dans un but d'espionnage.
Les communications sont réalisées sur plusieurs bandes de fréquences en radio et micro-ondes, selon les besoins de la mission.
Les agences spatiales testent également des communications par laser, ce qui permettrait un haut débit et une faible perte d'intensité avec la distance, mais nécessite au contraire une grande précision.

## Puissances spatiales
Ci-dessous sont décrites les principales puissances spatiales et leur réalisations.

### Russie/URSS
L'URSS est historiquement la première puissance spatiale. Elle envoie le premier satellite Spoutnik 1 en orbite le 4 octobre 1957, presque quatre mois avant les États-Unis. L'URSS franchit ensuite en premier de nombreux jalons, comme le premier animal en orbite, le premier humain dans l'espace, ou encore les premières sondes interplanétaires lors de la course à l'espace. Elle opère également la première station spatiale, Saliout 1, en 1971 ainsi que de nombreuses autres par la suite jusqu'à Mir, la première station spatiale modulaire.
L'URSS envisageait de nombreux projets très ambitieux, comme leur programme lunaire habité qui a fait voir le jour à la fusée N1, dont la poussée est la plus élevée parmi les fusées ayant volé. Des projets faramineux de colonisation lunaire et même martienne ont été étudiés, propulsés par les lanceurs UR-700 et 900. De la même manière, le programme du lanceur Energuia et de la navette Bourane promettaient de très grandes capacités d'accès a l'espace.
Le domaine spatial russe a connu un choc important lors de l'éclatement de l'URSS. Beaucoup de projets, dont Energiya et Bourane, ont été annulés. Depuis, la Russie a opéré la station Mir, avant d'opérer conjointement la Station spatiale internationale depuis 1998. Elle se concentre donc sur le vol spatial habité grâce à Soyouz et au lancement de satellites, commerciaux ou militaires, mais n'est plus très présente dans le domaine de l'exploration scientifique. L'activité spatiale russe est aujourd'hui assurée par l'agence Roscosmos.

### États-Unis
Les États-Unis sont historiquement la deuxième puissance spatiale, par l'envoi de leur premier satellite Explorer 1 en février 1958. Aujourd'hui, ils sont la première puissance spatiale en nombre de réalisations et en budget. Lors de la course à l'espace, les Américains ont souvent été battus par les Soviétiques, jusqu'à poser le premier humain sur la Lune en 1969, au cours de la mission Apollo 11.
Après Apollo, les États-Unis assemblent leur station Skylab, peu après la Saliout 1 soviétique, mais contrairement à leur rivaux, ce sera la seule contribution américaine à une station jusqu'à la Station spatiale internationale (ISS), car à cette époque, des expériences scientifiques peuvent être réalisées à bord de modules laboratoires sur la navette spatiale, comme Spacelab. La NASA s'illustre également sur l'exploration scientifique du Système solaire, surtout vers Mars (tandis que les Soviétiques privilégient Vénus), ainsi que vers le Système solaire externe, au moyen des sondes Pioneer, Voyager, Cassini, etc.
Cette exploration scientifique du Système solaire continue aujourd'hui côté américain, surtout vers Mars, à travers la réalisation d'astromobiles au cours des décennies et le projet du retour habité sur la Lune, objectif du programme Artemis. Le spatial américain est actif et excelle sur tous les terrains. Son exploration scientifique est très active, ses missions d'astronomie sont les plus ambitieuses, tels les télescopes spatiaux Hubble et James Webb. Les Américains opèrent également une autre grande partie de l'ISS conjointement avec les Russes. En parallèle, les lancements commerciaux et militaires occupent toujours une place importante du secteur.
Contrairement aux Soviétiques, la navette spatiale américaine a abouti et a assuré jusqu'en 2011 135 missions habitées, pour lancer ou ramener des satellites commerciaux ou pour assurer la liaison et la construction de l'ISS. Depuis 2011, le spatial américain s'oriente sur une approche beaucoup plus commerciale de l'espace, c'est-à-dire reposant bien plus sur la sous-traitance au privé, pour le vol habité comme pour l'exploration habitée ou non de la Lune, dans une optique d'abaissement des coûts.

### France et Europe
L'Europe, grâce à l'Agence spatiale européenne, est parmi les leaders du spatial mondial. Le spatial européen est fondé principalement sur le programme spatial de la France, qui devient la troisième puissance spatiale historiquement parlant lors du lancement du satellite Astérix en 1965. Le Canada ou l'Italie ont opéré des satellites avant, mais lancés sur des fusées américaines, tandis qu'Astérix est lancé sur la fusée française Diamant, qui confère alors à la France la capacité d'accès à l'espace.
Le savoir-faire français est mis à profit par la suite pour la collaboration européenne, de même que le territoire français, le Centre spatial guyanais étant situé à Kourou en Guyane, qui profite de sa proximité avec l'équateur terrestre pour réduire les contraintes de mise en orbite, surtout vers l'orbite géostationnaire, destination prisée des satellites commerciaux. Un tel centre de lancement d'une part permet de profiter de la rotation de la Terre qui contribue à la vitesse orbitale, et d'autre part dispense d'effectuer des manœuvres orbitales supplémentaires pour le changement d'inclinaison de l'orbite, qui sont des manœuvres très couteuses en carburant.
L'Europe assure aujourd'hui de très hautes capacités de lancement grâce au lanceur Ariane 5, dont le marché est presque exclusivement commercial, et au lanceur léger Vega, bien qu'elle connaisse en 2023 un passage à vide à cause de l'échec du lanceur Vega C et de la fin de carrière d'Ariane 5.
Elle est aussi très présente dans le domaine de l'exploration scientifique de la Terre et des planètes du Système solaire, une quantité de missions ayant été lancée au cours du temps, vers Mars, Vénus, Mercure et de petits corps, et plus loin vers Titan, par les missions Huygens et JUICE. Lancée en 2023, cette dernière devra orbiter autour de Ganymède en 2034. L'Europe bénéficie d'un grand savoir-faire sur l'instrumentation scientifique, ce qui permet de fortes contributions à des missions internationales, comme les missions InSight, Perseverance ou le télescope James Webb,,,.
L'Europe assure également de manière secondaire le vol habité, d'abord par la France dont des astronautes ont volé vers Mir, puis au niveau européen depuis l'ISS, qui connaît la présence régulière d'au moins un astronaute européen à bord, lancé sur des vaisseaux russes ou américains. L'Europe ne dispose pas d'accès habité à l'espace. Le projet Hermès consistait en une navette spatiale française dans des proportions bien plus petites que ses homologues soviétique et américaine, mais il a été abandonné au profit de la collaboration internationale. En effet, le développement d'un véhicule habité serait une redondance du savoir-faire russe et américain préexistant, et impliquerait l'abaissement des budgets pour le reste des domaines d'activités comme le développement des sondes scientifiques.

### Chine

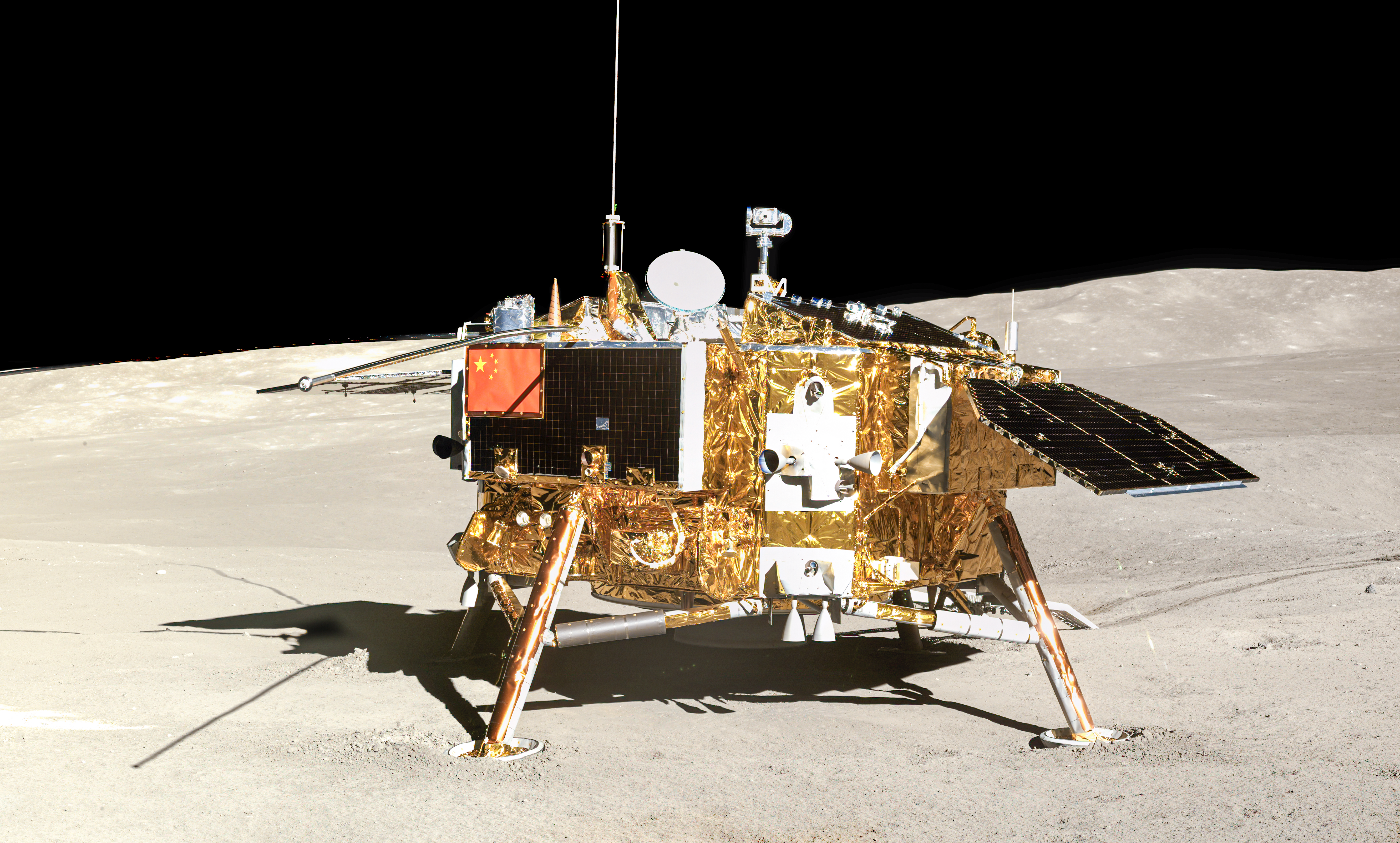
L'atterrisseur Chang'e 4 photographié sur la face cachée de la Lune par le rover Yutu 2.

Le programme spatial chinois a commencé assez tôt, dans une optique militaire. Son programme scientifique n'est que très récent et a connu une accélération durant le XXIe siècle. Le programme de vol habité Shenzhou a été suivi des premières stations spatiales chinoises Tiangong, avant la Station spatiale chinoise, première station modulaire du pays et troisième station spatiale modulaire de l'histoire, après Mir et l'ISS.
L'exploration scientifique chinoise a connu la même fulgurance ; dans le cadre du programme Chang'e, Chang'e 4 a réalisé le premier atterrissage sur la face cachée de la Lune en 2018, et Chang'e 5 en 2020 le premier retour d'échantillons lunaires depuis Luna 24 en 1976.
La Chine a également réalisé sa première mission interplanétaire autonome, par le lancement de Tianwen-1 en 2020, qui comprend un orbiteur, un atterrisseur et le rover Zhurong, faisant du pays la troisième nation à poser un engin sur le sol martien après l'URSS et les États-Unis, et seulement la deuxième à opérer une telle mission après les Américains (en effet, la sonde soviétique Mars 3, bien qu'ayant réussi son atterrissage, n'était pas opérationnelle).

### Japon
Le Japon est, de manière similaire à l'Europe, présent surtout sur le marché commercial grâce à ses lanceurs, sur l'exploration scientifique et, dans une moindre mesure, sur le vol habité grâce à la Station spatiale internationale. Le spatial japonais est connu surtout pour ses missions inédites de retour d'échantillons d'astéroïde Hayabusa 1 et Hayabusa 2. Il est aussi la seule nation a opérer en 2021 une mission sur Vénus, Akatsuki.

### Inde
L'Inde est une puissance spatiale naissante, mais importante. Elle a réalisé quelques rares missions scientifiques vers la Lune et vers Mars, mais aux importantes retombées, comme la sonde lunaire Chandrayaan-1, qui a contribué à mettre en évidence la présence d'eau sur la Lune.
L'importance du programme spatial indien vient également de son ambition d'acquérir les capacités du vol spatial habité, en plus de son programme de lanceurs, matérialisée par la capsule Gaganyaan, qui n'a réalisé qu'un seul vol spatial suborbital sans équipage, en 2014.

### Autres puissances spatiales

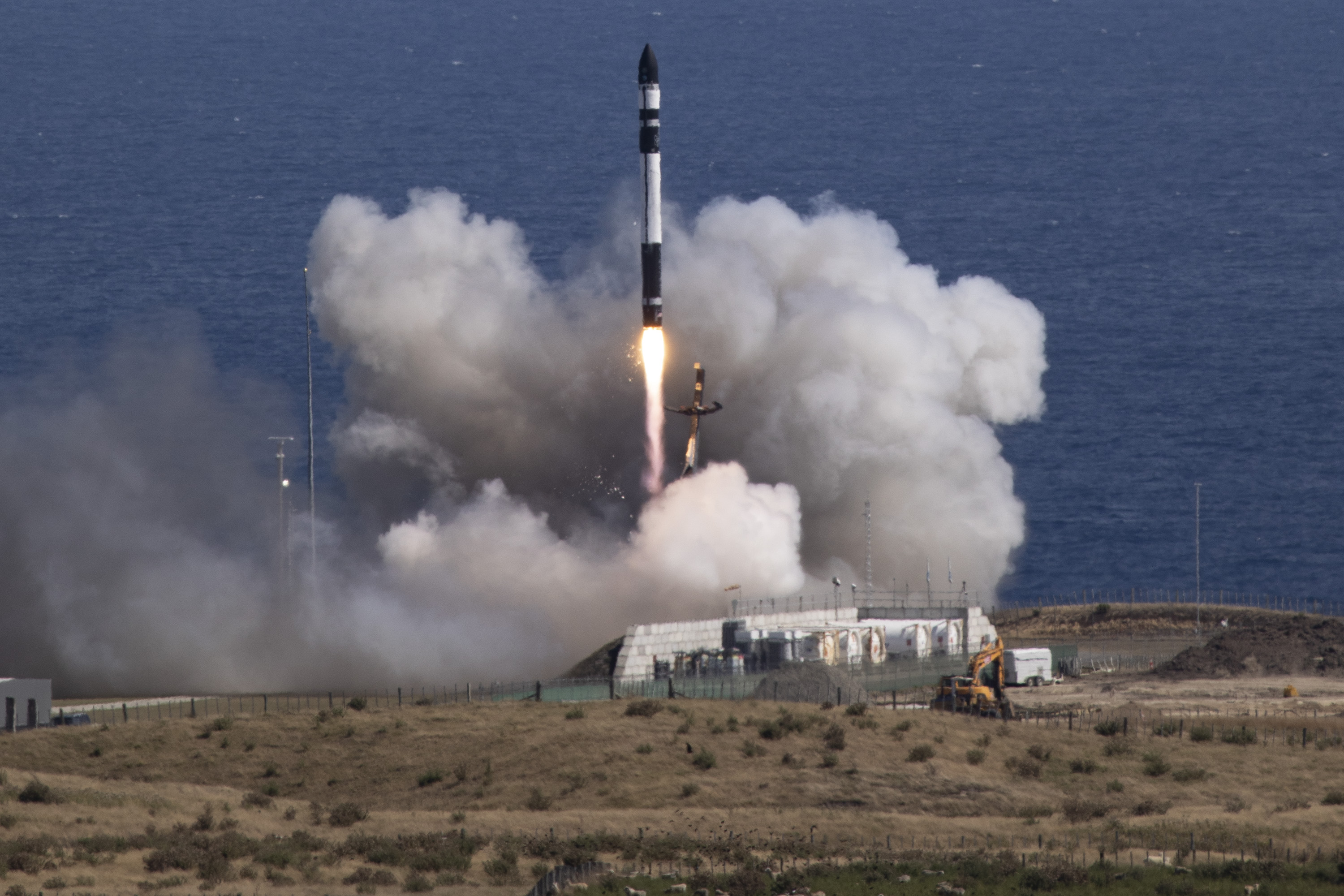
Lancement d'une fusée Electron pour la mission Birds of a feather, le 31 janvier 2020.

Rares sont les autres puissances spatiales à posséder un système de lancement orbital. On peut citer Israël dont le lanceur Shavit a placé plusieurs satellites en orbite. Israël s'est illustré également par la tentative d'atterrissage sur la Lune de la sonde Beresheet, lancée sur une Falcon 9 américaine, mais soldée par un échec.
La seule autre nation spatiale secondaire a occuper une place importante est la Nouvelle-Zélande, qui par l'intermédiaire du lanceur léger Electron de la société privée Rocket Lab assure de nombreux lancements commerciaux. Rocket Lab a également assuré le lancement de la sonde lunaire américaine CAPSTONE en 2022, qui a pour but de tester l'orbite non képlérienne de la future station Lunar Gateway.
Les deux Corées possèdent elles aussi des systèmes de lancement orbitaux, mais très peu utilisés. L'Iran est aussi un pays autonome pour l'accès à l'espace, qui a placé en orbite quelques satellites.
Plusieurs nations occupent une place dans le secteur spatial, mais sans capacité de lancement. Ces nations interviennent dans le domaine spatial en payant le lancement de satellite à des opérateurs de lancement ou en participant à différentes échelles à la réalisation de sondes spatiales. Plusieurs de ces pays s'illustrent dans l'espace par l'éducation universitaire, surtout grâce à l'essor des nanosatellites. Le Guatemala, par exemple, a ainsi pu déployer son tout premier satellite, un cubesat à visée éducative.

## Futur de l'exploration spatiale

### Futur proche
Au XXIe siècle, l'exploration spatiale s'articule autour de collaborations internationales entre les agences nationales, notamment grâce à la Station spatiale internationale, et autour de l'exploitation commerciale de l'espace, à travers la privatisation des lancements et l'émergence de nouvelles entreprises du NewSpace.
Mais cette entente mondiale, déjà incomplète par la réticence américaine de collaborer avec la Chine, est incertaine. Elle a déjà été bousculée par la guerre en Ukraine de 2022, qui a conduit à l'annulation ou à la redéfinition de plusieurs projets, dont Exomars.
De manière générale, le secteur privé devrait occuper une part de plus en plus importante dans le secteur spatial mondial, à travers la multiplication des lancements commerciaux et des programmes d'exploration ou de vol habité. Des projets de stations spatiales privées pourraient se concrétiser, dans un but scientifique ou touristique, voire des programmes spatiaux privés comme le programme Polaris.

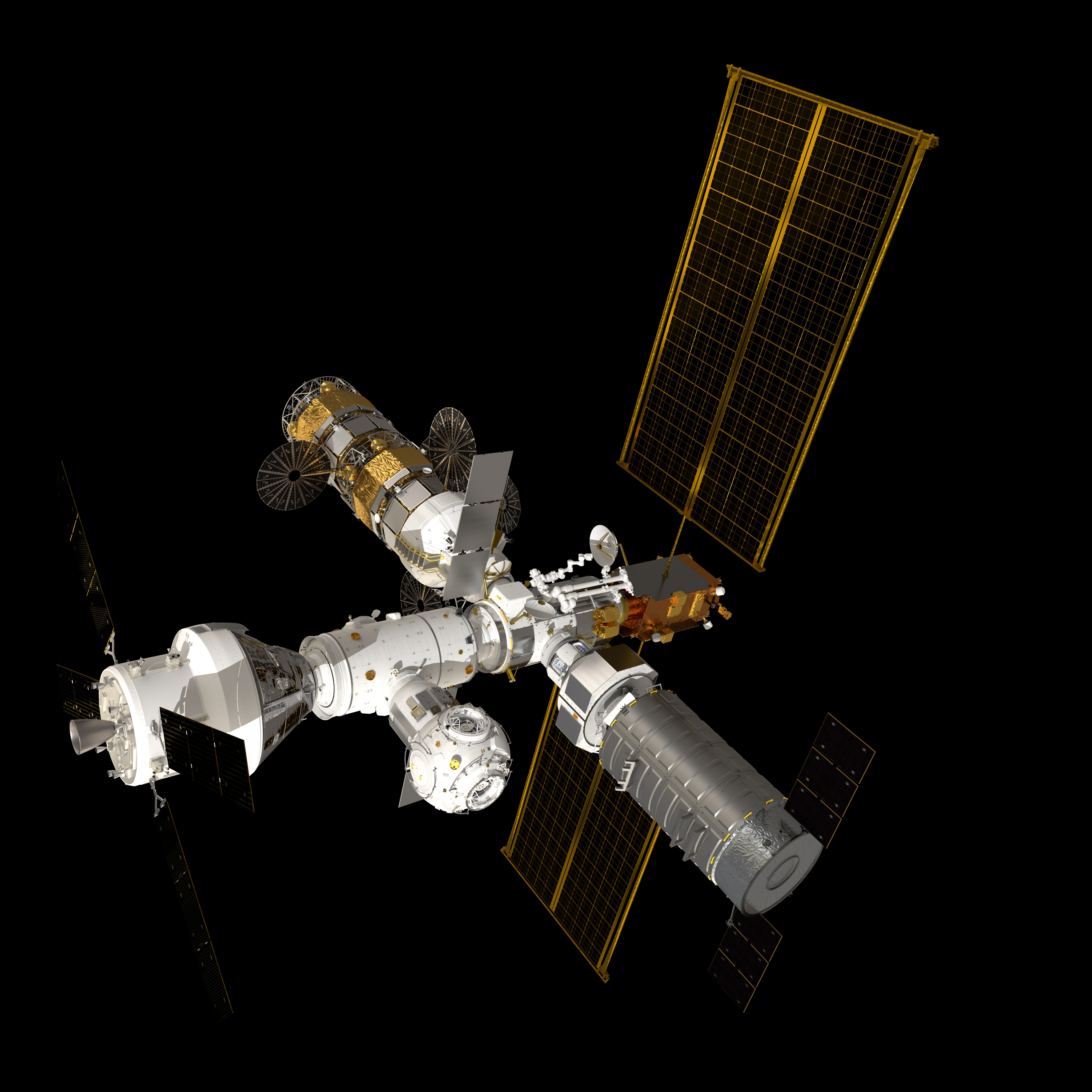
Vue 3D de la station Lunar Gateway.

L'exploration habitée s'oriente vers le retour sur la Lune, d'abord par le successeur de l'ISS, la station Lunar Gateway en orbite lunaire, et par le programme Artemis sur le sol lunaire. Contrairement à l'ISS, qui est le fruit principalement de la collaboration des États-Unis et de la Russie, Gateway est la collaboration principalement des États-Unis et de l'Europe. Dans la continuité du programme Apollo, Artemis doit aboutir à des missions de longue durée en orbite et sur la Lune, dans des bases au sol. En parallèle, la Russie projetterait de s'allier à la Chine dans le programme habité lunaire, pour établir une base au sol, et la Chine affirme vouloir poser un astronaute dans le courant de la décennie 2030, au cours de missions analogues à Apollo et moins ambitieuses qu'Artemis. De tels programmes lunaires sont nécessaires pour accroitre la connaissance sur le vol spatial habité de longue durée et ainsi pouvoir prévoir dans un futur plus lointain le vol habité vers Mars.
L'exploration scientifique devrait voir le développement de l'astronomie spatiale, dominée par la NASA, suivie de près par l'Agence spatiale européenne. La NASA opérera pendant plusieurs années le télescope spatial James Webb, lancé fin 2022, et étudie déjà ses potentiels successeurs comme LUVOIR. L'Europe poursuit sa lancée de grands observatoires spatiaux d'astrophysique, dont Planck, SVOM, Euclid et LISA.

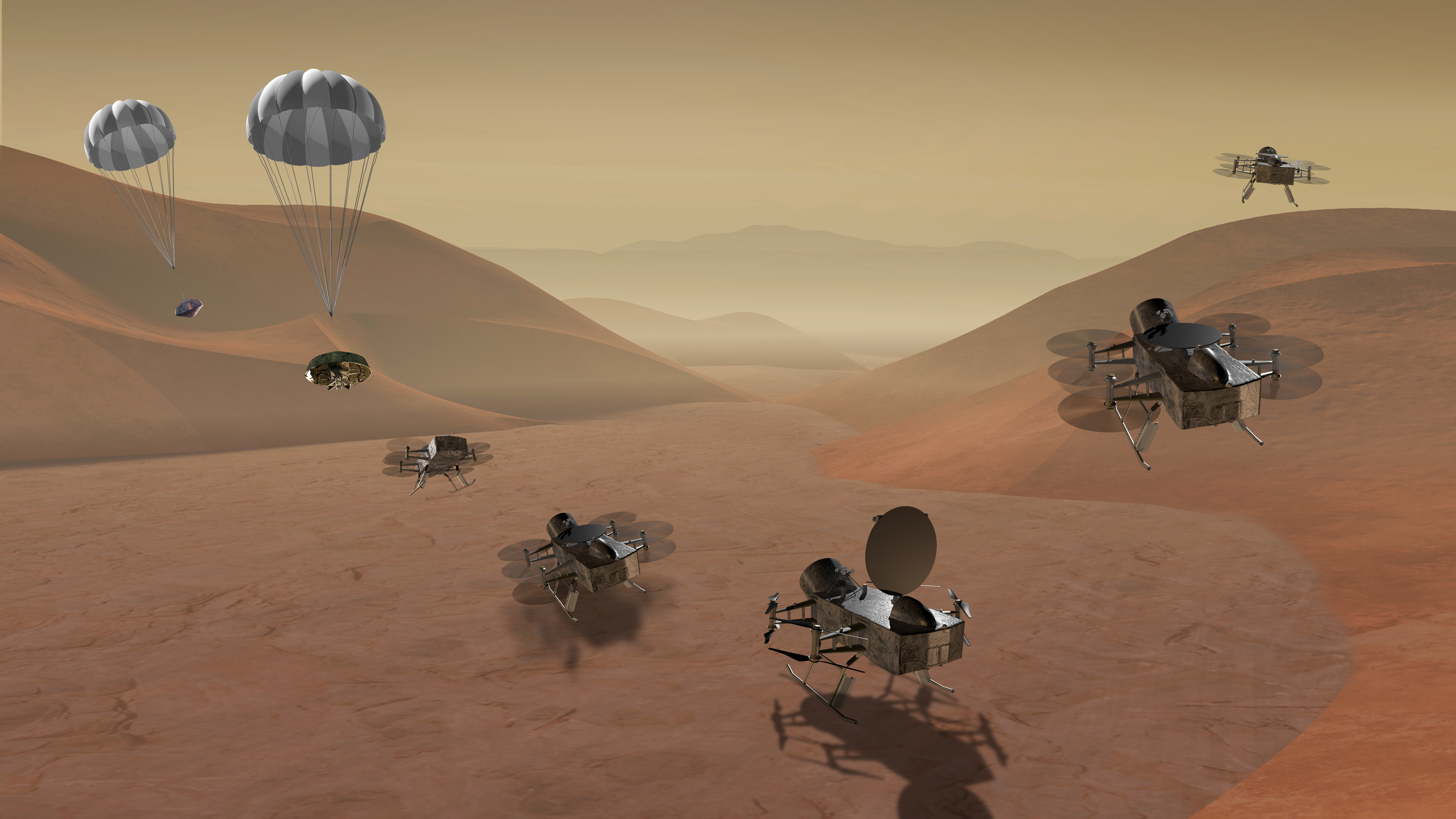
Vue d'artiste de la mission Dragonfly sur Titan.

En parallèle, l'exploration planétaire se poursuivra, d'abord sur Mars dans la continuité des missions actuelles, en particulier par la mission de retour d'échantillons martiens en trois phases, dont la première est l'astromobile Perseverance. La NASA a également annoncé un grand retour vers Vénus, au moyen des missions DAVINCI+ et VERITAS. Le Système solaire externe devrait être visité par la missions européenne JUICE, lancée en 2023, et les missions américaines Dragonfly, laquelle deviendrait la deuxième mission à explorer Titan, lune de Saturne, ainsi que la mission Europa Clipper, dont l'objectif sera d'étudier la lune Europe.

### Futur lointain
L'exploration spatiale après l'horizon 2040 est incertaine et relève de l'imaginaire, voire de la science-fiction. Dans la continuité des projets actuels, l'humain assurera certainement une présence permanente sur la Lune, à la manière de la Station spatiale internationale (ISS) actuellement. Par la suite, une base martienne est imaginable de la même manière.
Le secteur spatial, longtemps exclusif aux gouvernements, deviendra probablement de plus en plus une industrie libérale comme les autres industries terrestres, de manière similaire à l'aviation ou à l'automobile. Cela se traduirait par une forte démocratisation de l'accès à l'espace. Il est ainsi probable que le tourisme spatial, aujourd'hui réservé aux grandes fortunes, devienne une activité commune, et que l'espace voire la Lune deviennent une destination de voyage. Cette évolution, difficile à estimer, pourrait ne pas avoir lieu, de même qu'il n'y a pas eu de fort développement de tourisme en Antarctique ou dans les fonds marins.
L'industrie lunaire et spatiale, puis martienne, naitra probablement un jour. Elle pourrait être essentiellement minière et de voies commerciales spatiales. Cette perspective pose problème vis-à-vis du traité de l'espace, qui interdit toute revendication de territoire au-delà de l'atmosphère terrestre.
Pour réaliser tout cela, les technologies astronautiques devront avoir été fortement développées, ou multipliées, afin d'en réduire le coût. Aujourd'hui, la plus grande réalisation spatiale est l'ISS, qui n'est qu'en orbite terrestre basse. Elle a été réalisée au moyen d'efforts humains et financiers majeurs répartis dans différents pays et est loin des installations qui devront être nécessaires pour établir une industrie dans l'espace.
On ne connait pas à l'heure actuelle les moyens, les techniques ou le savoir-faire industriels et technologiques qui permettront d'assurer de tels projets spatiaux, excepté peut-être la propulsion. Celle-ci pourrait utiliser des propulseurs magnétoplasmadynamiques, déjà du domaine de la recherche, qui offrent des efficiences et des puissances capables d'assurer des trajectoires peu coûteuses entre les astres.
Cependant, le problème du lancement depuis le sol reste entier si l'on envisage la multiplication des lancements. Aujourd'hui, la pollution spatiale engendrée par les lancements de fusées est négligeable devant celle d'autres secteurs industriels, mais l'accélération du développement de l'industrie pourrait changer la donne. De surcroit, dans le cas d'industries et de villes lunaires, les vols de lanceurs super lourds devront se multiplier pour emporter l'ensemble des matériaux requis. Les conséquences d'une telle industrie extra-terrestre sont aujourd'hui incertaines.